# Marsá Alam
Marsá Alam (arabsky مرسى علم‎, Marsá ʿAlam („Horský přístav“)) je město v jihovýchodním Egyptě, ležící na pobřeží Rudého moře. Dříve malá rybářská vesnička je dnes jednou z nejnavštěvovanějších turistických destinací v celé zemi. Za svůj rozkvět vděčí mezinárodnímu letišti, které zde bylo otevřeno v roce 2003.

## Poloha
Marsá Alam se nachází 250 km jižně od Hurghady v blízkosti Obratníku Raka, v místě, kde se Arabská poušť setkává s Rudým mořem. Moře je v těchto lokalitách bohaté na podmořský život. Při pobřeží i na otevřeném moři se zde nachází velké množství korálových útesů, které do města lákají mnoho turistů a potápěčů. V této lokalitě se vyskytují delfíni, žraloci kladivouni a dugongové. Silné povětrnostní podmínky, které v této lokalitě panují, jsou ideální pro milovníky windsurfingu. V blízkosti Marsá Alam jsou k vidění také smaragdové doly či chrám Sethiho I. v Khanaisu.

## Obyvatelé a těžba
V Marsá Alam žije přibližně 10 000 obyvatel. Většina z nich jsou rybáři či chovatelé ovcí, velbloudů a koz. V Marsá Alam se nachází také několik dolů na mramor a žulu. Těžba nerostných surovin se v tomto kraji provádí již po několik tisíciletí. V dobách faraonů i později za nadvlády římanů byla tato oblast známá pro svoje velká naleziště zlata, smaragdů a polodrahokamů. Rovněž se zde těžilo olovo a měď.

## Podnebí
Marsá Alam je nejjižnější egyptské letovisko u Rudého moře, situované zhruba 200 km nad obratníkem Raka. Podnebí je celý rok slunné, Marsá Alam je co do počtu slunečných hodin na teoretickém maximu a překonává ji s výjimkou několika oáz v okolí Asuánu jen severoamerická Yuma, neboť se nachází na vyšší zeměpisné šířce, díky čemuž jsou zde letní dny delší.
Klima u Rudého moře je obecně mírnější, než ve vnitrozemí, letní teploty nedosahují tak extrémních hodnot, jako v Asuánu či Luxoru, avšak noci jsou tu teplejší. Směrem od severního pobřeží Rudého moře k jihu se zvětšuje rozdíl mezi chladnějšími měsíci, které jsou tím teplejší, čím jižněji se nacházíme, a klima je zde obecně konstantnější.
Marsá Alam má tak podobně jako další jižní letoviska (Halaib) vyváženější a stabilnější podnebí, než Hurghada, kdy především zimní noci jsou teplejší, a naopak se zde tolik neprojevují jarní Chamsiny, přinášející extrémní teploty od března do května. Rovněž letní maximální teploty jsou nepatrně nižší. Teplota zde málokdy přesáhne 40 °C
Průměrná roční teplota je 27 °C (den i noc), zimy jsou velmi krátké, a poměrně větrné. Přicházejí až v prosinci a v průměru se pohybují kolem 19 °C, přičemž během dne se teploty pohybují mezi 22-24 °C, resp. 13-18 °C v noci. Několik dnů může být charakterizováno chladnějším rázem, kdy noční teploty klesnou pod 11 °C, a naopak ve dne nepřesáhnou 20 °C. 
(Ne) letní měsíce březen, duben, říjen a listopad jsou poté nejpříjemnější pro návštěvu, s průměrnými teplotami nepřesahujícími 28 °C, přičemž během dne se teploty pohybují mezi 25-33 °C, a v noci zřídkakdy klesají pod 18 °C.
Léta jsou dlouhá, ostrá a horká, s ohledem na polohu u obratníku raka je vhodné zvážit návštěvu, neboť v květnu, červnu a červenci a srpnu je Slunce prakticky kolmo nad horizontem, a po 3-5 hodin denně je zde UV faktor na hodnotě 11+ (extrémní riziko popálení). Průměrná teplota se v tuto dobu pohybuje nad 30 °C, během dne v intervalu 33-37 °C, resp. 27-31 °C v noci). Nejteplejším měsícem je srpen, kdy jsou vzduch a moře vyhřáté na maximum, s průměrnou denní i noční teplotou bezmála 34 °C, kdy ve dne teploty dosahují 38 °C, a v noci mnohdy neklesají pod 31 °C. V srpnu je rovněž nejvyšší pocitová teplota, neboť vlhkost vzduchu dosahuje nejvyšších hodnot.
Následující tabulka odráží každodenní sledování od roku 2010.
|                                 | leden | únor | březen | duben | květen | červen | červenec | srpen | září | říjen | listopad | prosinec |
| průměrná nejvyšší teplota       | 22    | 24   | 26     | 29    | 33     | 35     | 35       | 36    | 34   | 31    | 27       | 23       |
| průměrná nejnižší teplota (noc) | 14    | 16   | 18     | 21    | 25     | 28     | 29       | 30    | 27   | 24    | 20       | 16       |
| průměr den i noc                | 18    | 20   | 22     | 25    | 29     | 32     | 32       | 33    | 31   | 27    | 24       | 20       |
| srážky                          | 0     | 0    | 0      | 0     | 0      | 0      | 0        | 0     | 0    | 0.01  | 0.01     | 0.01     |

Průměrná teplota Rudého moře zde nikdy neklesá pod 22 °C. Průměrné teploty moře v jednotlivých měsících uvádí následující tabulka.
| Leden | Únor  | Březen | Duben | Květen | Červen | Červenec | Srpen | Září  | Říjen | Listopad | Prosinec |
| ----- | ----- | ------ | ----- | ------ | ------ | -------- | ----- | ----- | ----- | -------- | -------- |
| 23 °C | 22 °C | 22 °C  | 23 °C | 25 °C  | 27 °C  | 28 °C    | 29 °C | 28 °C | 27 °C | 26 °C    | 24 °C    |

Díky věčně teplému moři je tu bohatý podmořský život. Mnoho pestrobarevných korálů a ryb. Proto je Marsá Alam vyhledávaným místem pro potápění.

## Turistické cíle
Oproti například Hurghadě má Marsá Alam jednu zásadní výhodu, místo se začalo turisticky rozmáhat až s otevřením letiště v roce 2003. Díky tomu je zajištěna vysoká kvalita a modernost naprosté většiny hotelů, z kterých stále ještě září novota. Moře, tahák Marsá Alam, je dokonale čisté a jeho podmořský život je perfektně zachovalý. V oblasti je pak pouze poskrovnu turistů. Kdo dokáže oželet chybějící supermarkety, obchoďáky a diskotéky, přijde si na své. K nákupům či zábavě návštěvníkům musí stačit hotel nebo blízký malý přístav Port Ghalib plný obchůdků se suvenýry a restaurací.

### Pod mořem

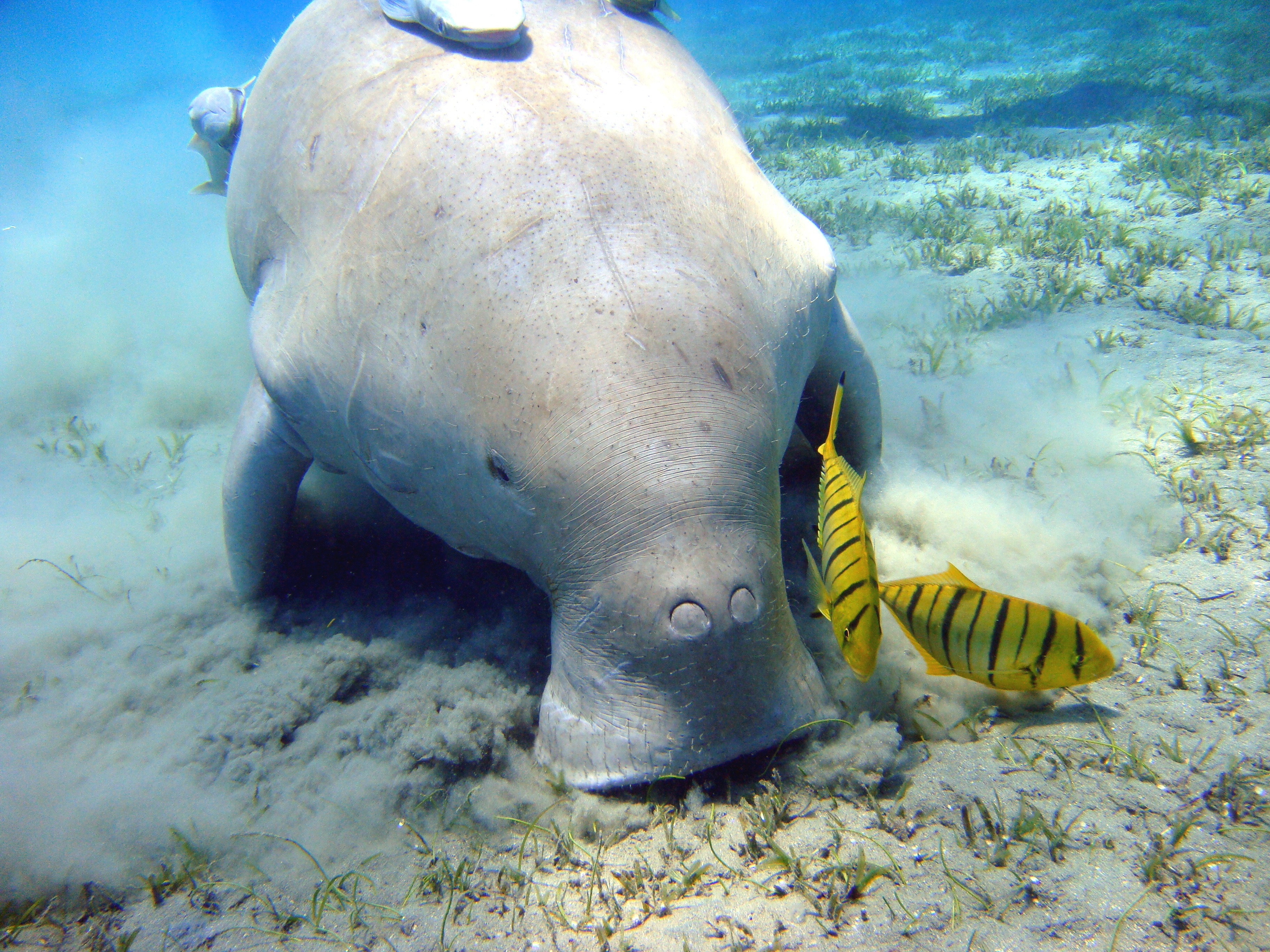
dugong indický

Co schází nákupnímu a nočnímu vyžití, vrchovatě nahrazují atrakce pod hladinou Rudého moře. Ukrývá se zde nádherný svět plný pestrobarevných ryb, korálů, želv, delfínů, žraloků, dugongů a dalších živočichů, kteří dokáží překvapit svou velikostí a vzezřením. Proto ostatně patří Marsa Alam k vyhlášeným potápěčským lokalitám.
U korálových útesů Abu Dabbab, vzdálených 30 km od přístavu Port Ghalib, lze pozorovat vzácné karety obrovské, velké želvy, a dugongy indické. Těm se lidově říká mořské krávy, měří dva až tři metry a váží přibližně dvě stě kilogramů. Vzbuzují proto značný respekt, přestože se jedná o tvora plachého a neškodného. Jejich nejoblíbenější potravou jsou kořínky chaluh a mořské trávy.
Karety obrovské a dugongy lze spatřit i v Marsá Egla, což volně přeloženo znamená Kotviště krav, nebo v Marsá Mubarak, želvím zálivu nedaleko Port Ghalib. Tam jezdí většina turistů lodí z přístavu, ale šnorchlovat se dá i z pevniny.
Jen 12 km od Abu Dabbab se nalézá útes Elphinstone, který je proslulý výskytem žraloků kladivounů. Je přístupný z lodi a jeho průměrná hloubka dosahuje 20 metrů. V nejhlubším bodě se podle místní legendy nachází sarkofág neznámého faraona.
Pokud chce turista pozorovat delfíny, neměl by rozhodně minout lagunu Shaab Samadai (v překladu Domov delfínů) nebo útes Sataya s průměrnou hloubkou 18 metrů. Útes Sataya vytváří lagunu hlubokou asi 10 metrů, kam připlouvají večer delfíni odpočívat. Mělkých korálů se totiž bojí žraloci. Mimo tento útes však moře dosahuje hloubky až 80 metrů a lze tam pozorovat žraloky spanilé nebo kladivouny. Na žraloky turista narazí ale zejména v Shaab Sharmu.

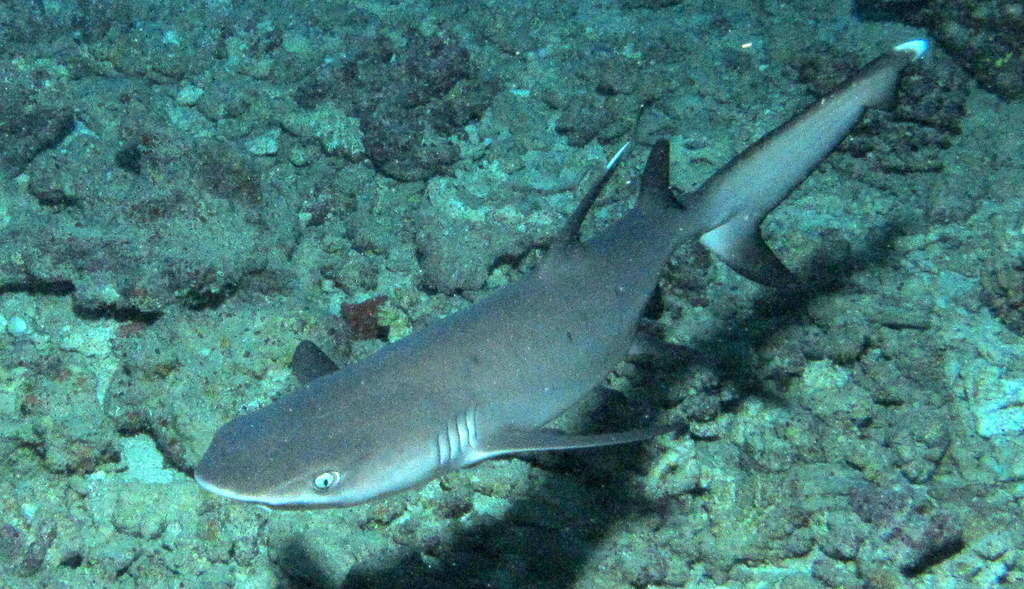
Žralok ve Shaab Marsa

Korálové útesy je možné nalézt u ostrova Zabargad, kde jsou k vidění i vraky lodí, stejně jako u Abu Galawy. Útesy Deadelus Reef pro změnu skrývají v průměrné hloubce 25 metrů pohled na vzácné druhy mořských sasanek. Útes se nachází 96 km od letoviska Marsá Alam.
Pokročilí a zkušení potápěči často navštěvují Brothers Island, který je považován, za nejlepší egyptskou potápěčskou lokalitu. Toto místo je plné žraloků, mant a dalších velkých ryb (kladivouni, tuňáci, žraloci šedí, dlouhoploutví, liščí, napoleoni, kranasové, dokonce i žraloci velcí). Na své si přijdou i příznivci vrakového potápění.
K nejkrásnějším korálovým útesům patří Coraya, k němuž vede cesta jen po dlouhém molu, odkud se pořádají i potápěčské výpravy. Je přísně chráněný a turista se musí pohybovat pouze v provazem vymezeném prostoru.
Kromě potápění je možné vyzkoušet i šnorchl, i tehdy velmi čistá a mělká voda nabízí nádherné výhledy. K dispozici jsou ale i další vodní sporty, například windsurfing.
Aby nemusel turista vážit dlouhou cestu za některým z turisticky atraktivních míst, vyplatí se volit ubytování právě dle toho, co chce mít poblíž, přičemž i zde je možnost bydlet u některého z krásných zálivů, útesů či jedné z lagun, kde je možné spatřit delfíny, žraloky, karety obrovské nebo dugongy.

### Na souši

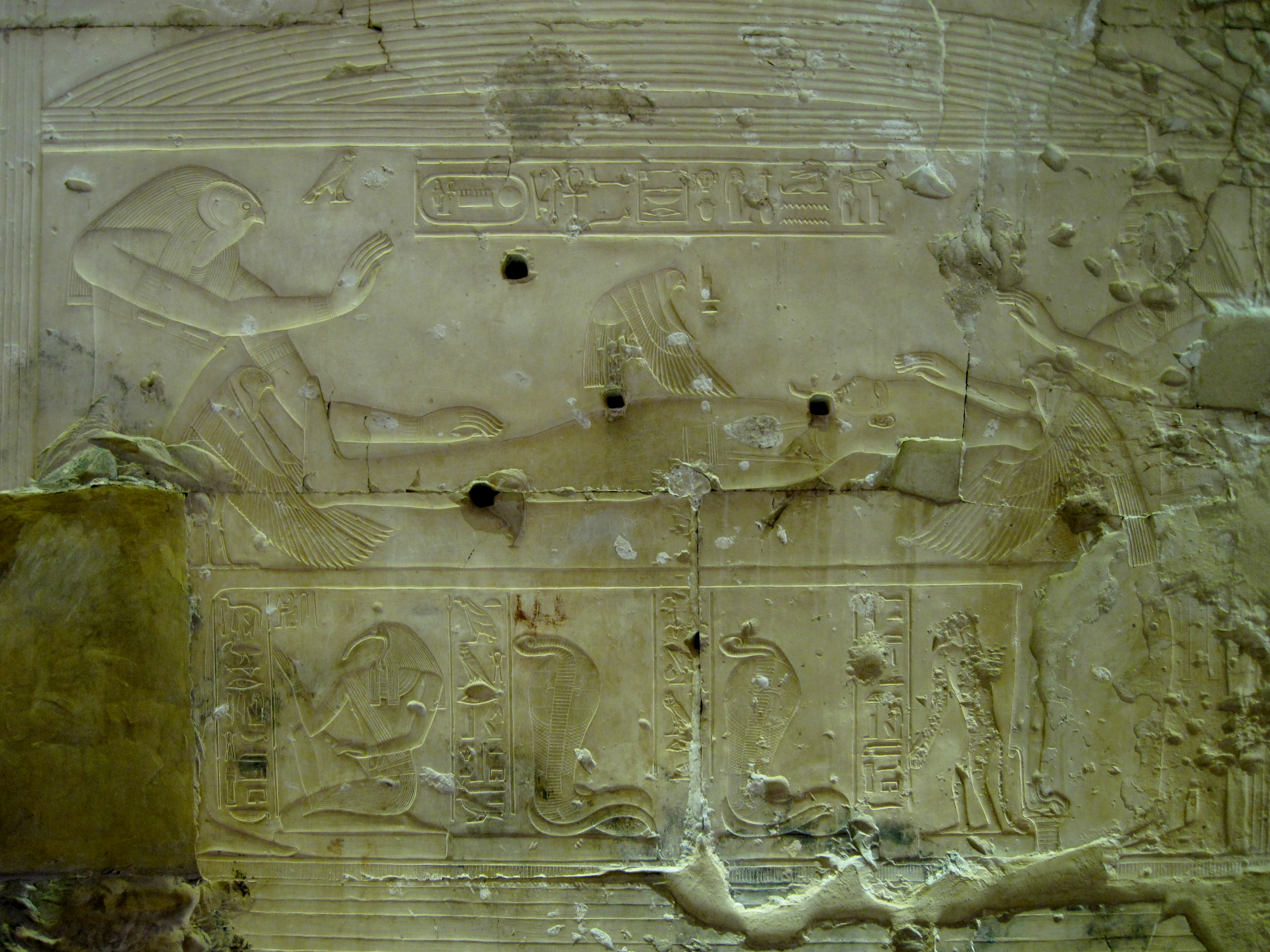
Chrám Sethiho I.

Nedaleko města se nachází národní parky Wadi El Gemal a Gebel Elba, které jsou domovem velkého množství zvířat a ptactva. Lze tam najít pravou poušť, tajemné egyptské památky, chrám Sethiho I. v Khanaisu i oblasti starodávné těžby vzácných materiálů, například zelených smaragdů královny Kleopatry.
Marsá Alam je také vhodným výchozím bodem pro návštěvu Horního Egypta – místa bohů, nádherného okolí řeky Nil a kulturních památek, mezi něž se řadí chrámy v Karnaku a Luxoru, Memnonovy kolosy či Údolí králů. Jedná se o největší světové muzeum pod širým nebem.
Turistům, kteří by se nemohli rozhodnout, co stojí, či nestojí za vidění, vhodně mohou posloužit i volně přístupné fotografie, které jsou k nalezení na internetu.

## Galerie

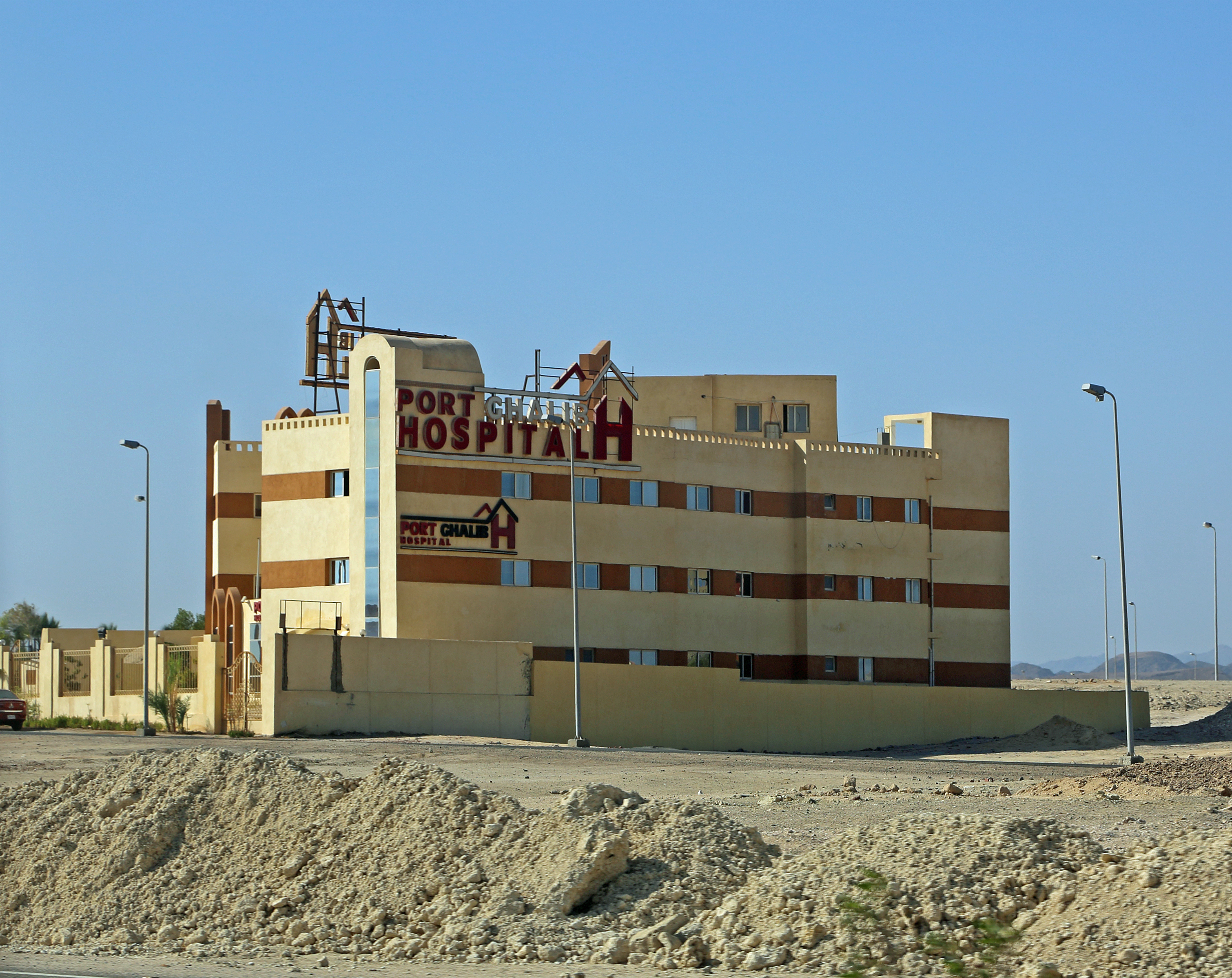
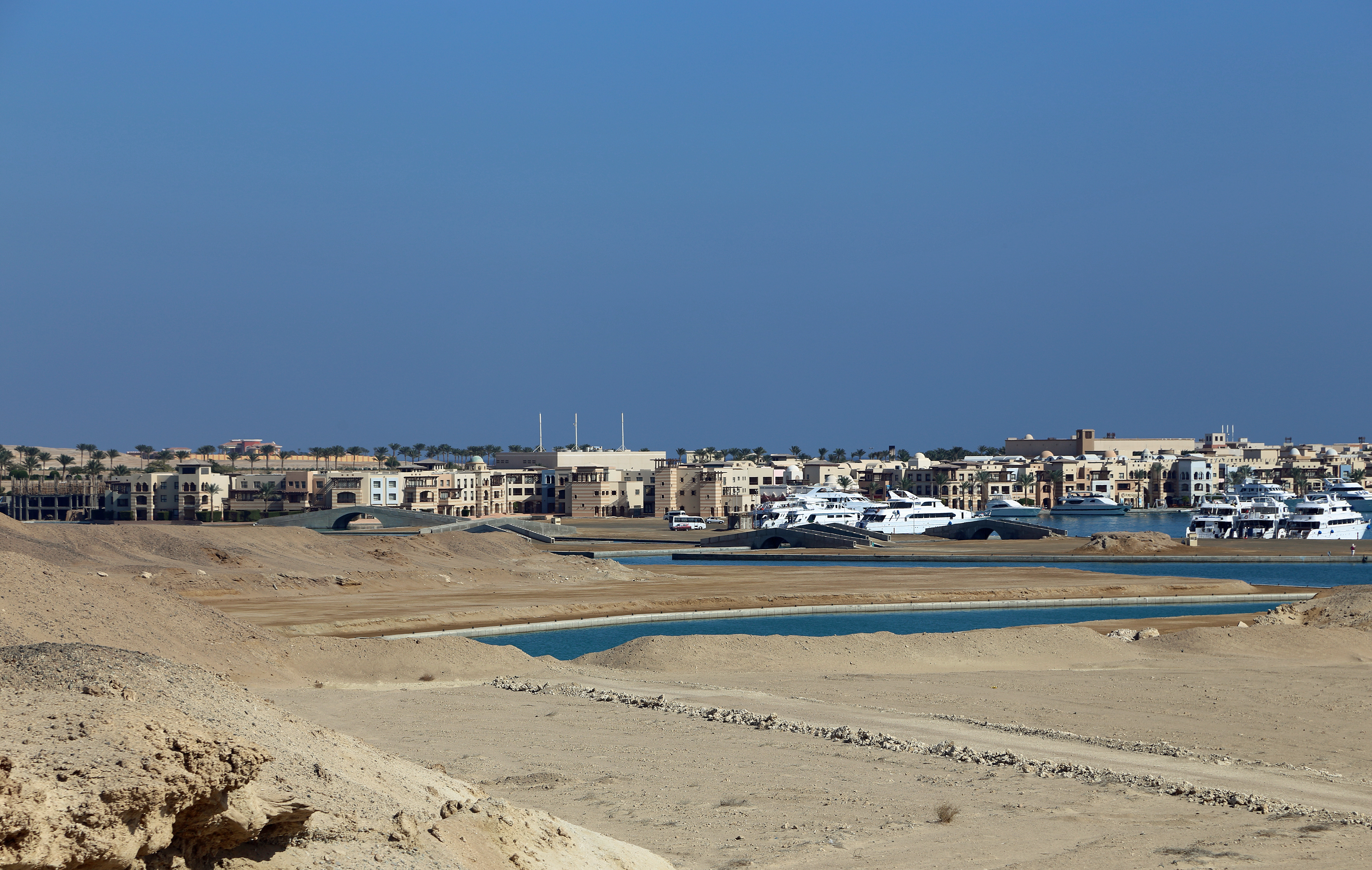
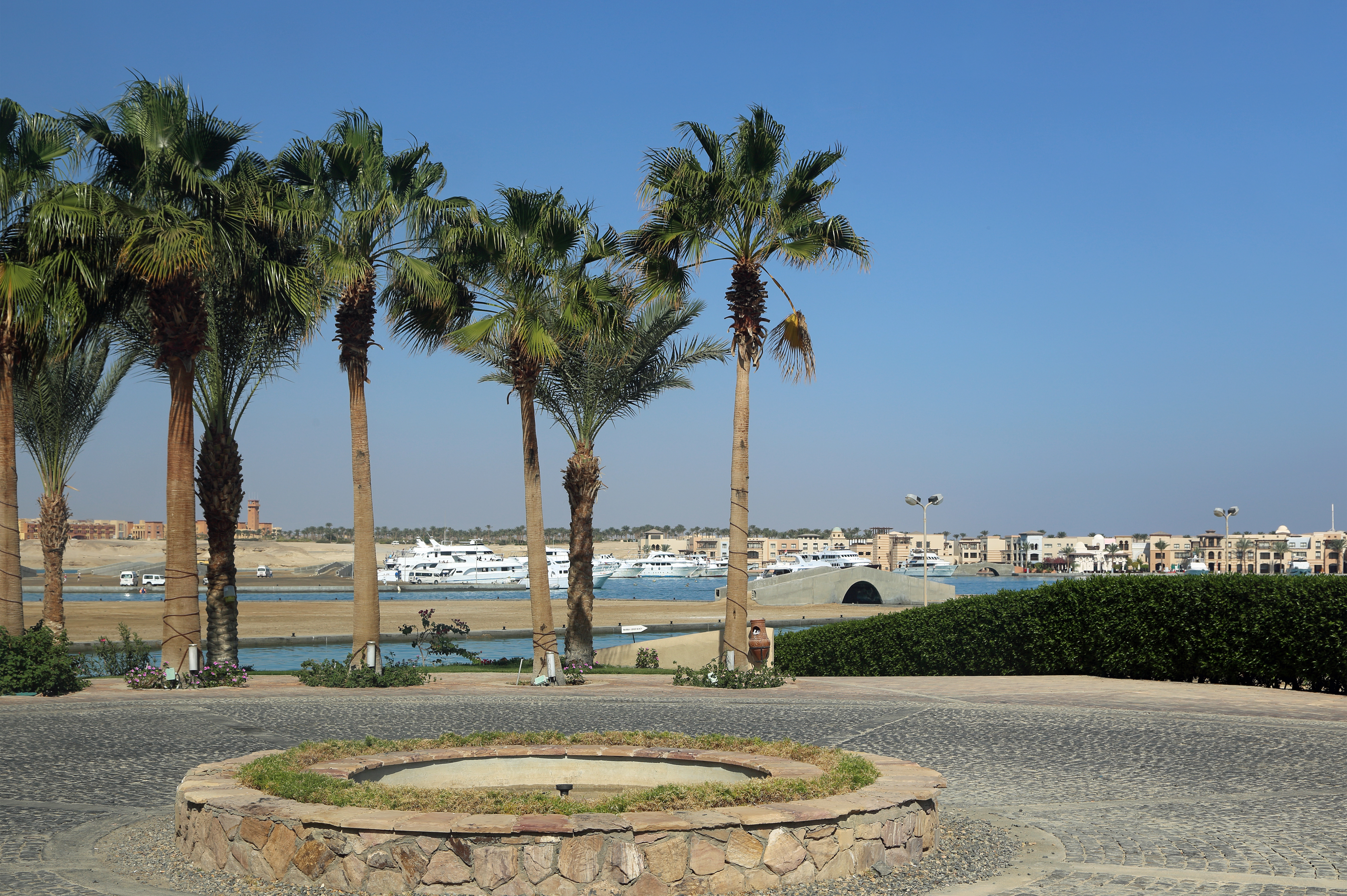
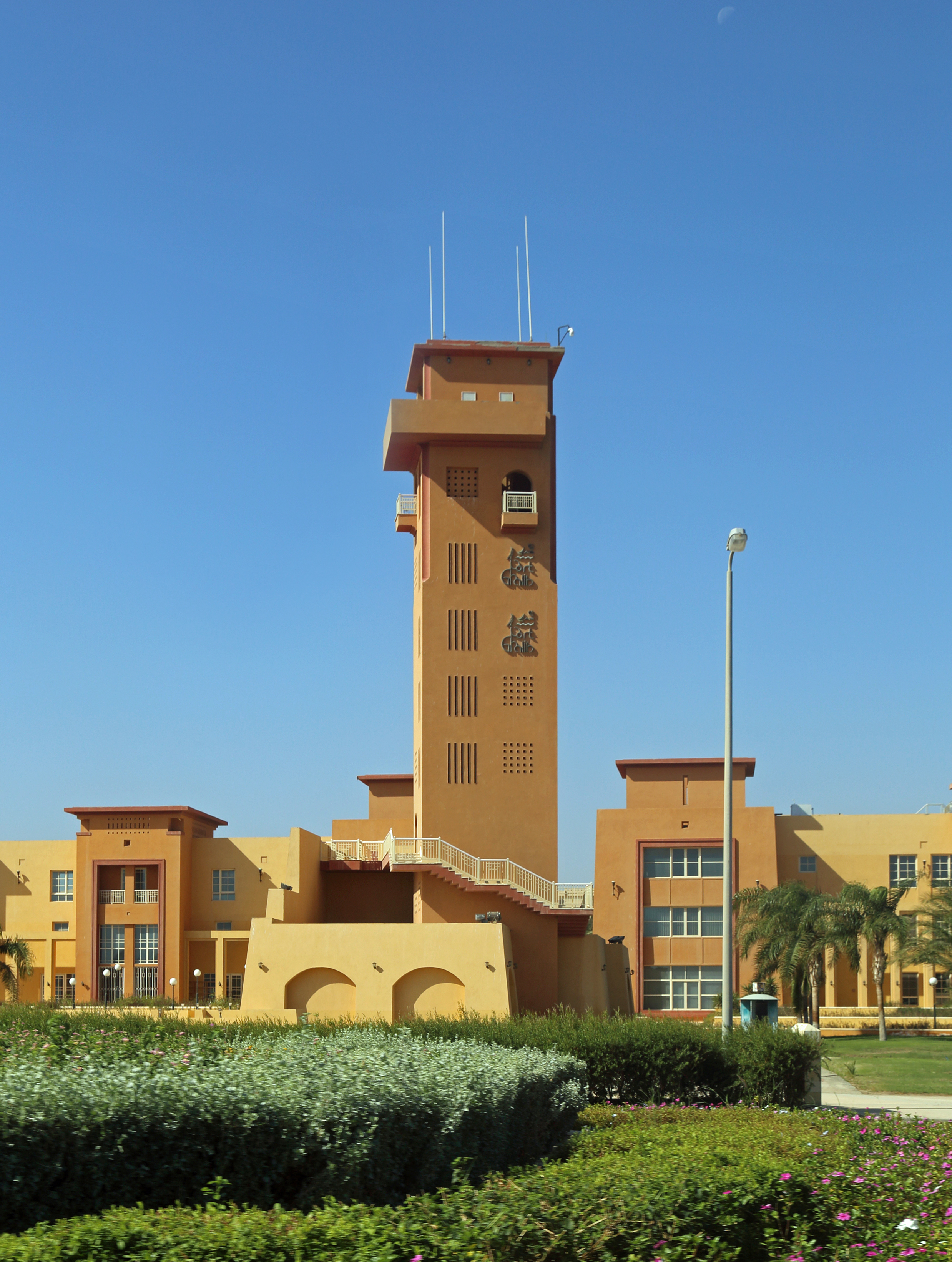
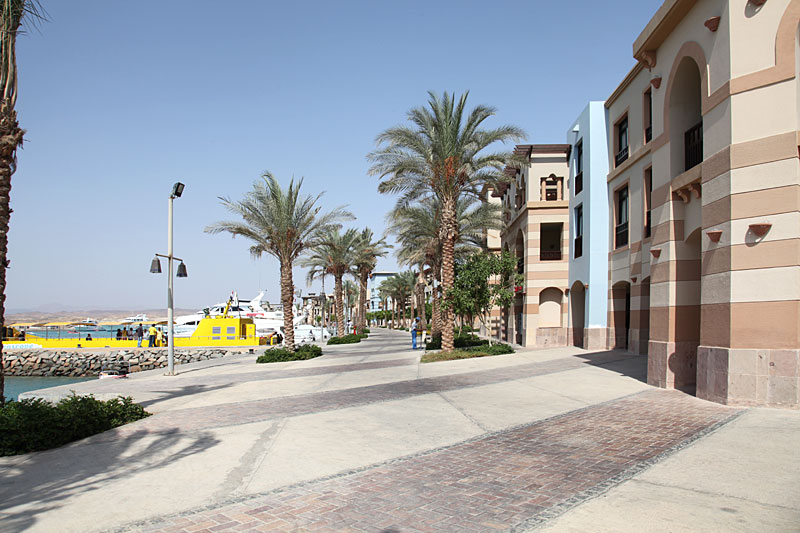
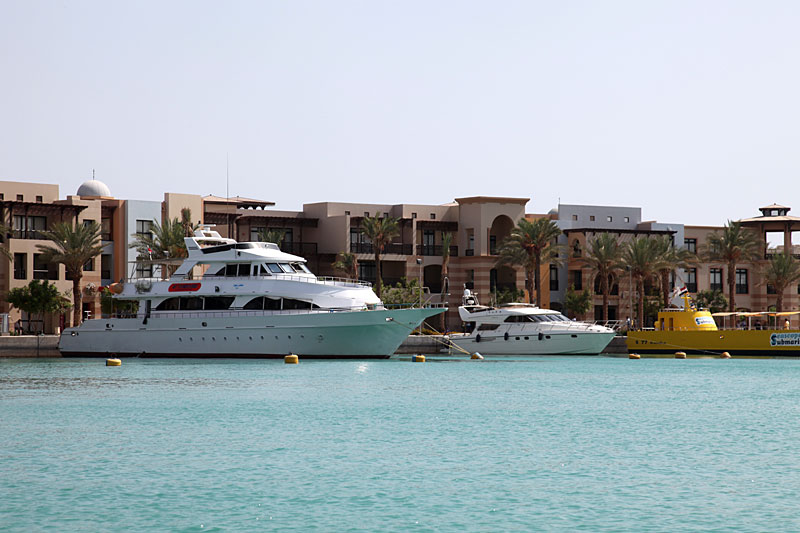
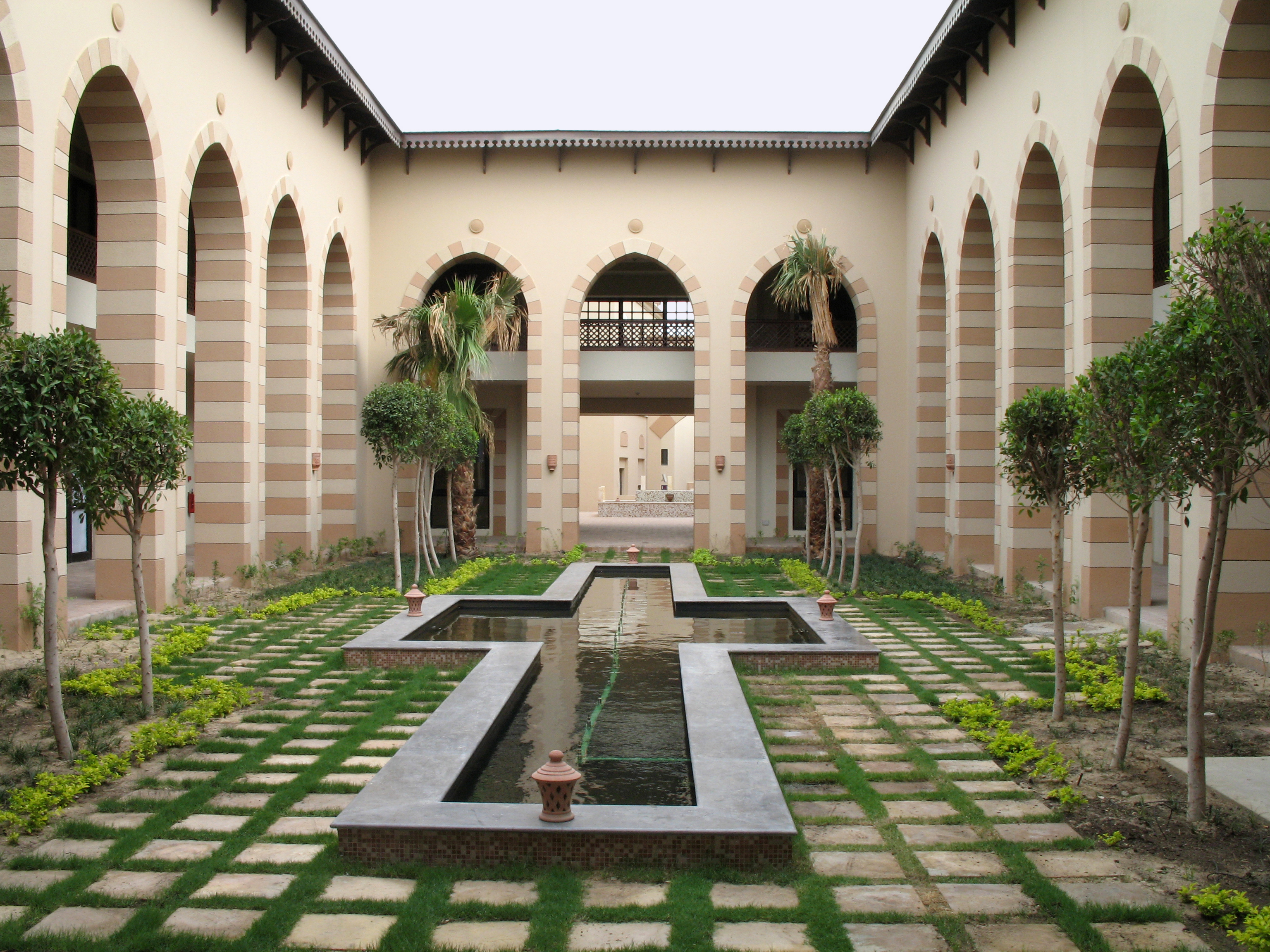
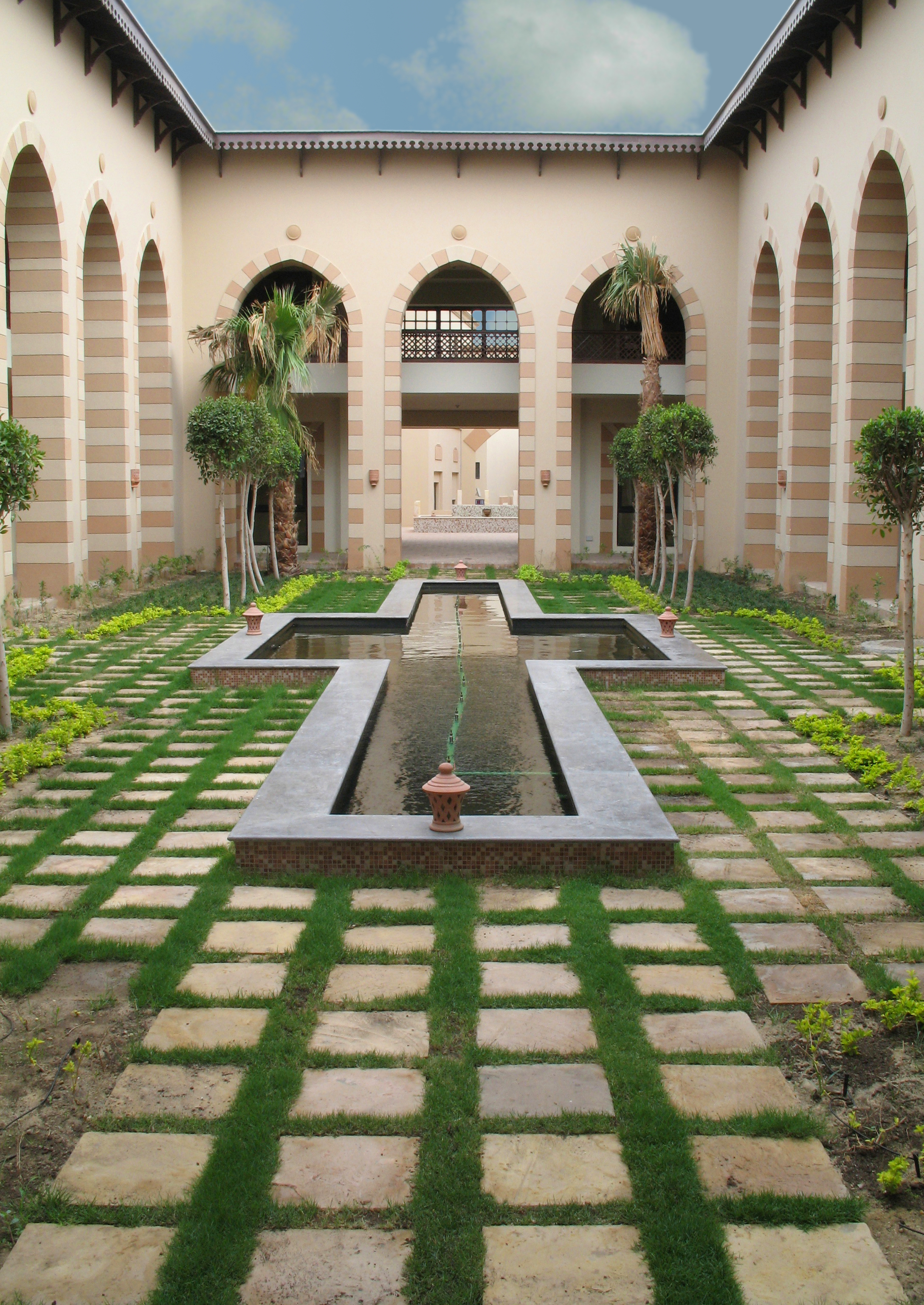
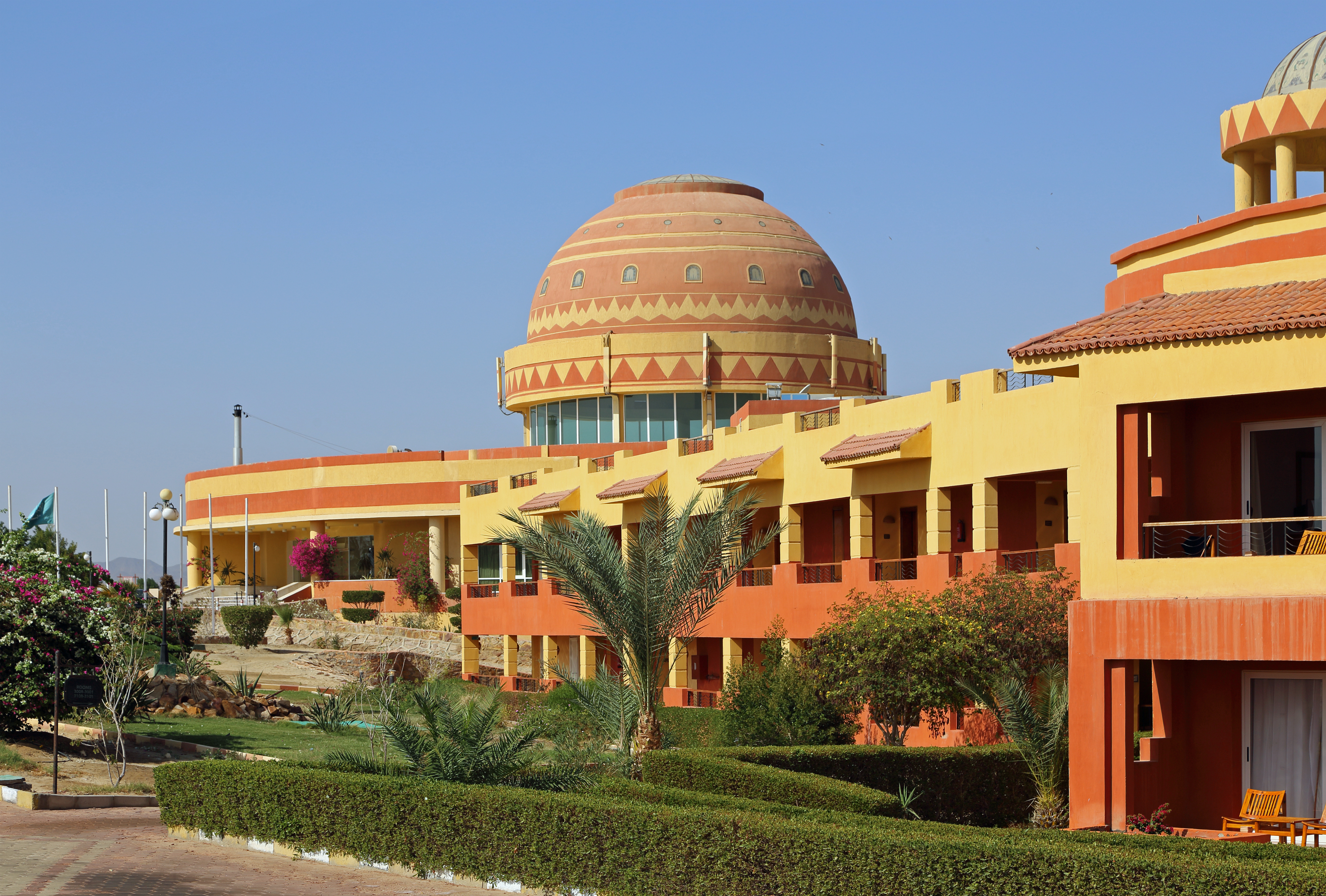
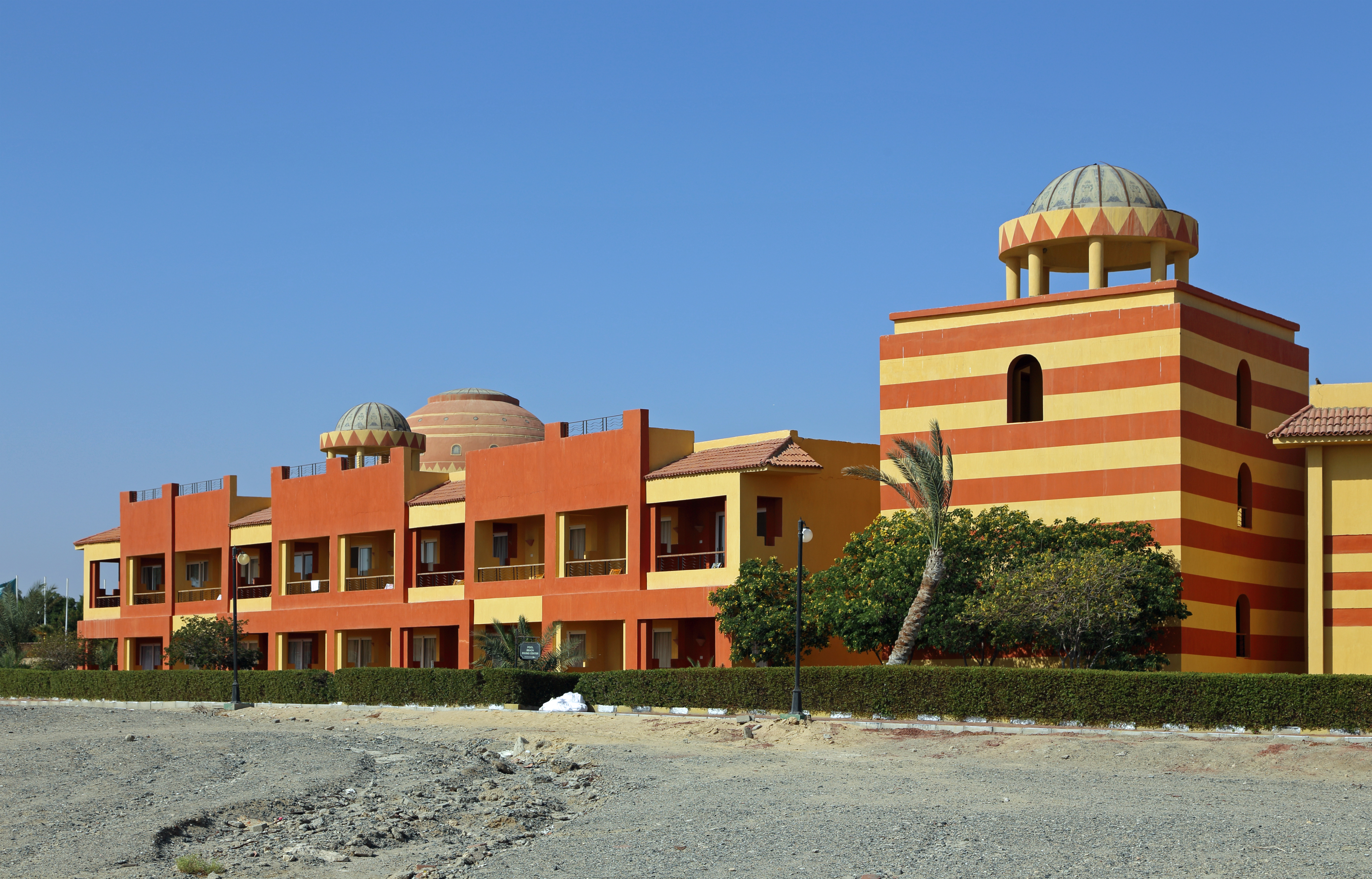
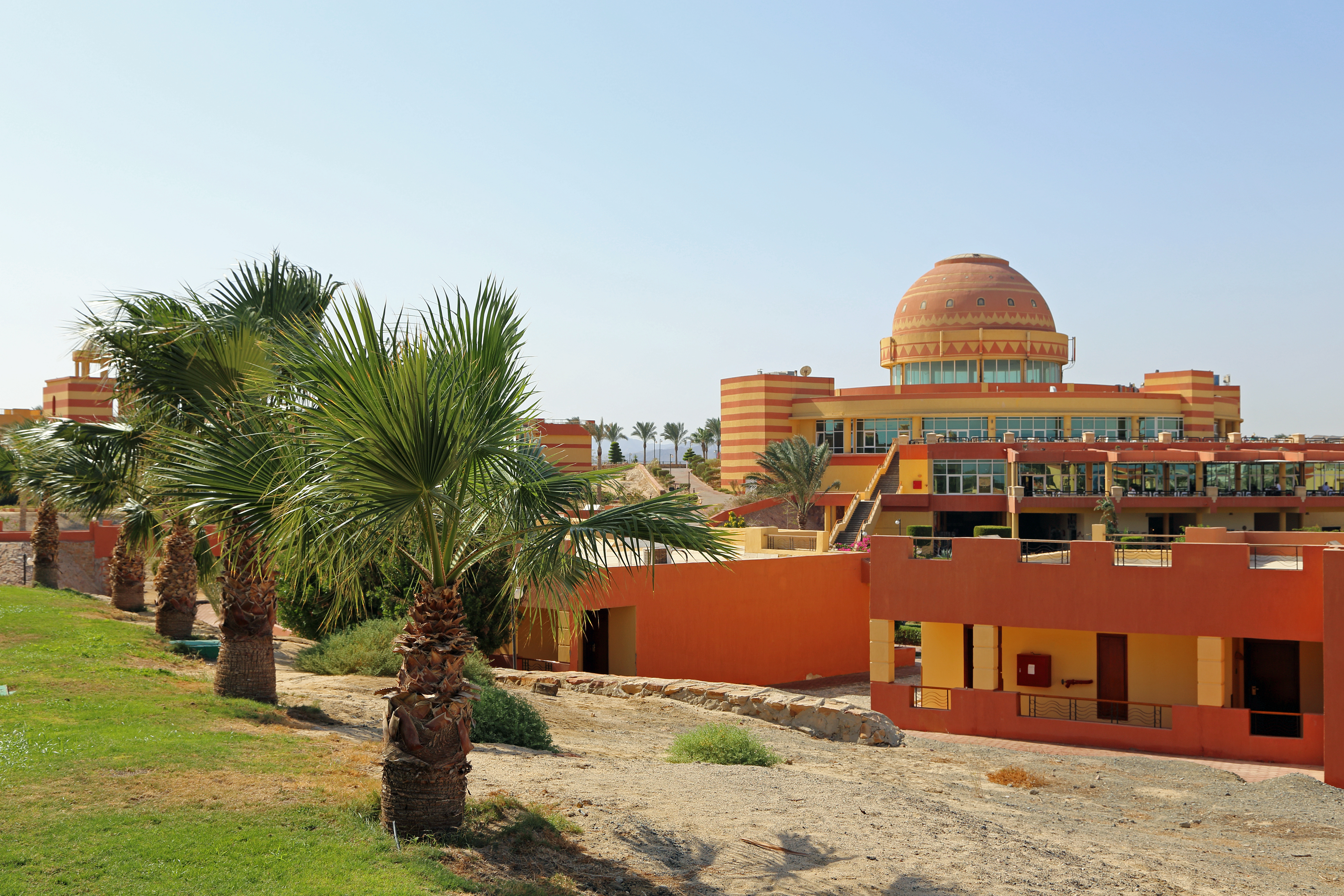
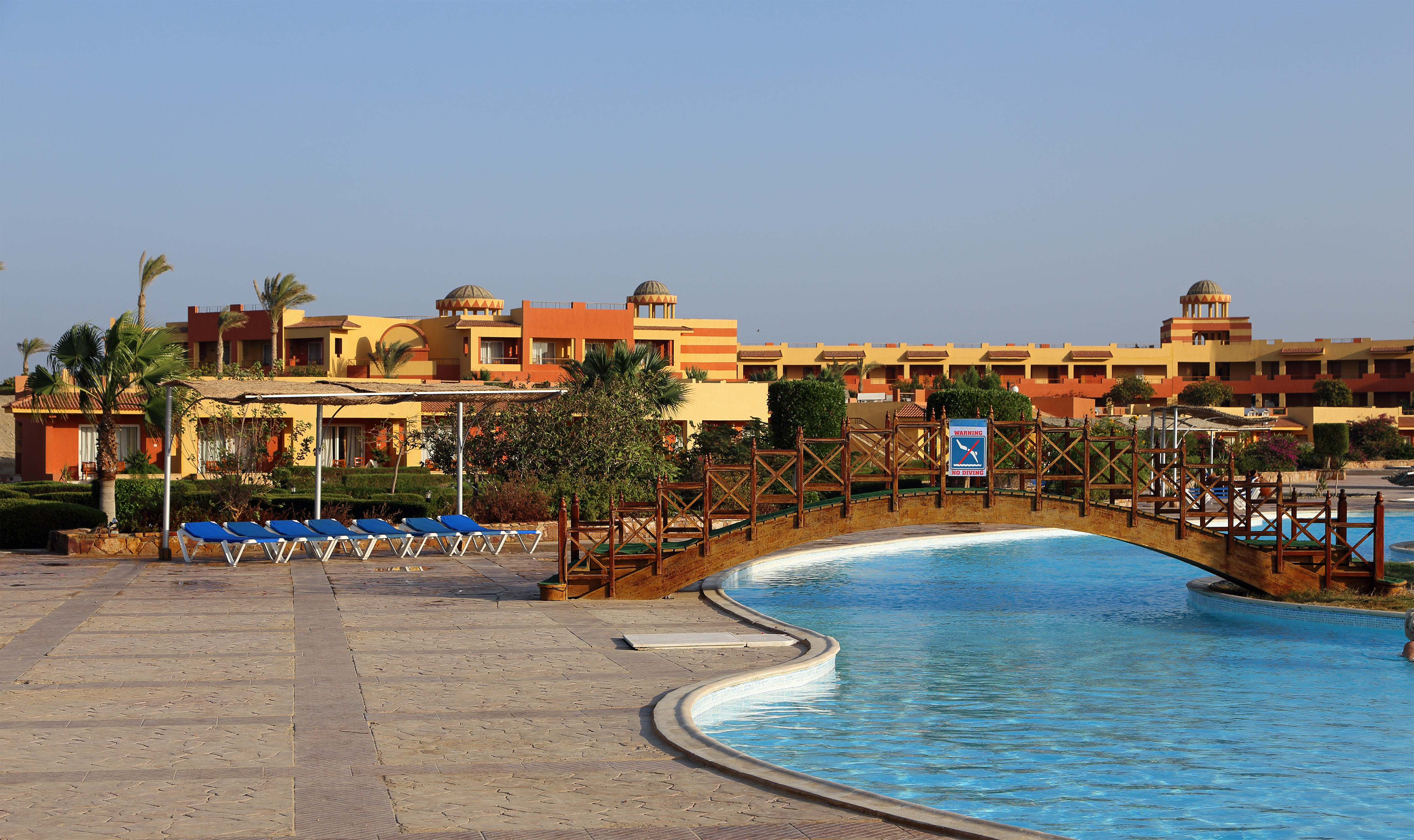
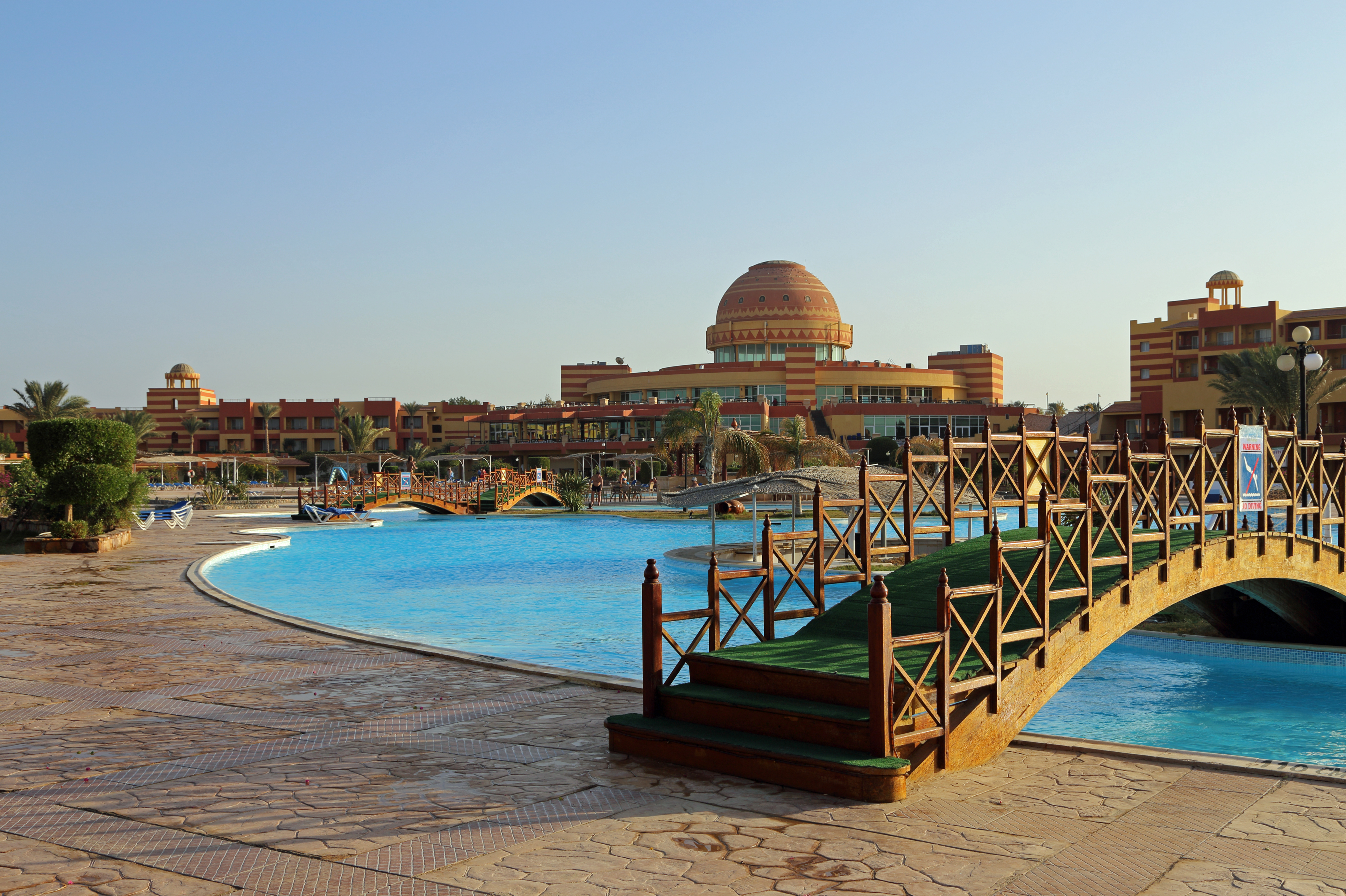
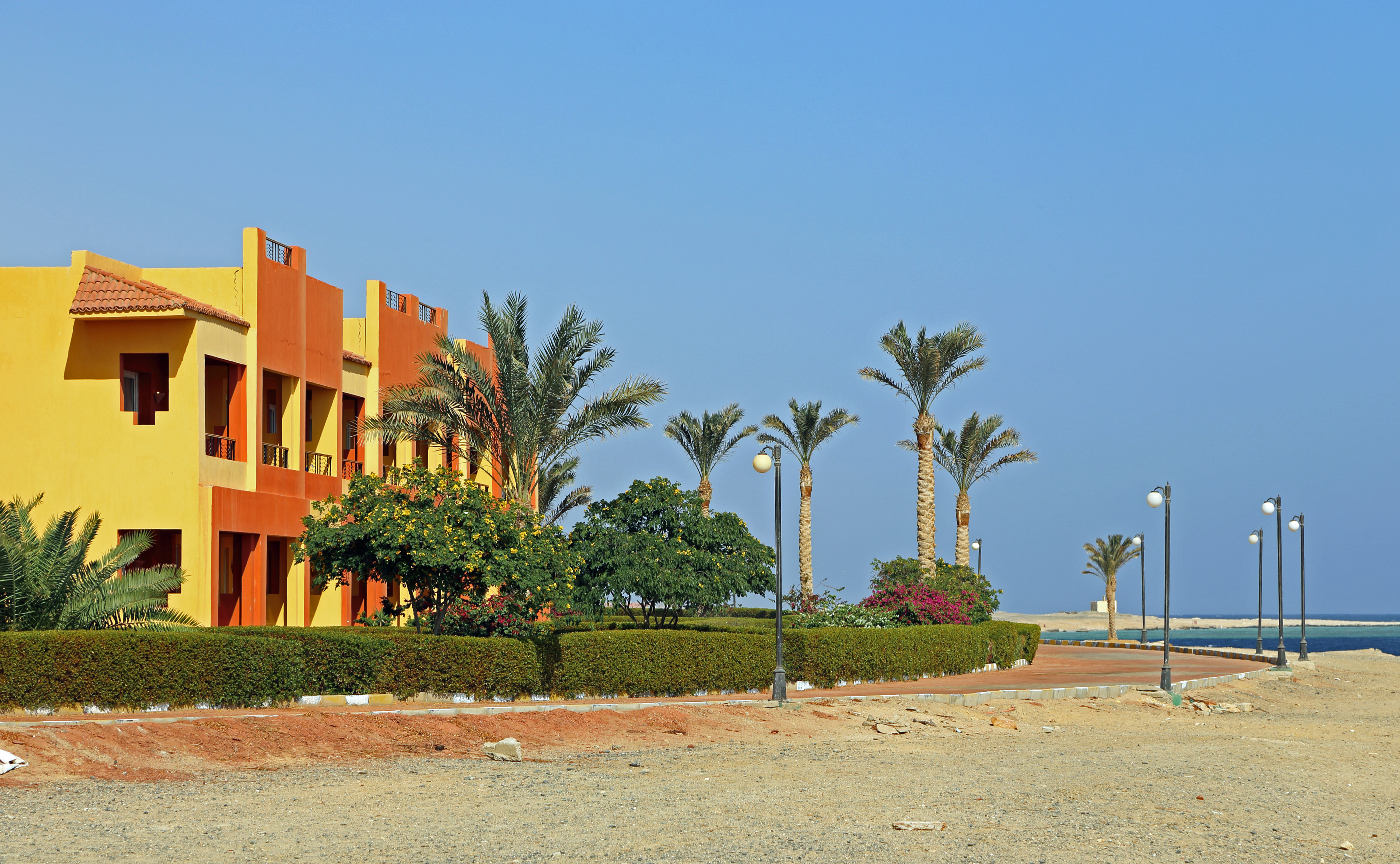
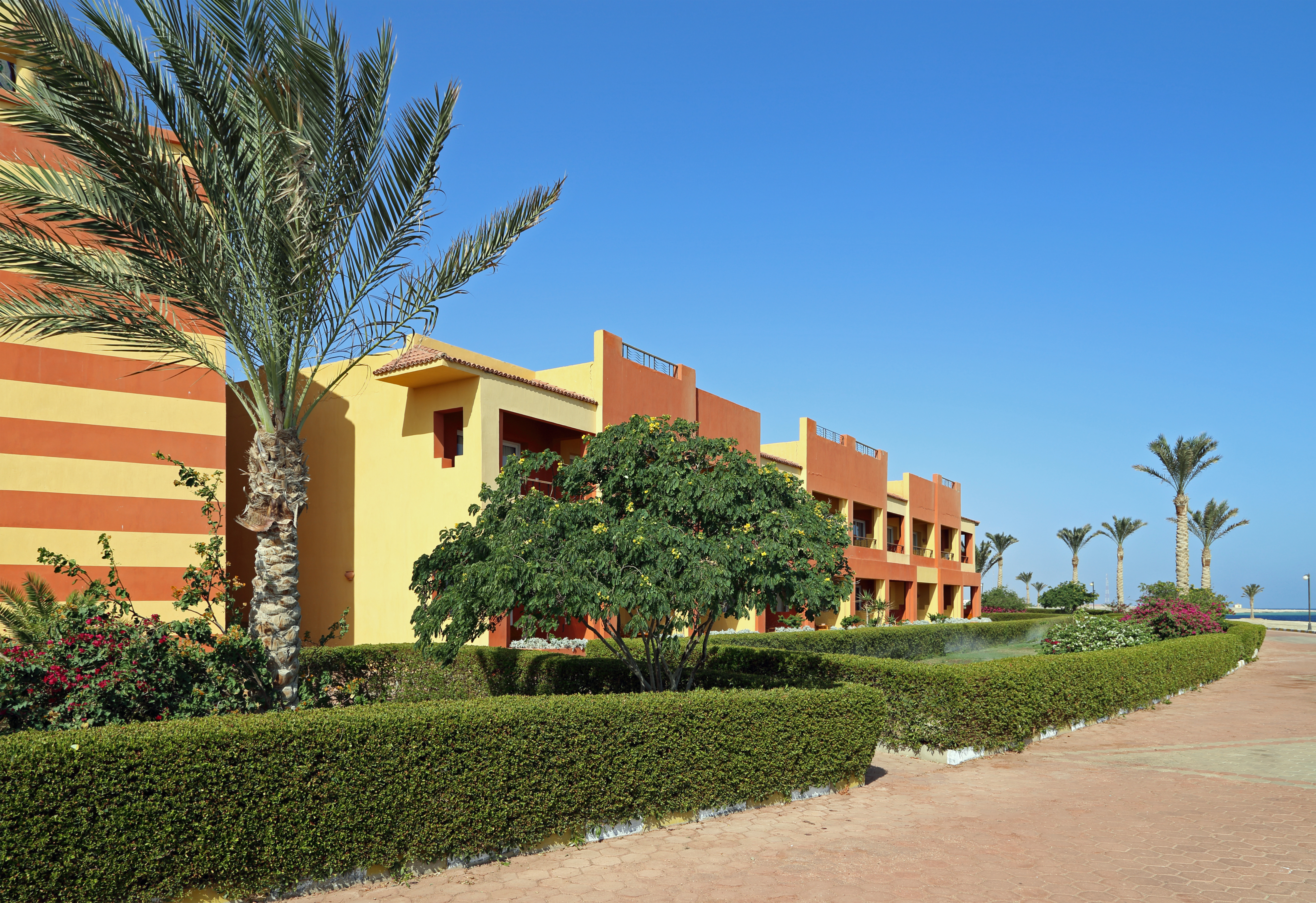
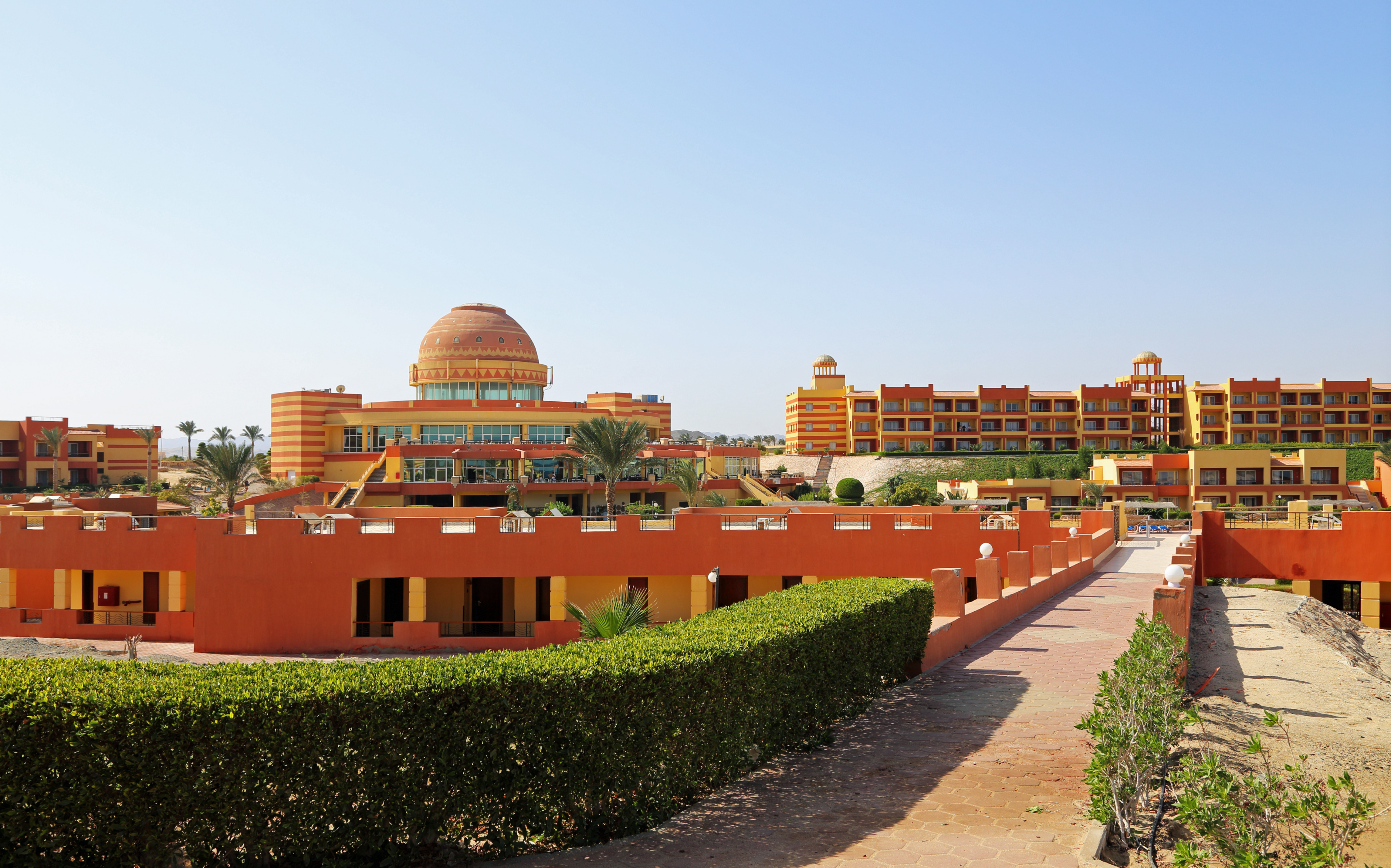
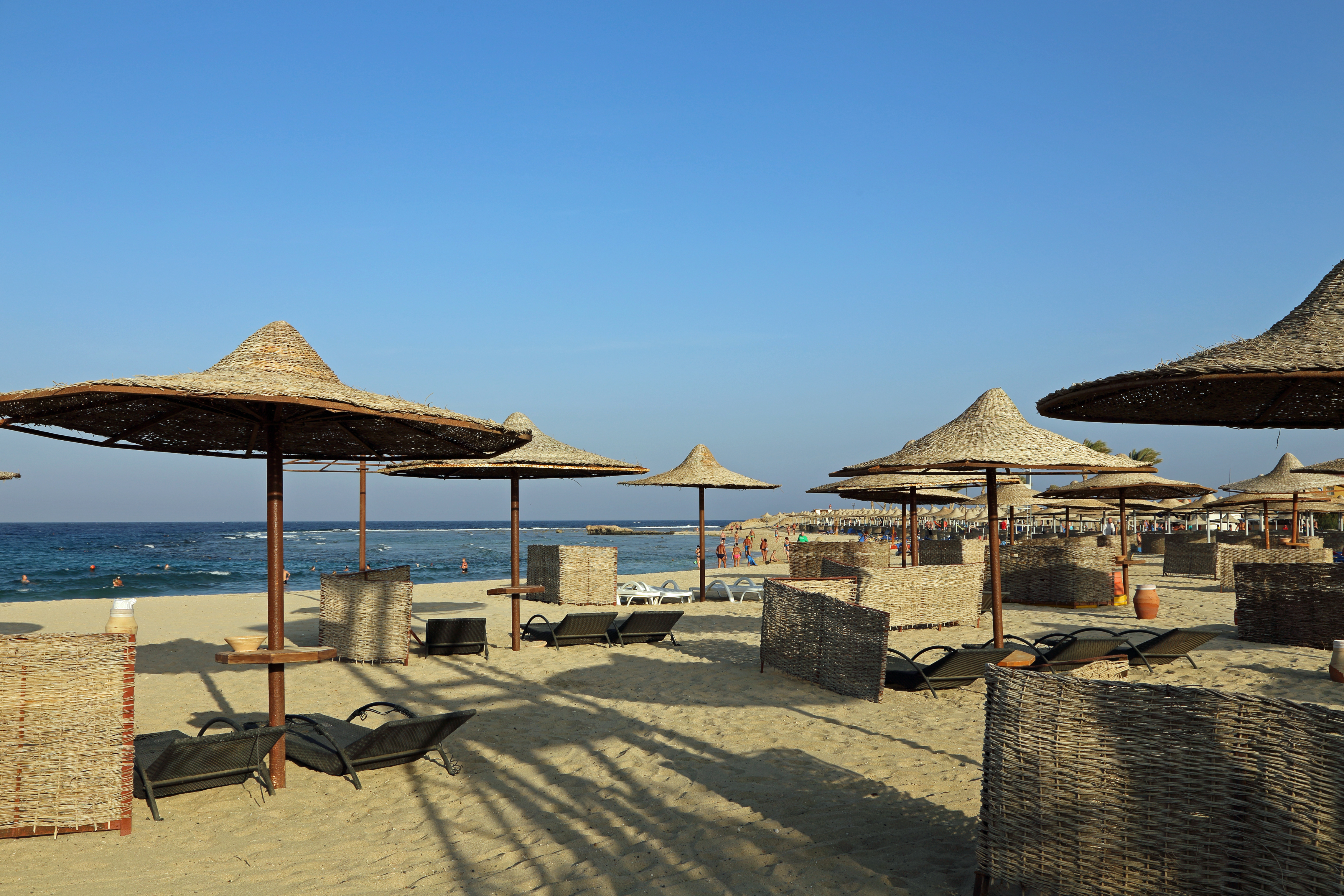
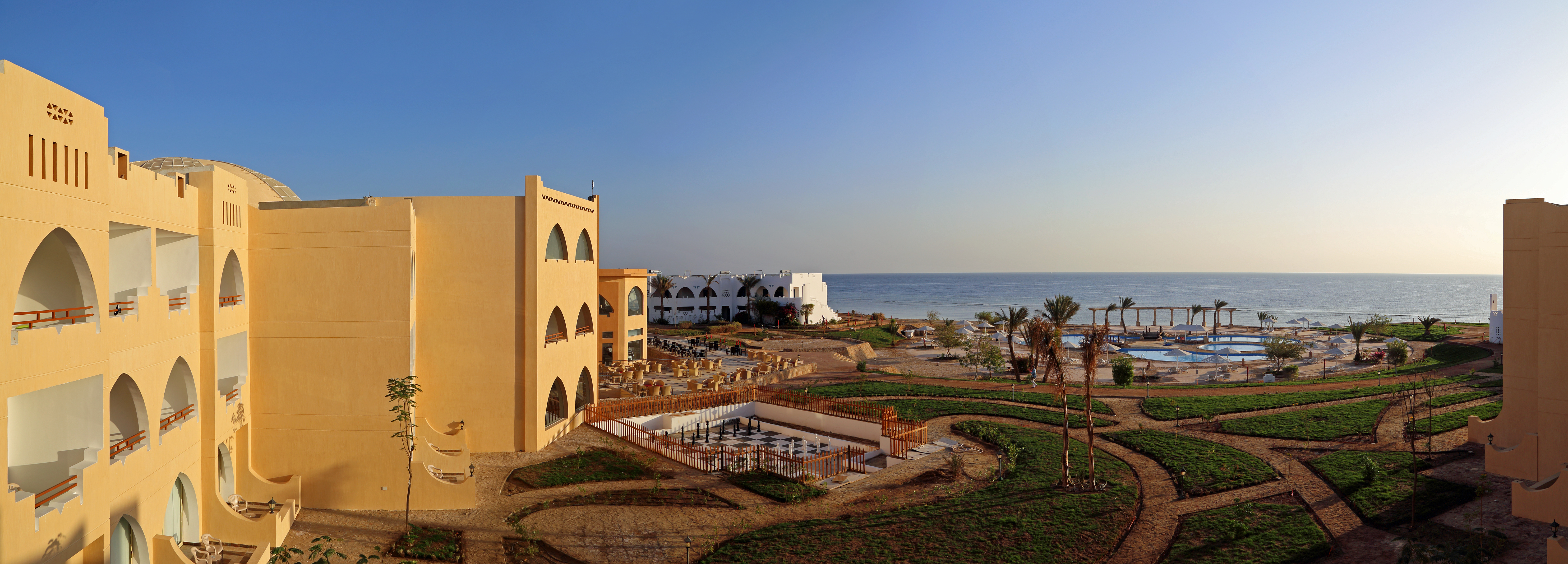
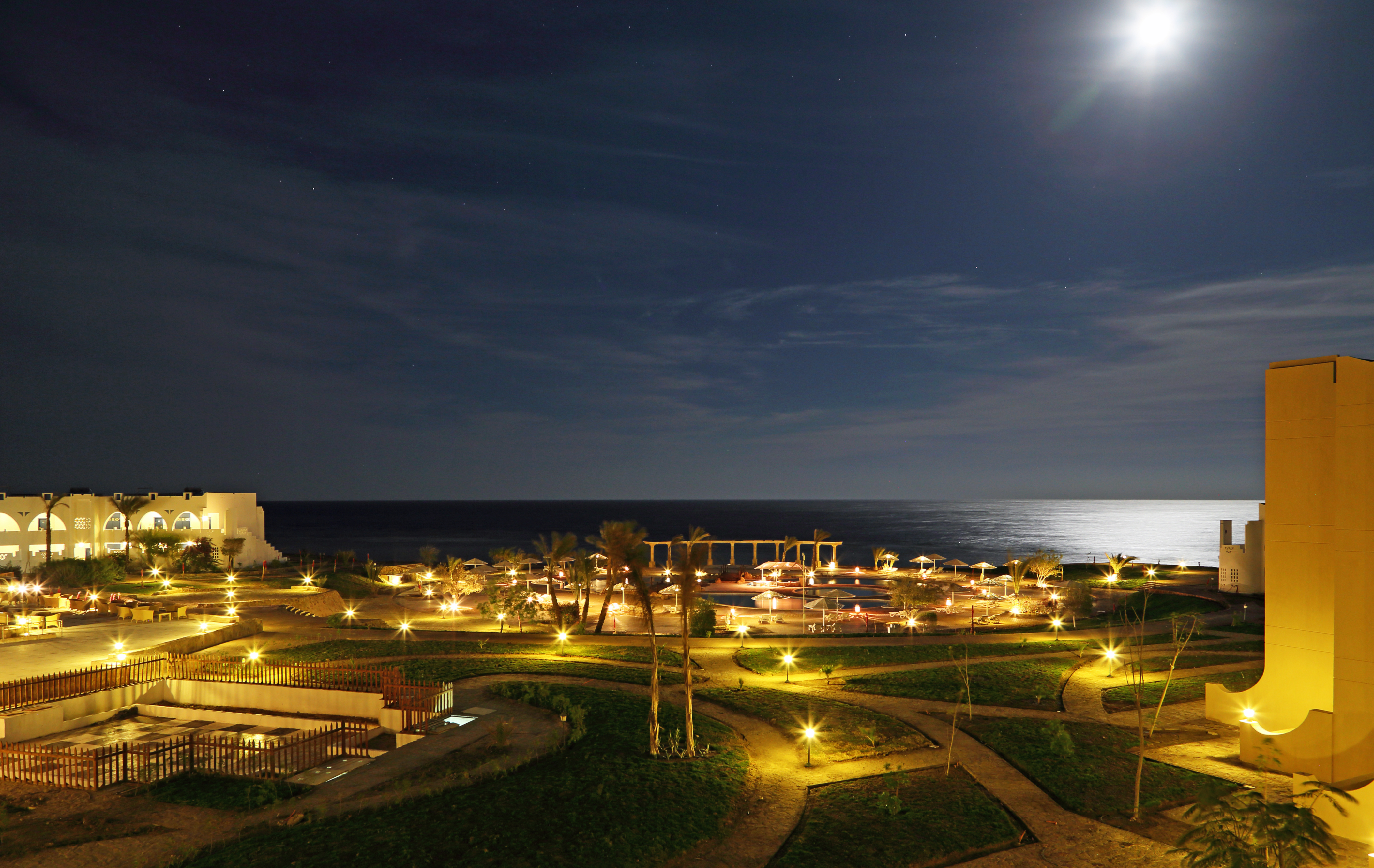
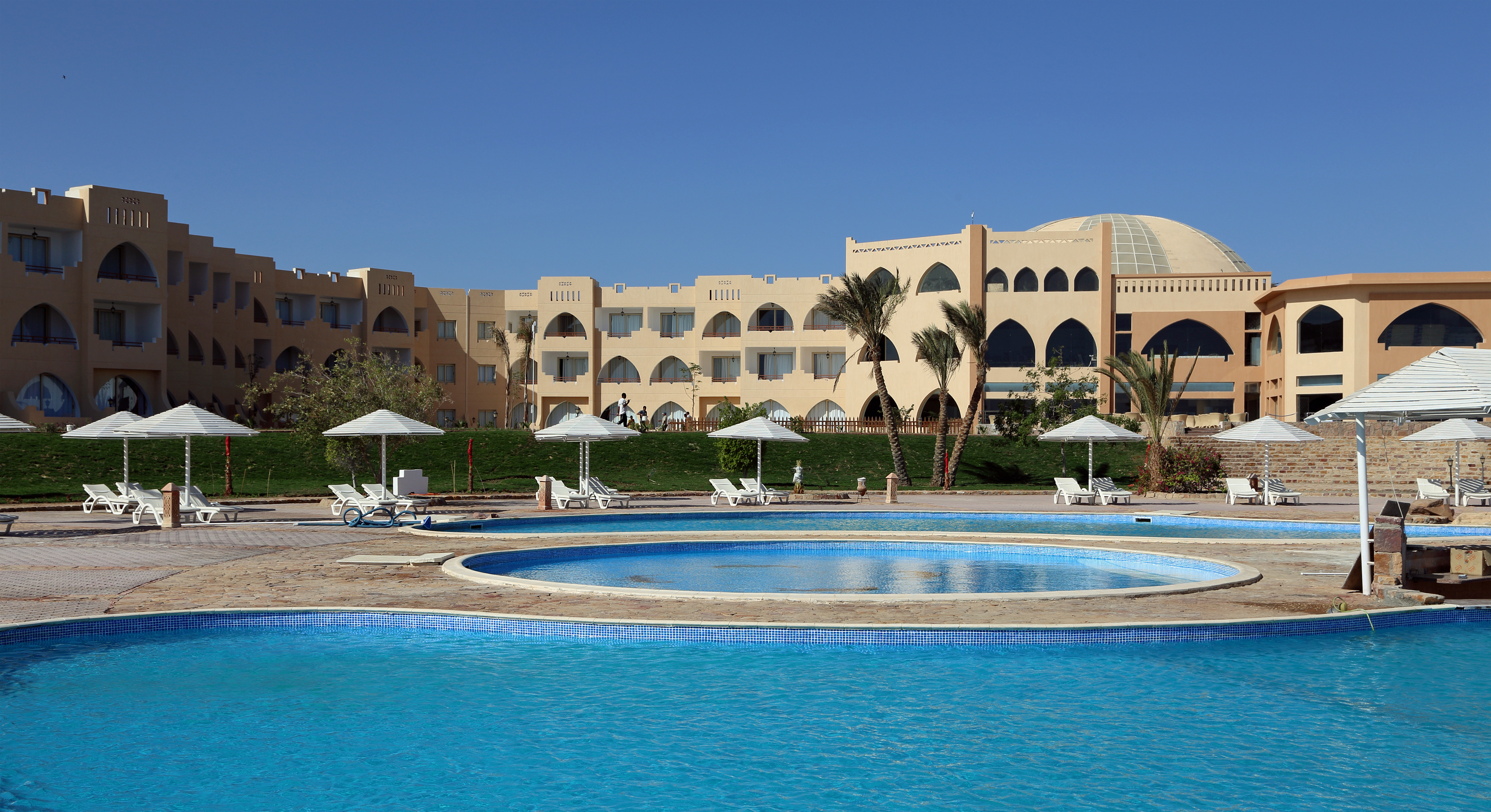
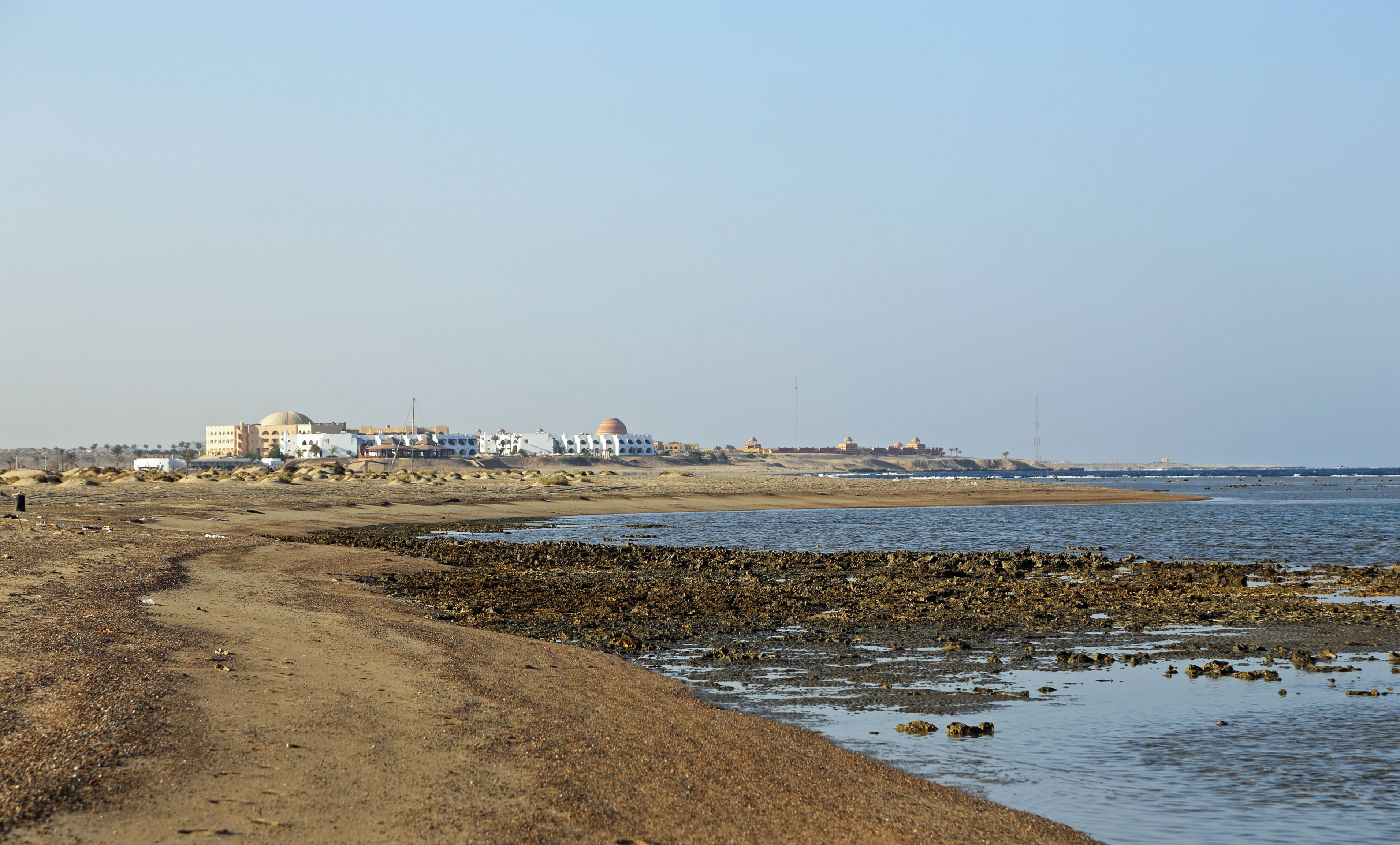
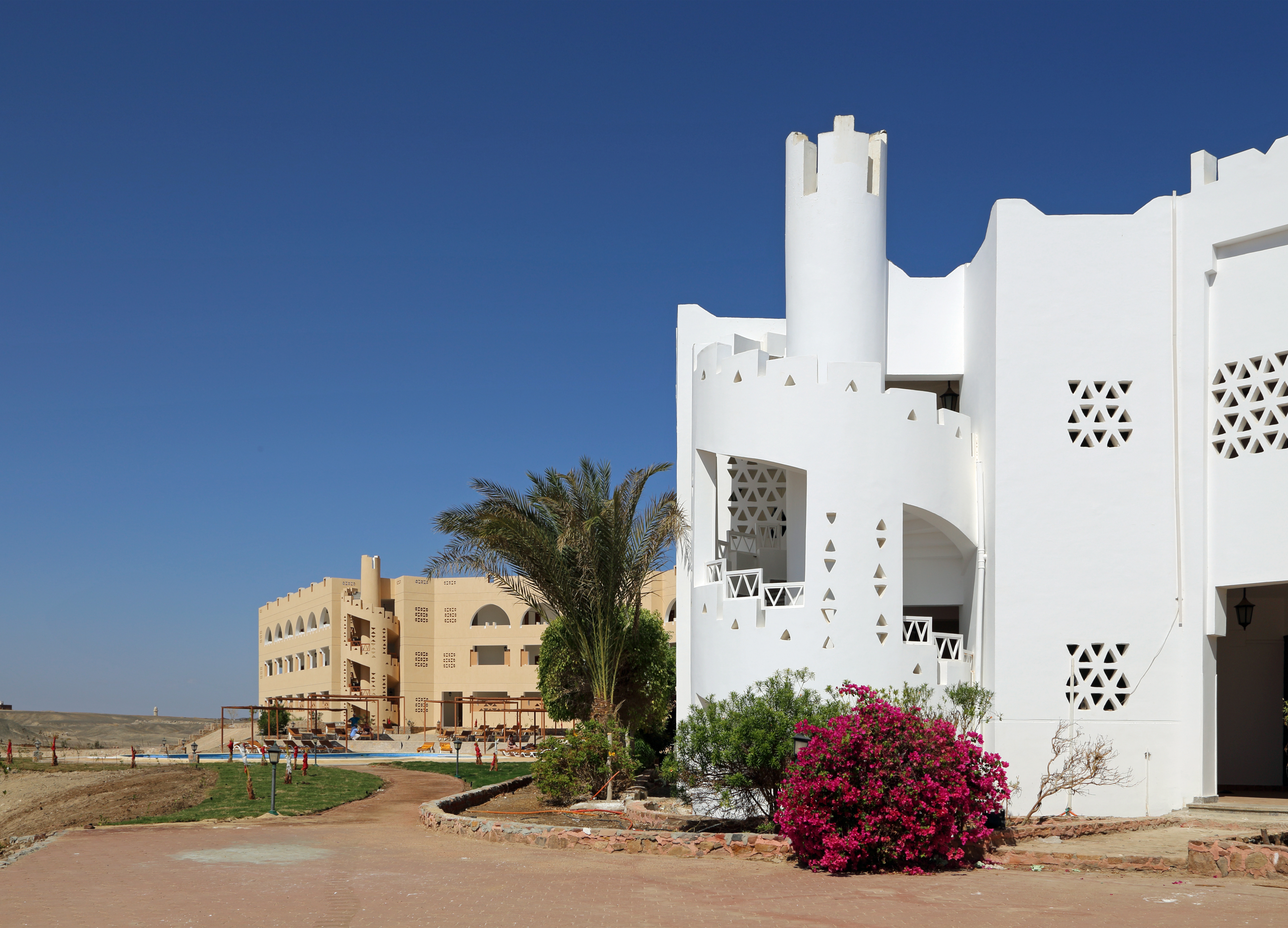
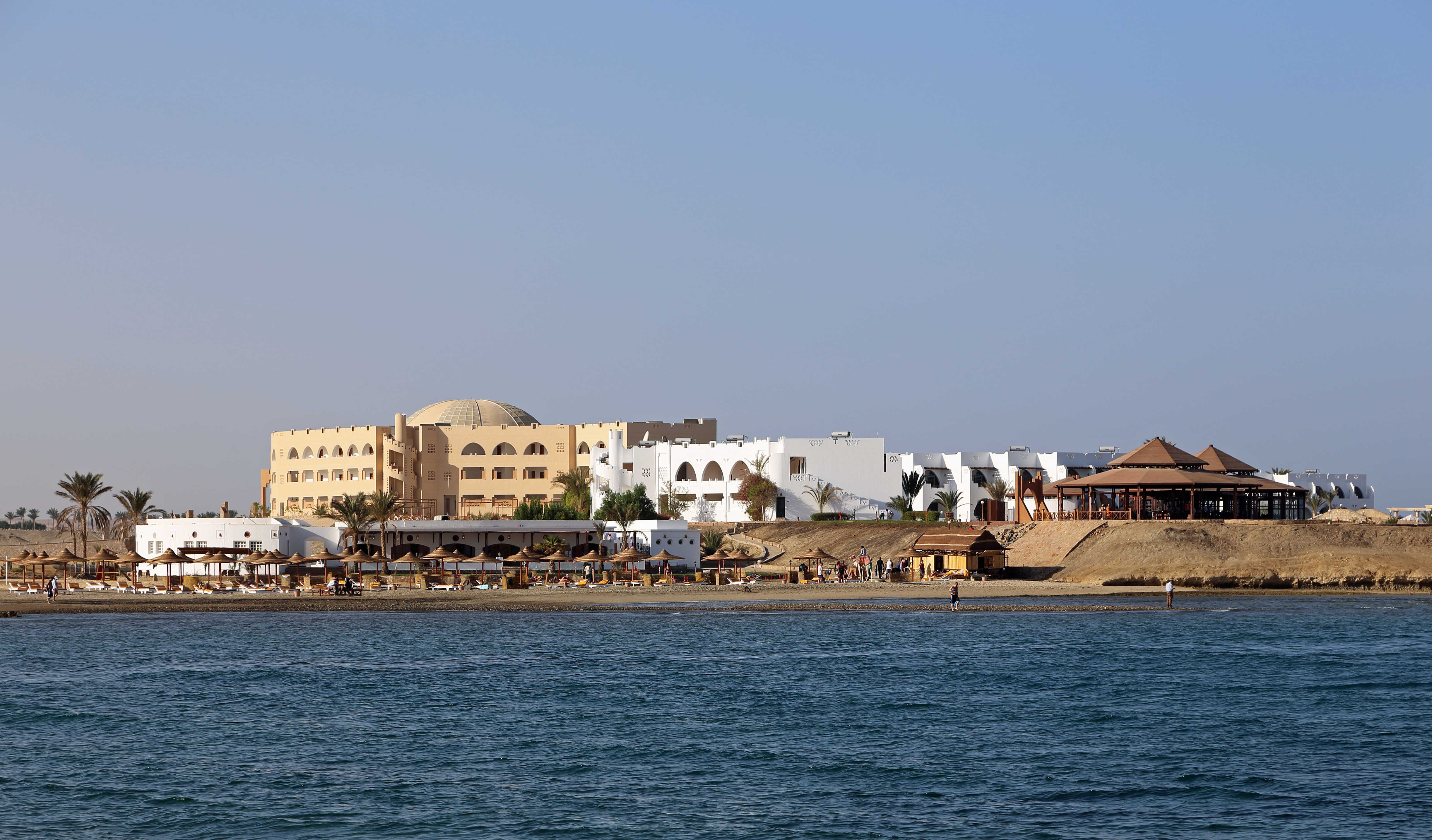
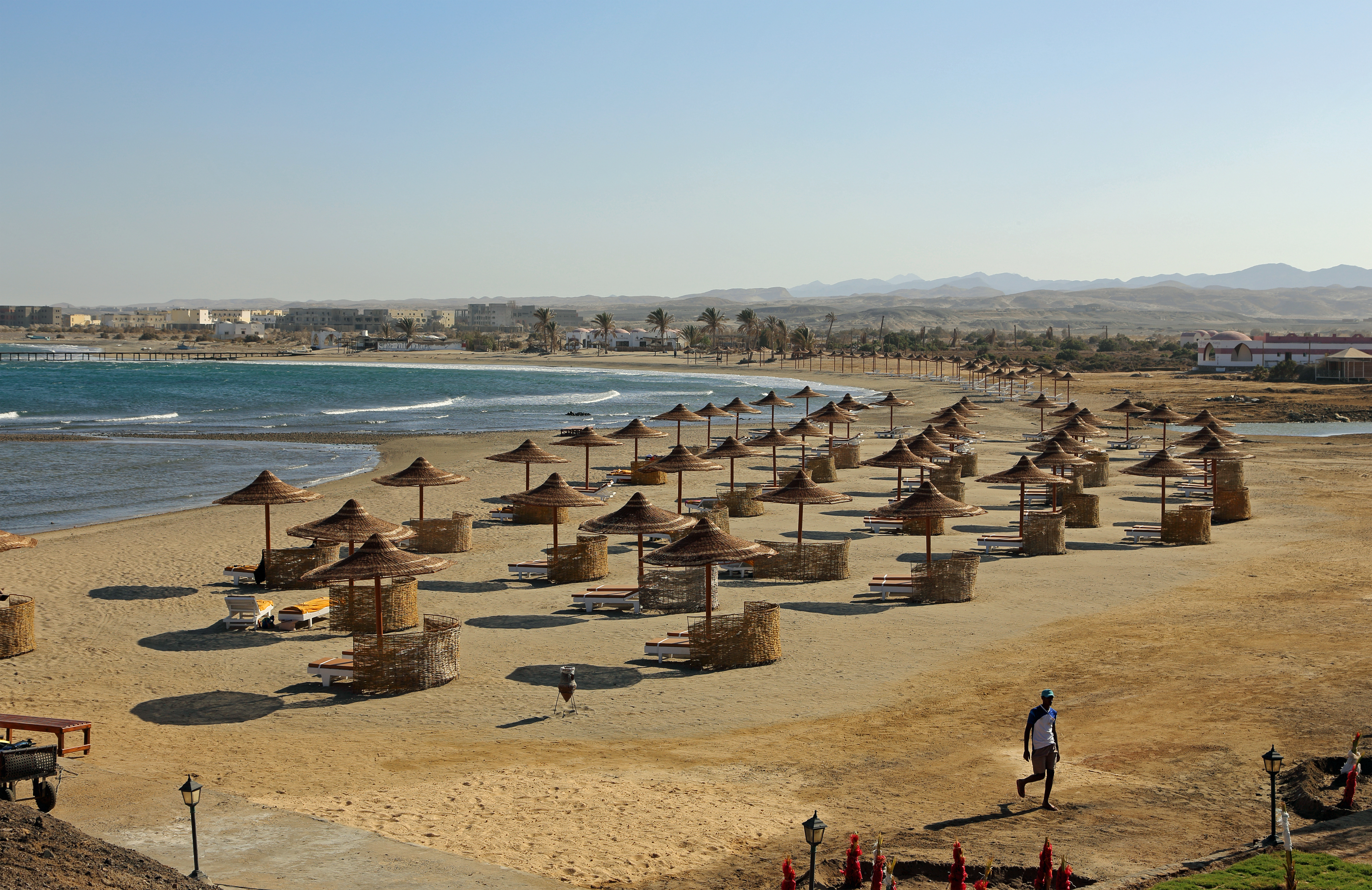
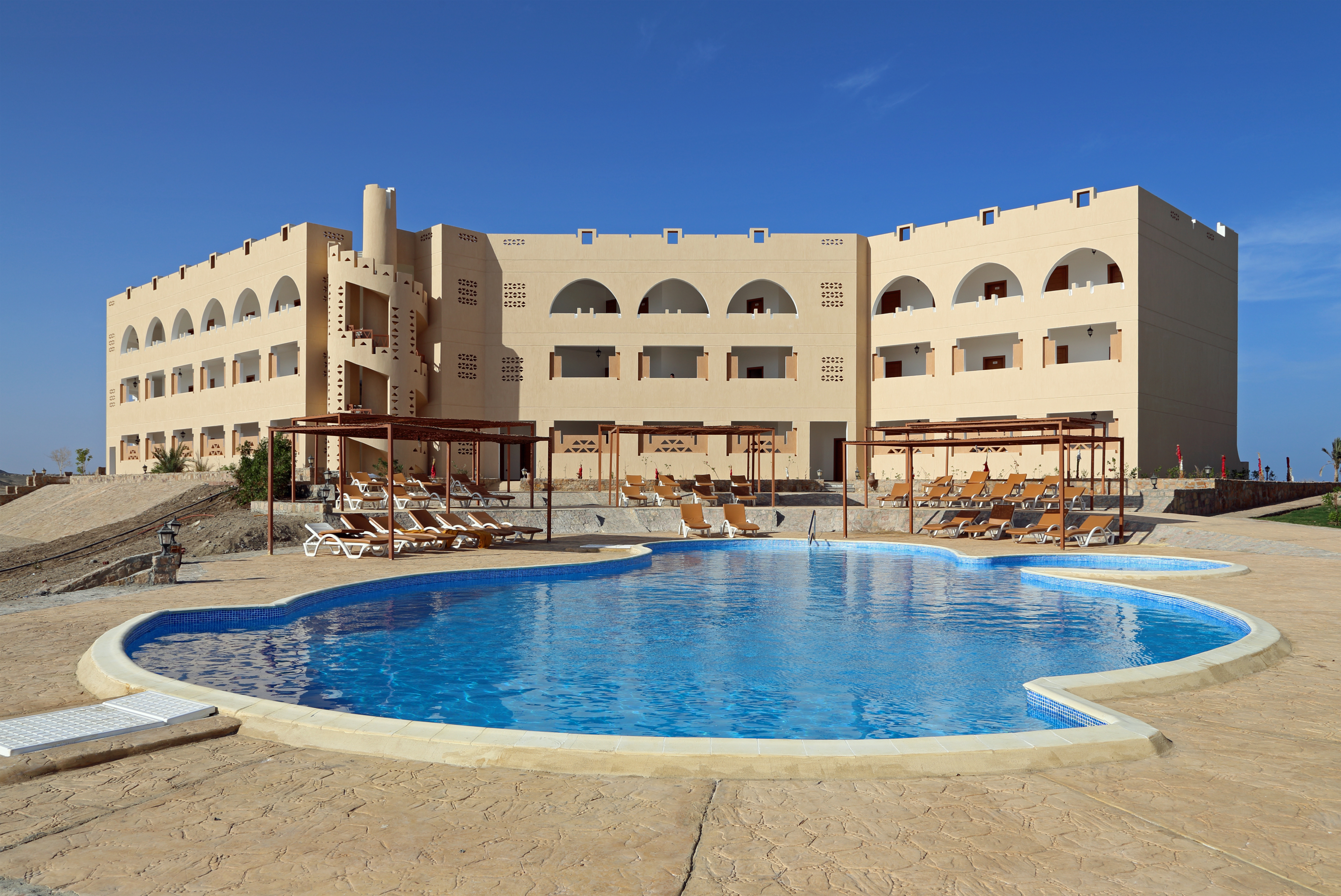
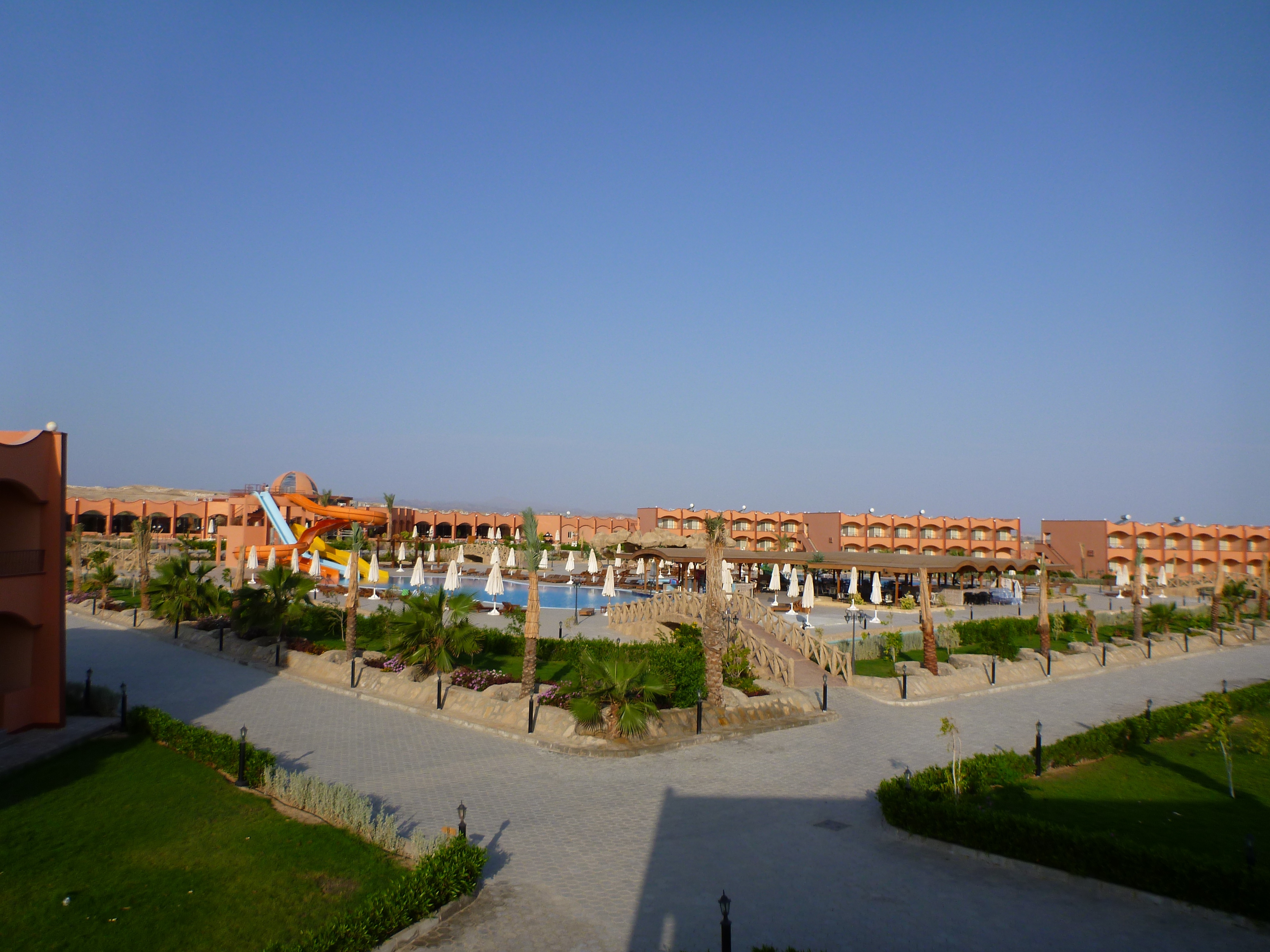
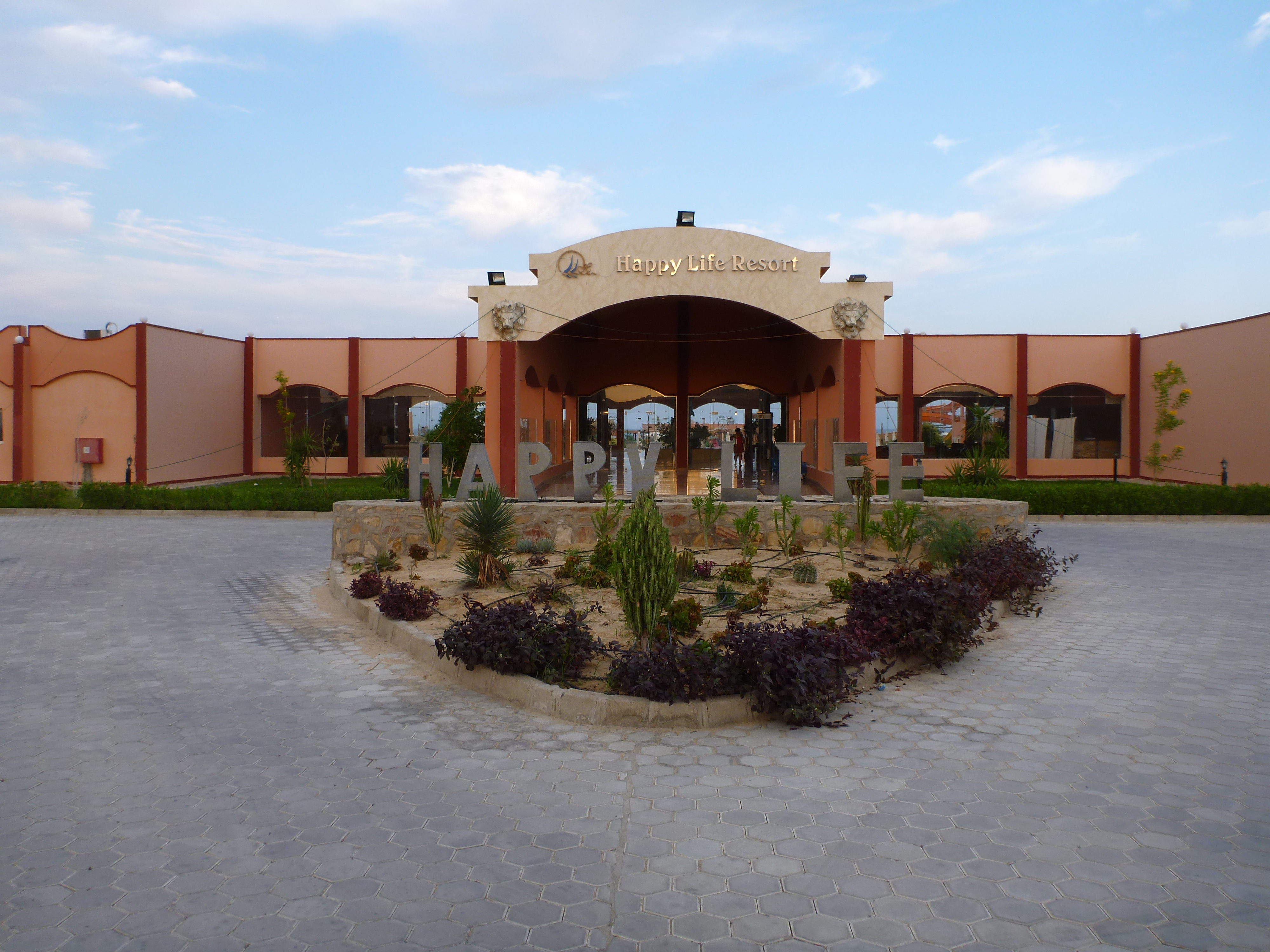
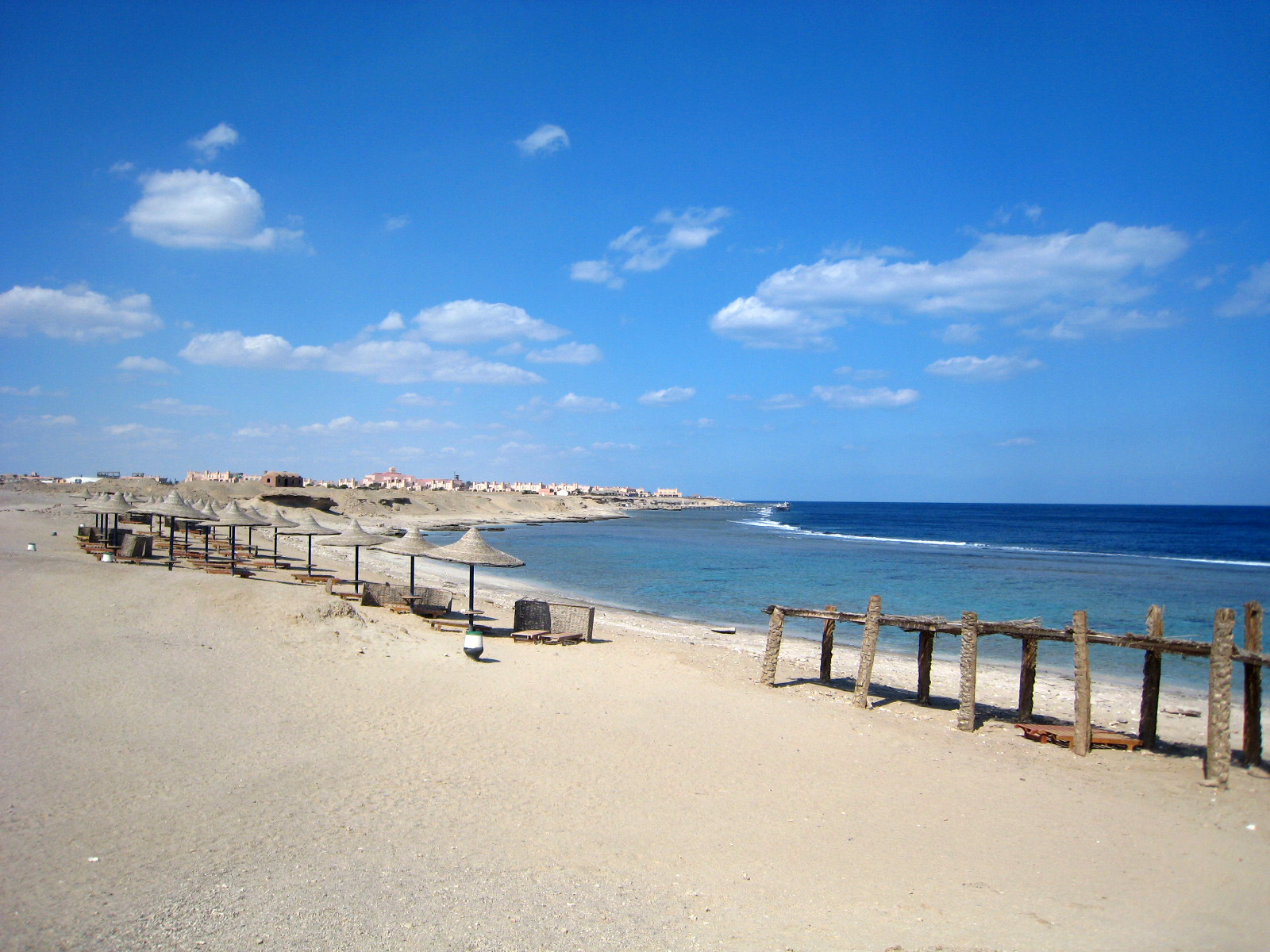
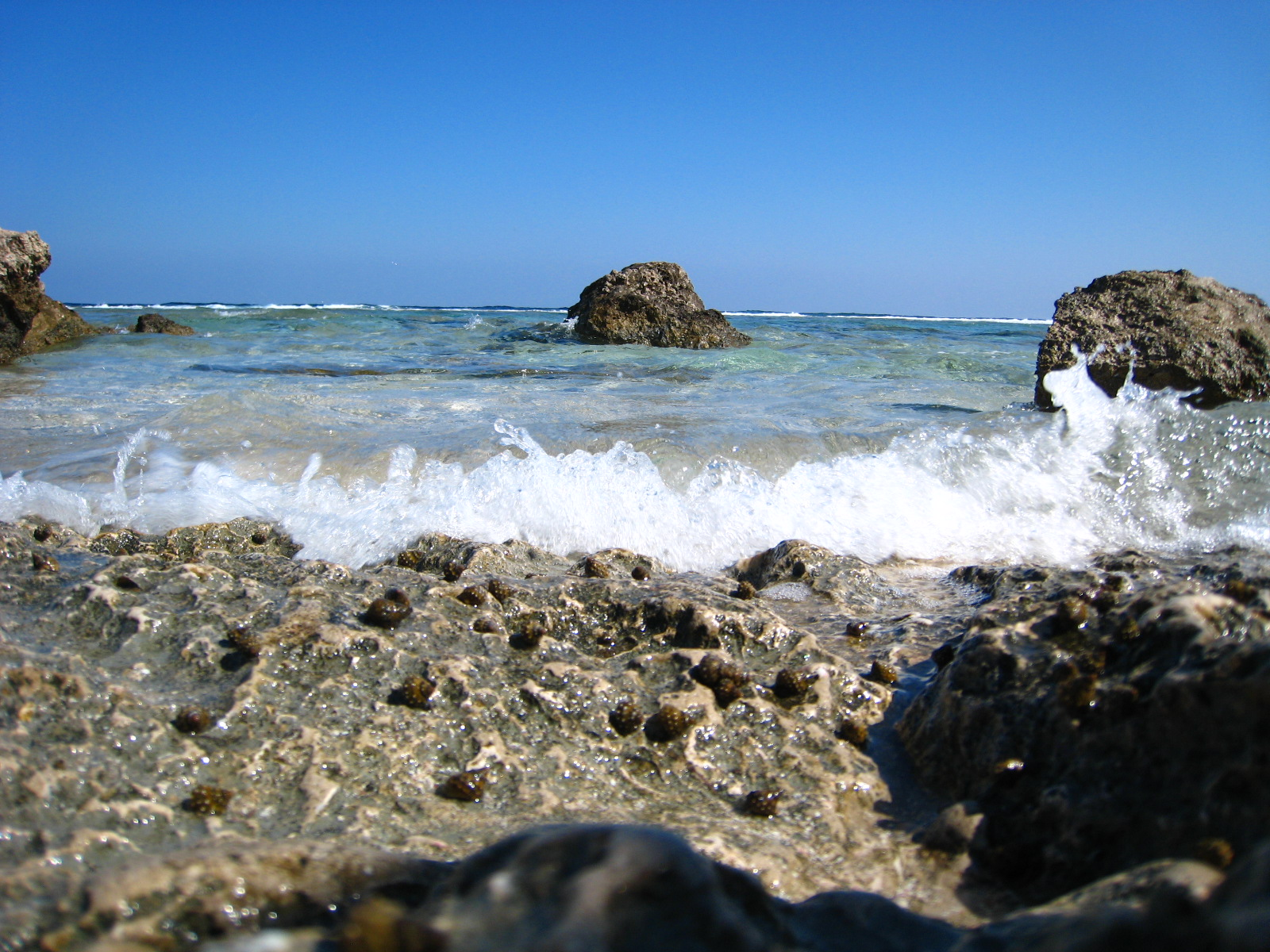
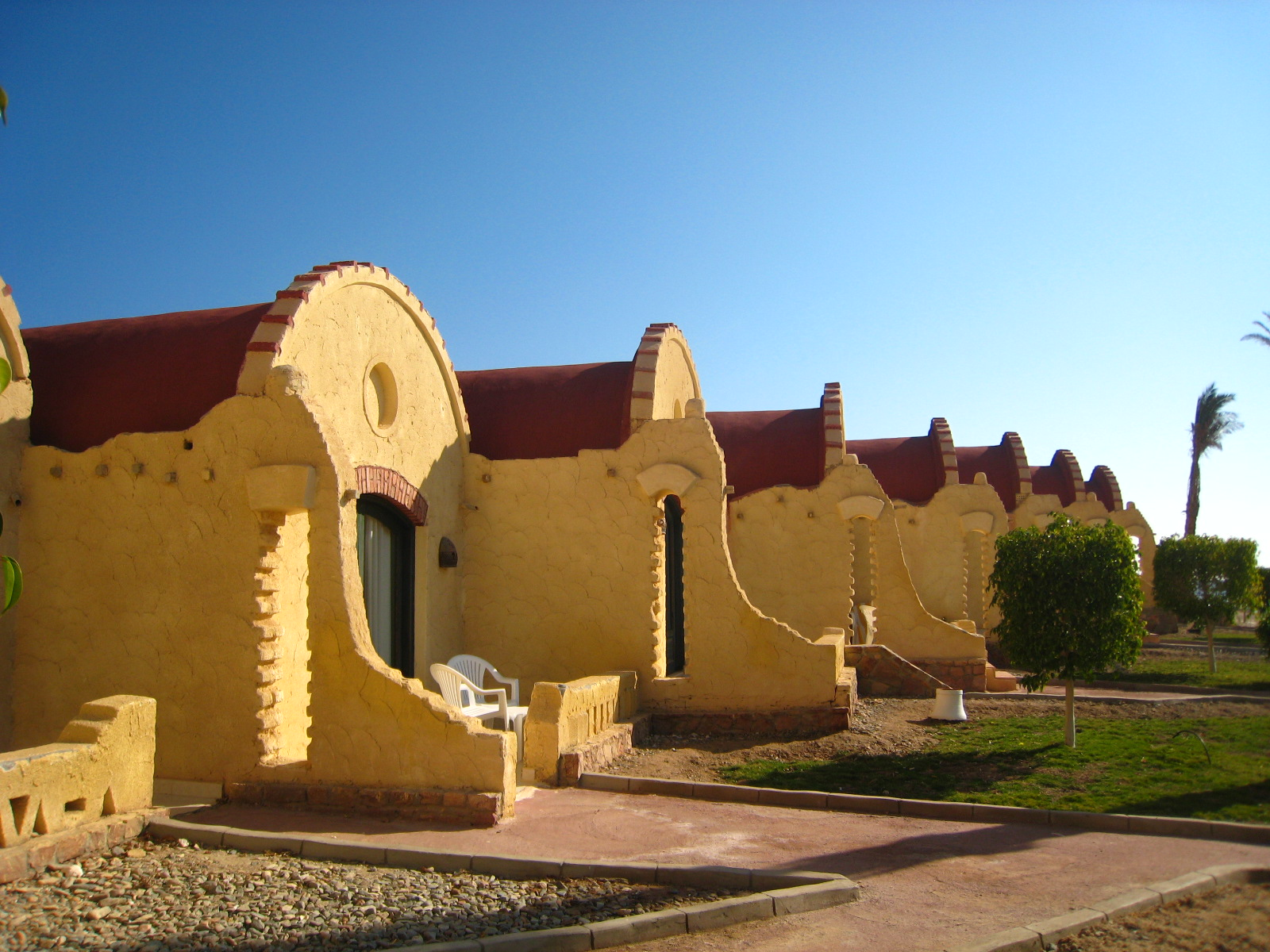
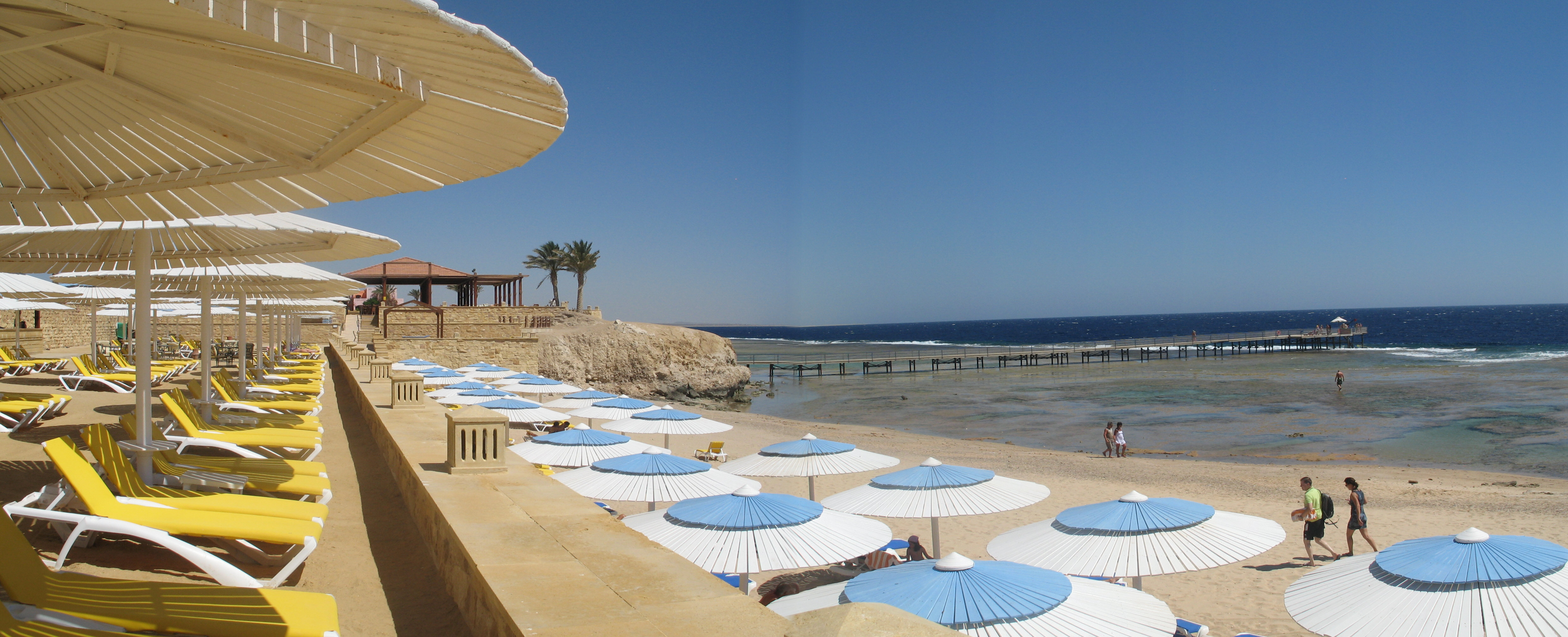
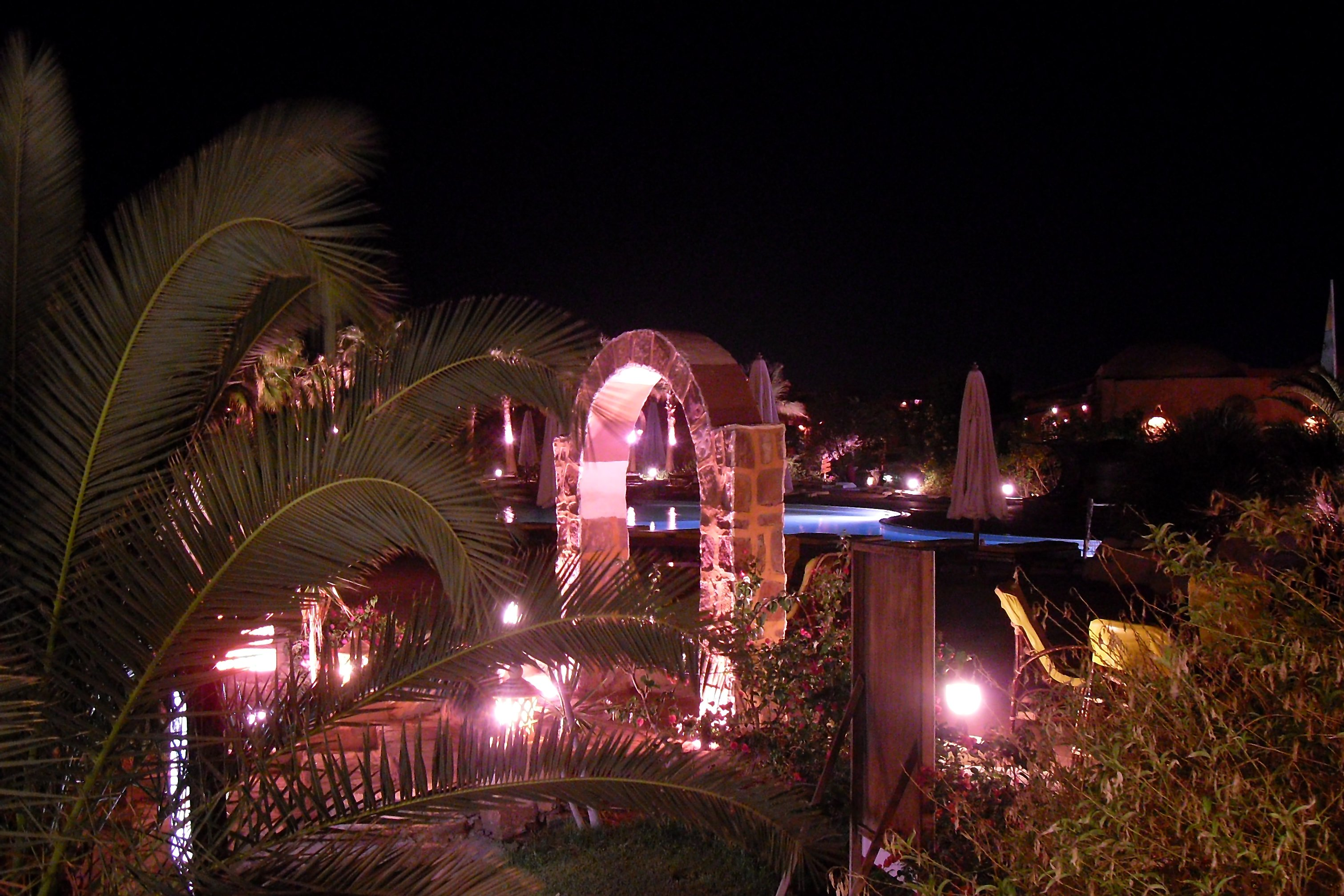
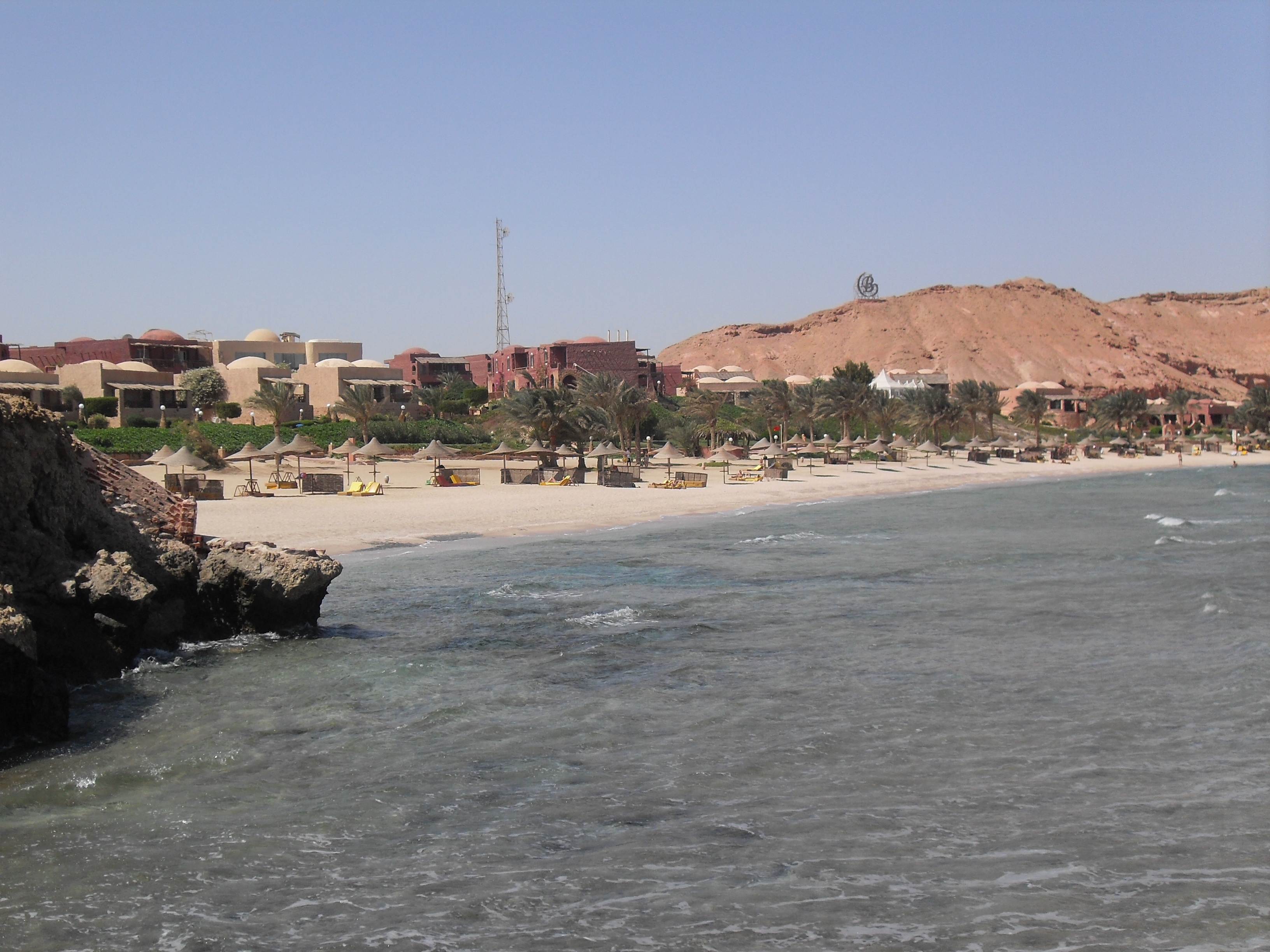
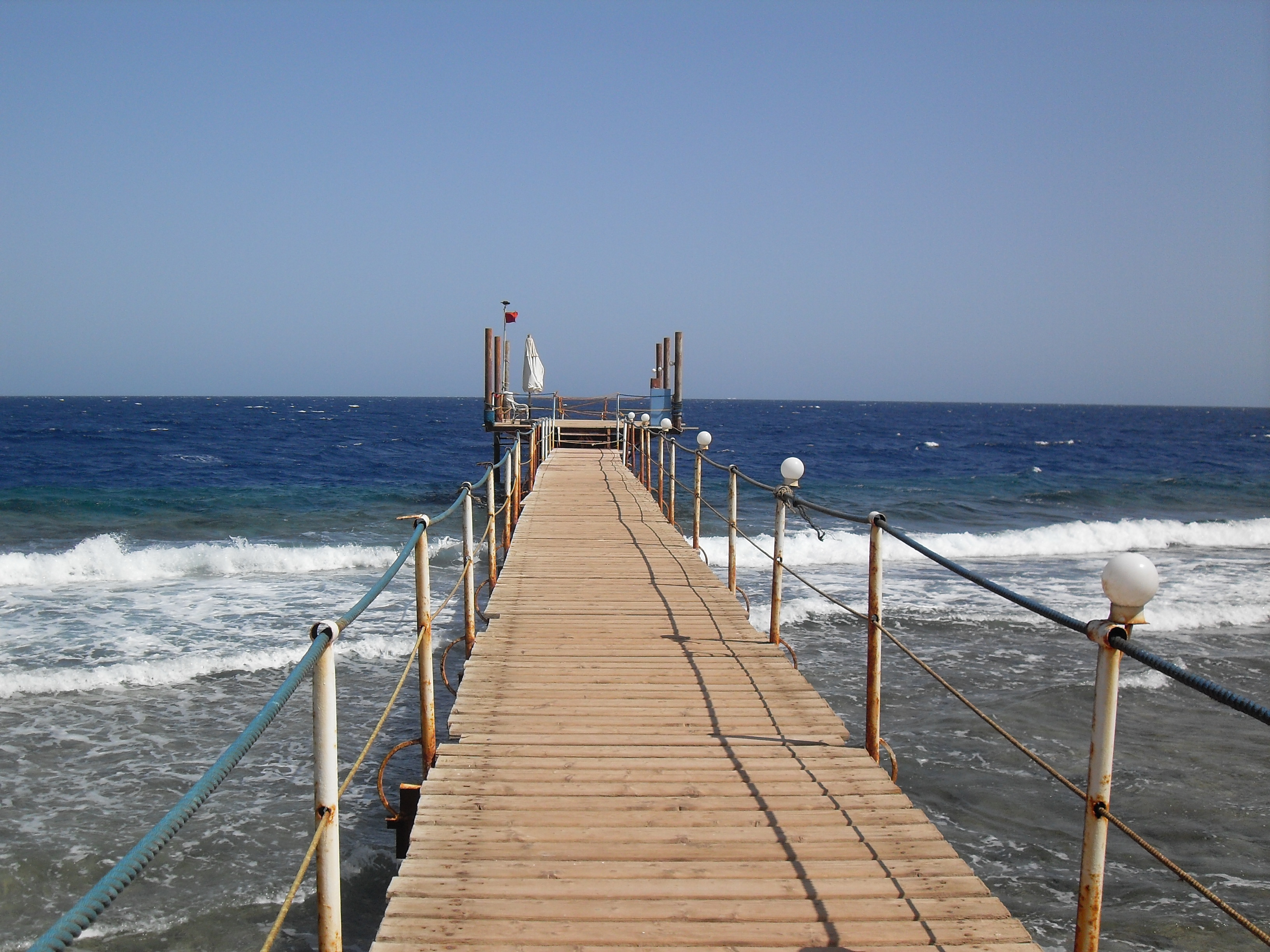
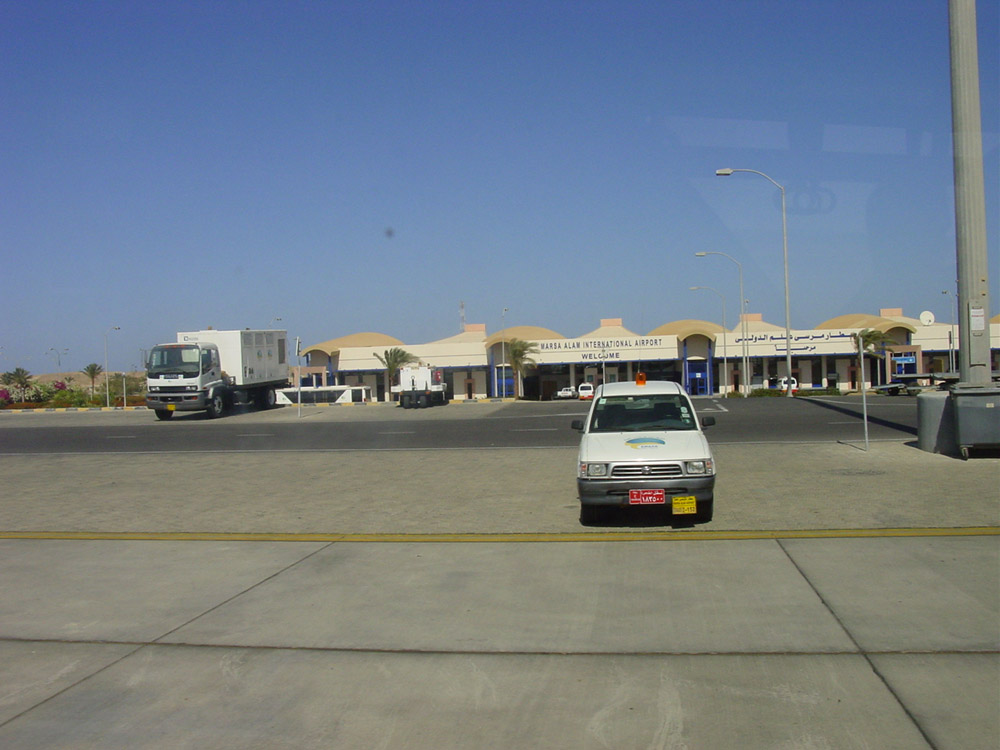
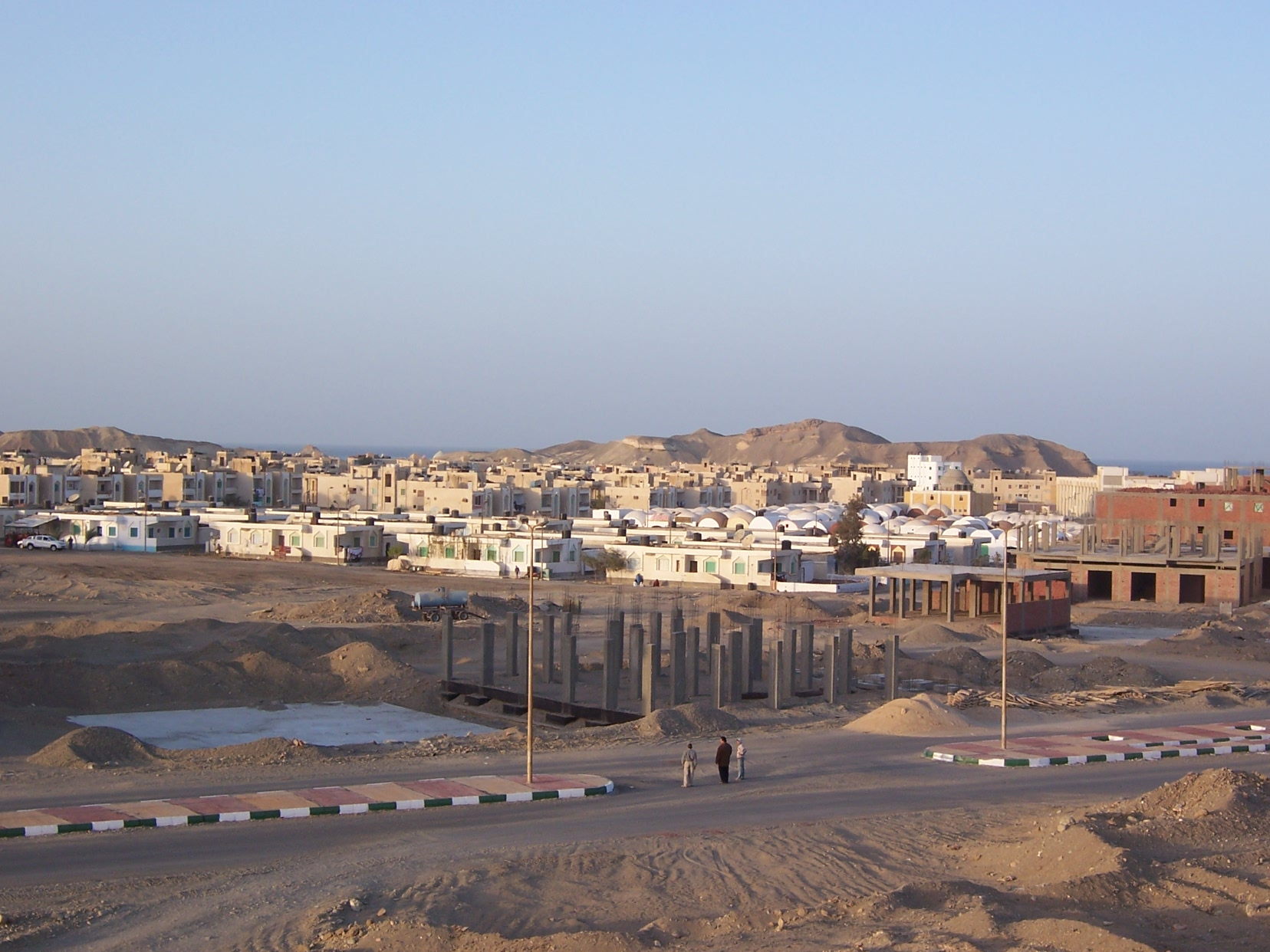
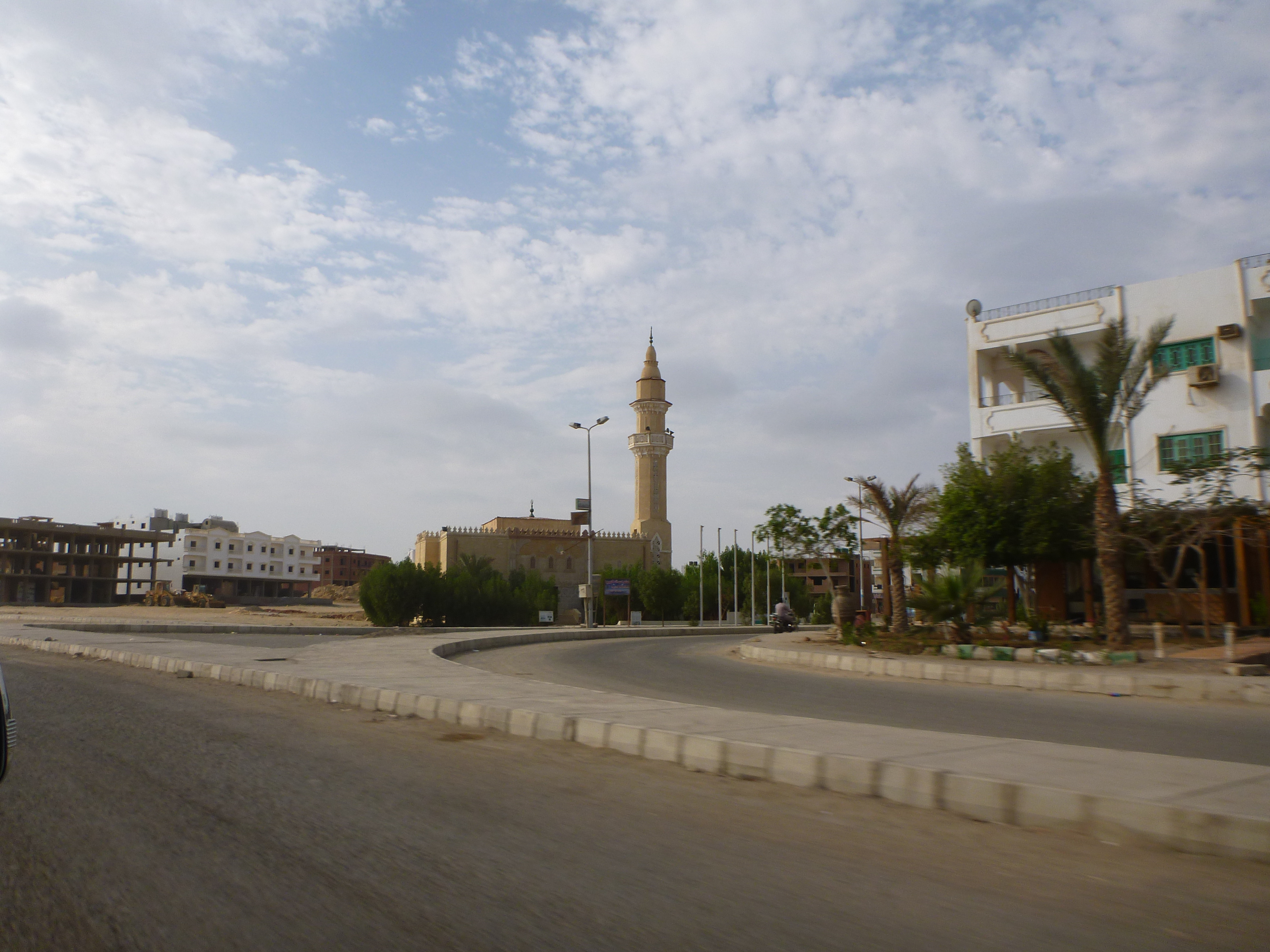
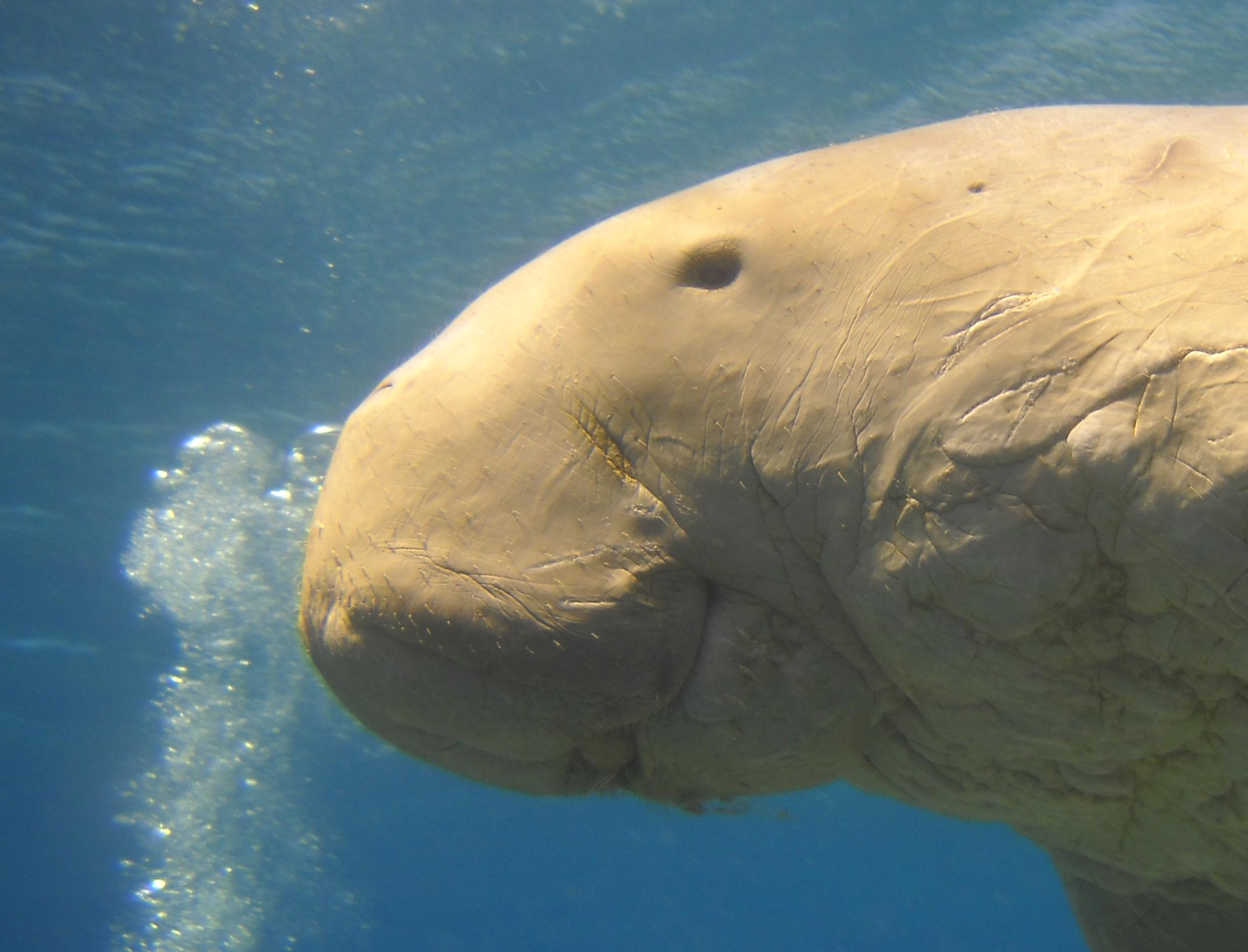
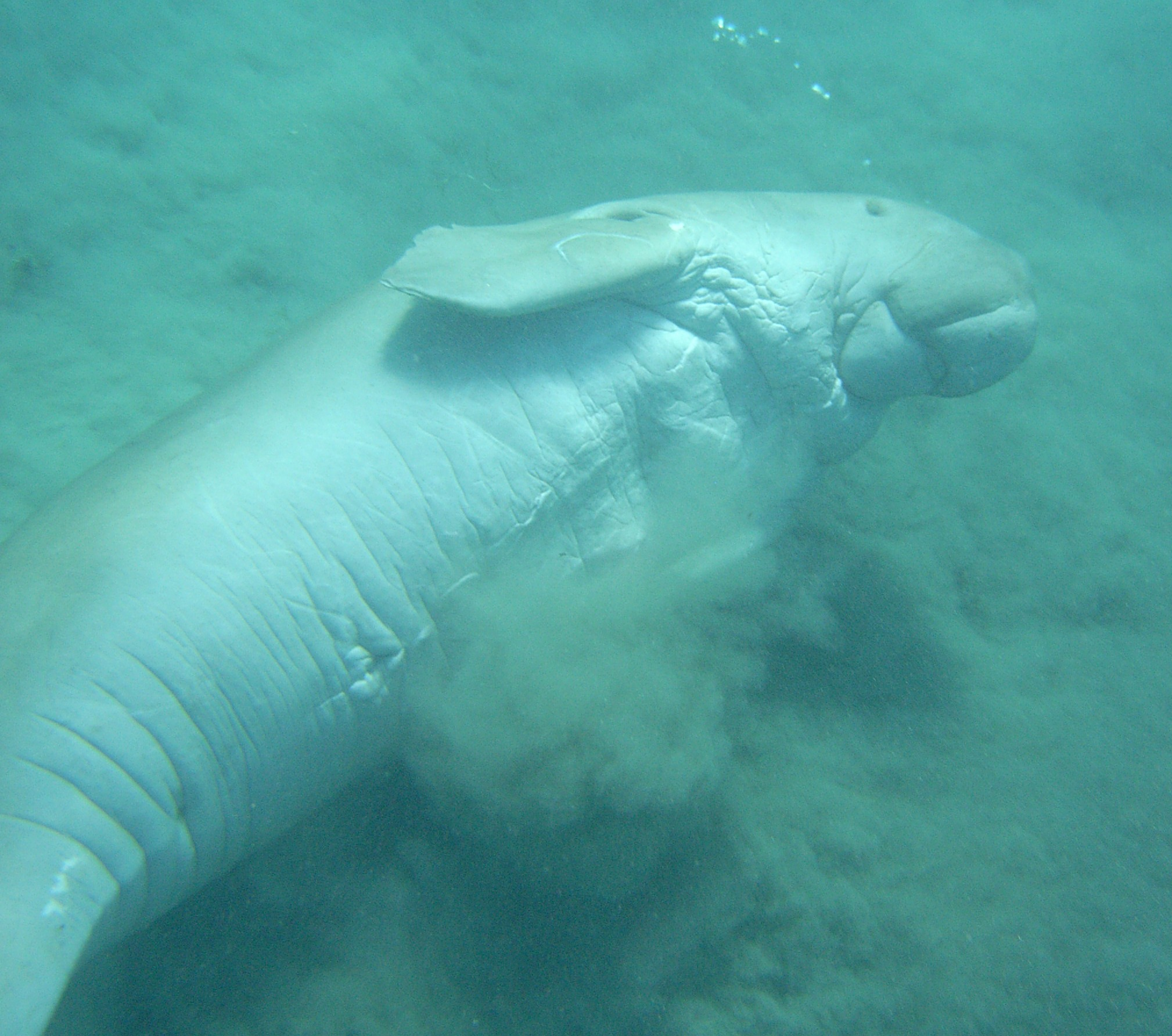
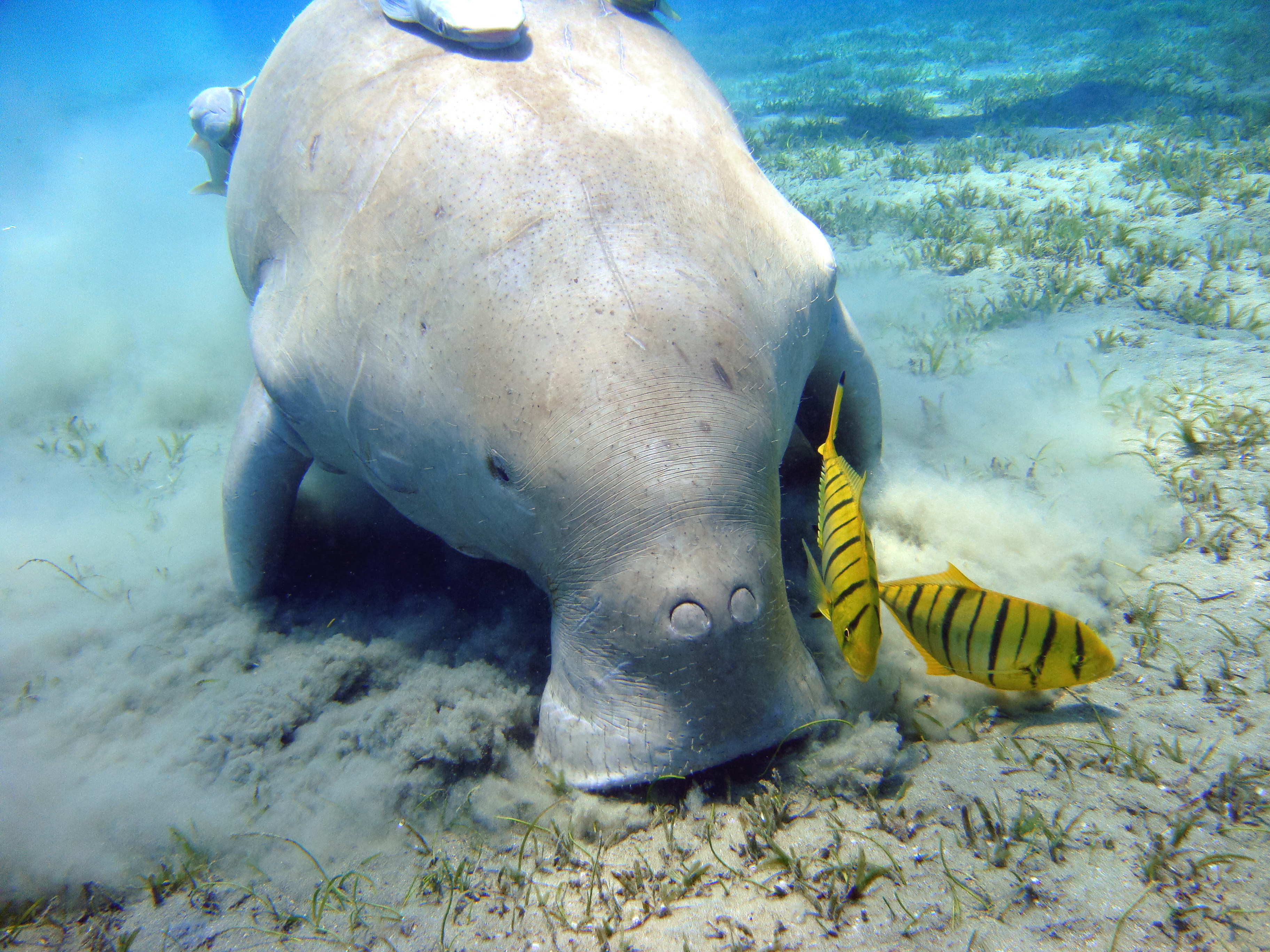
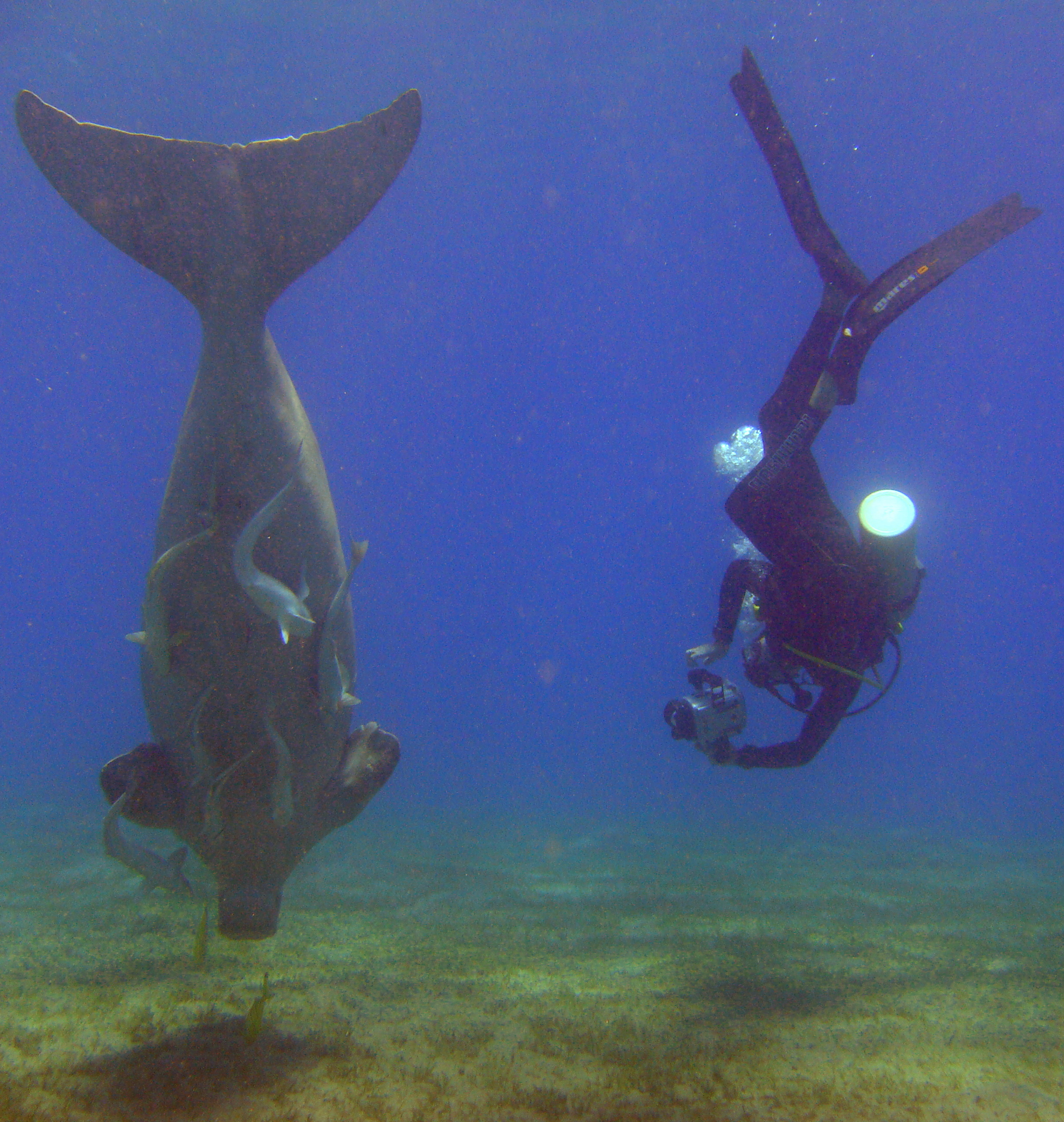
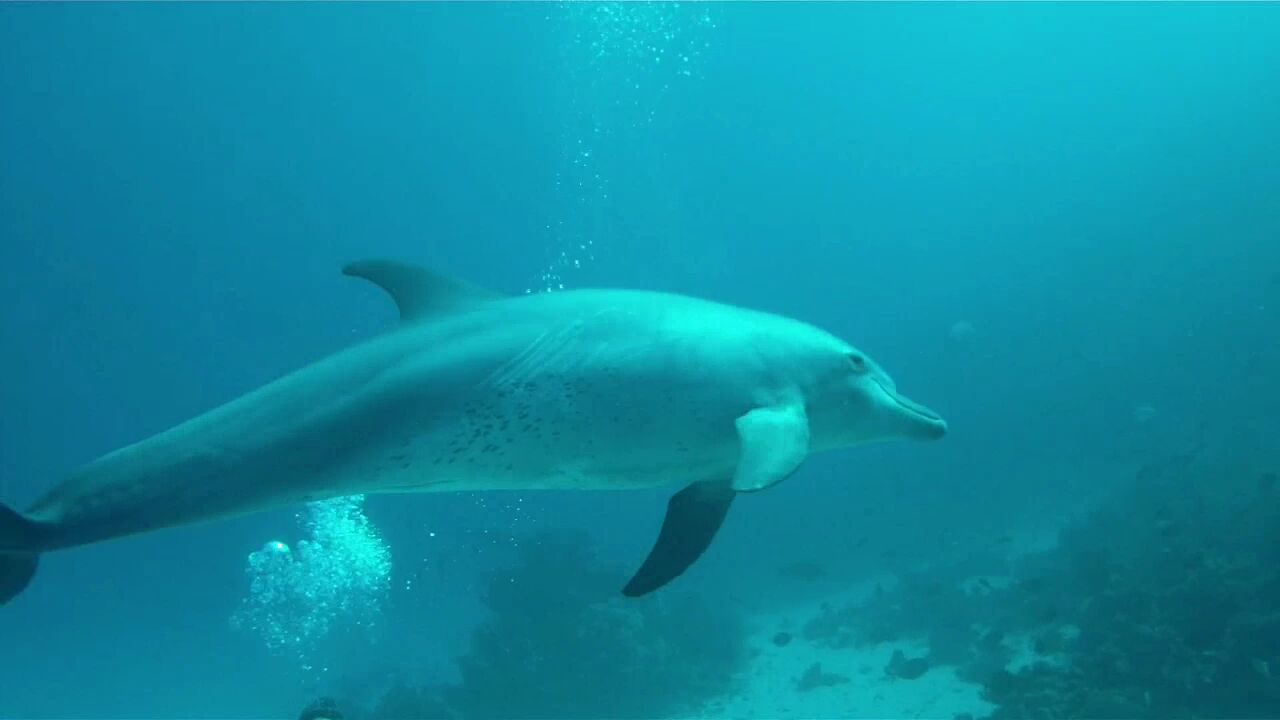
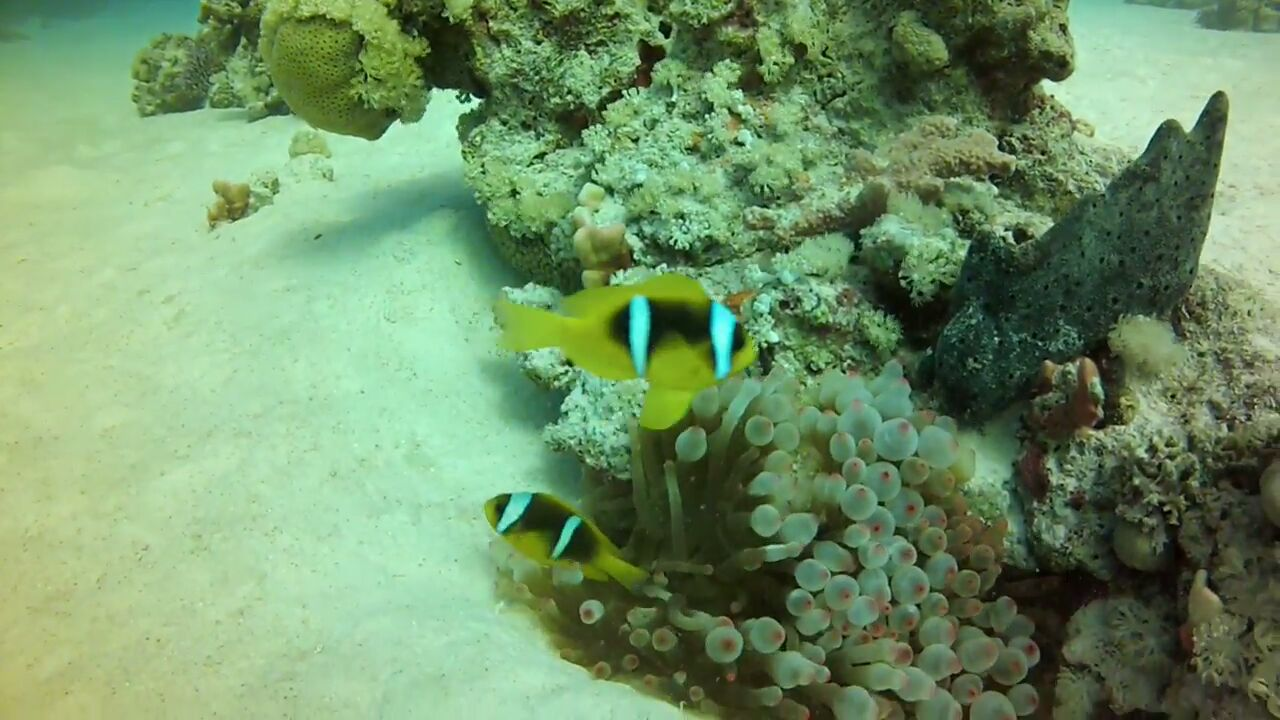
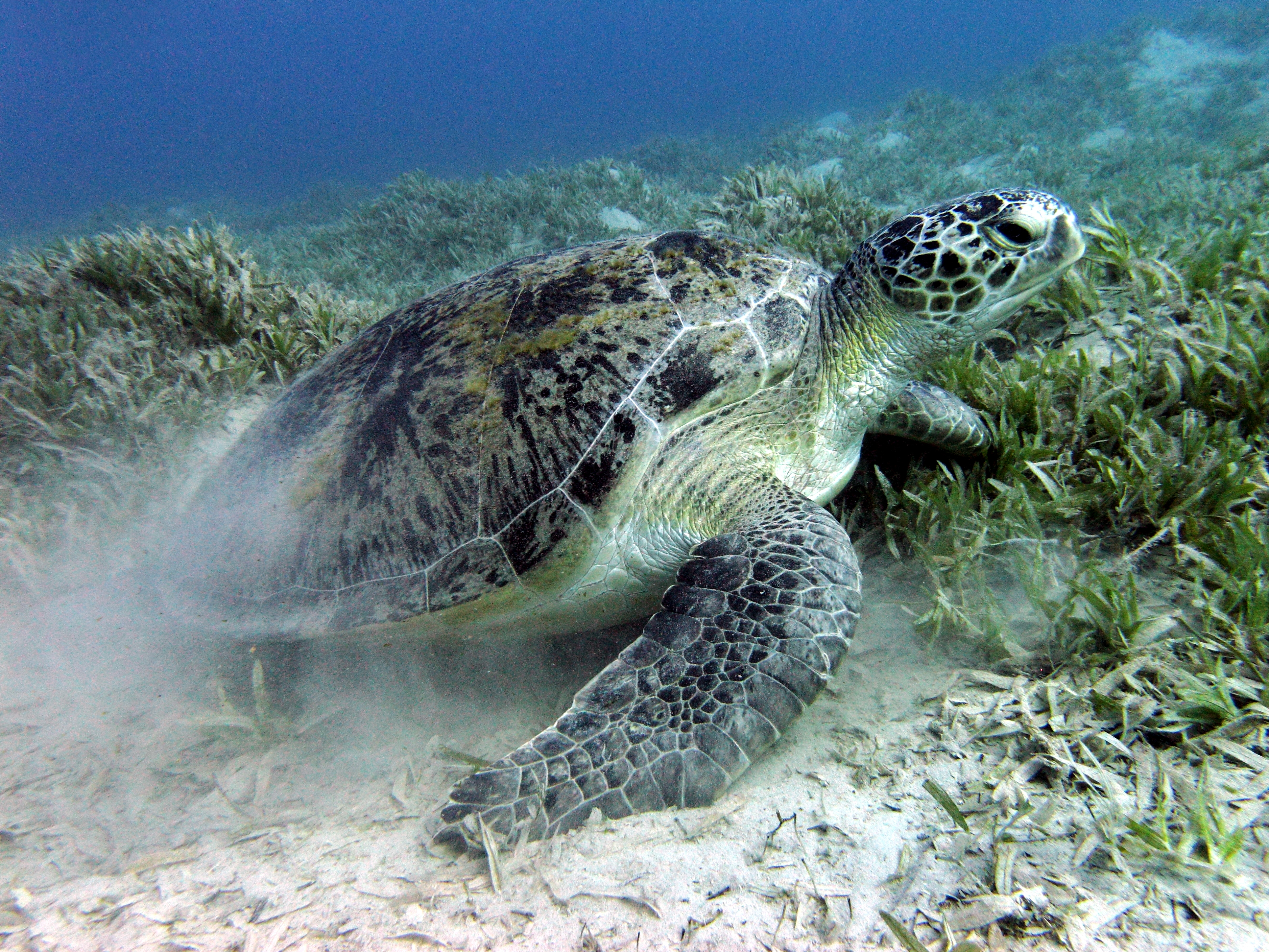
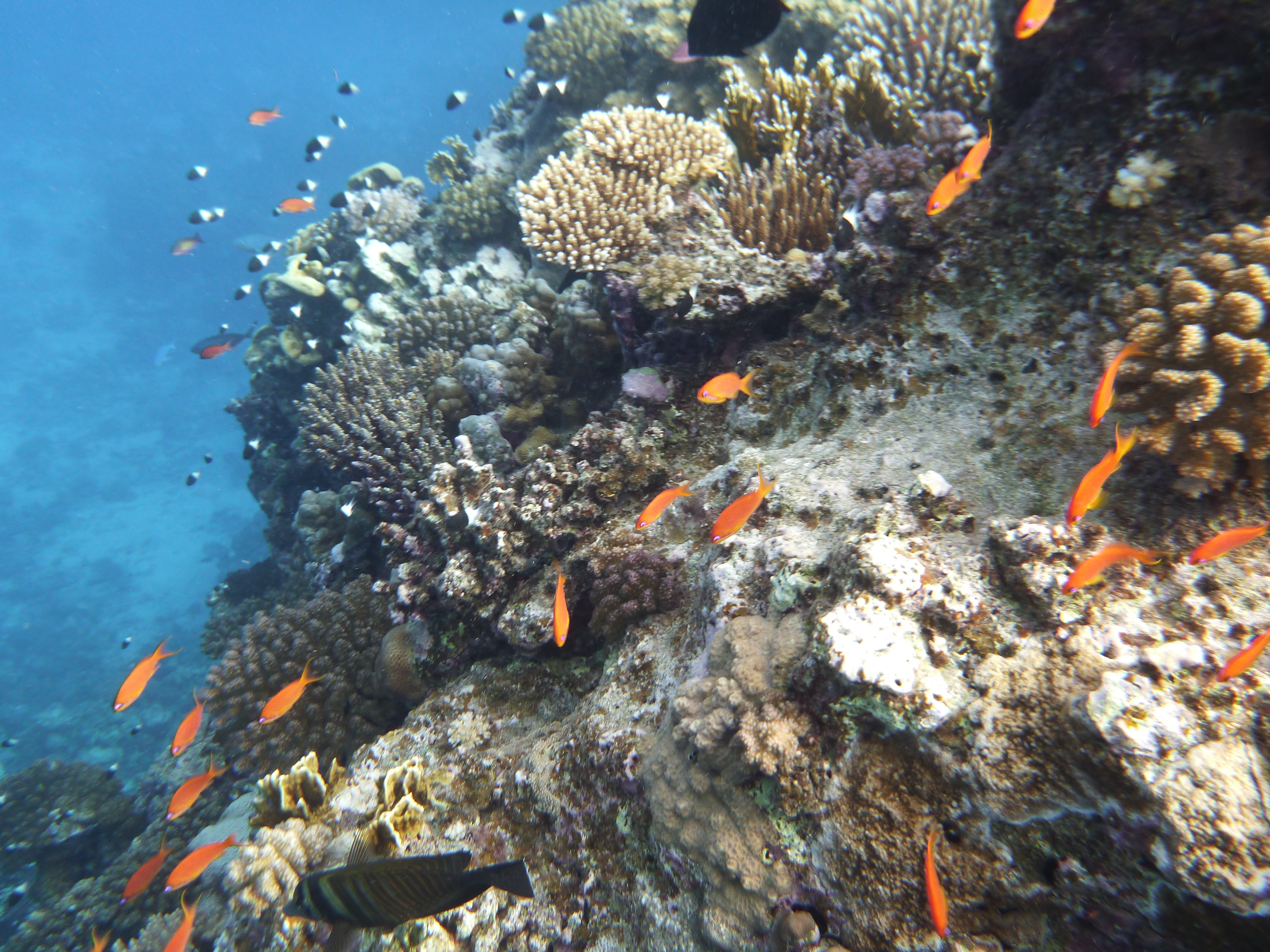
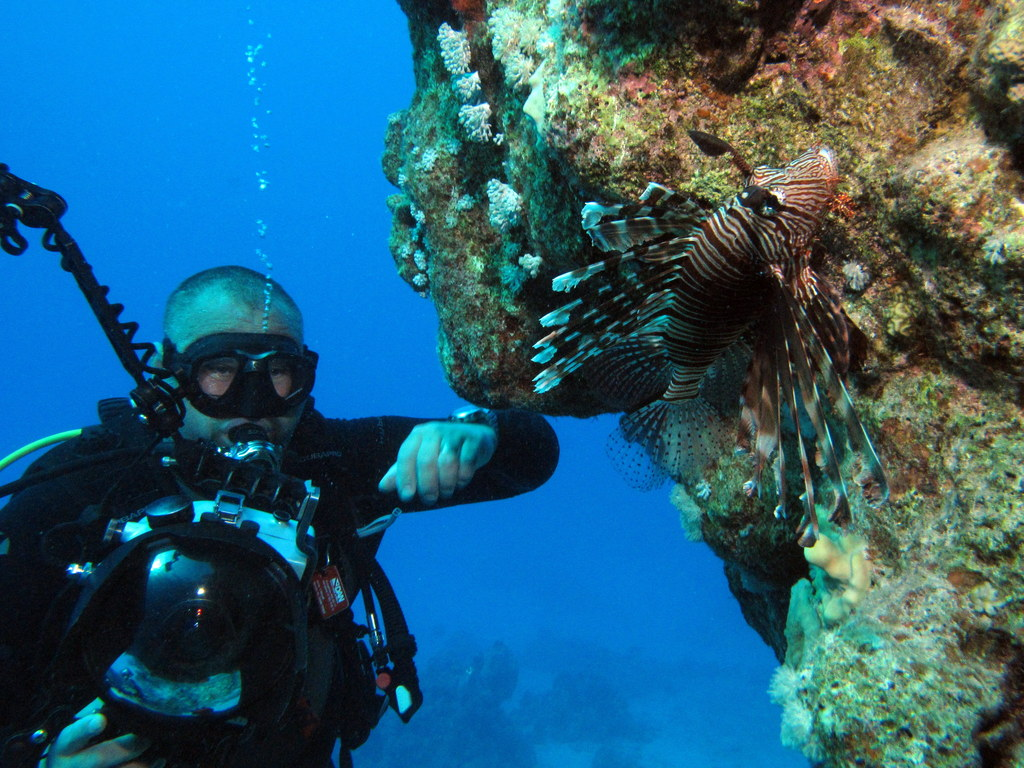
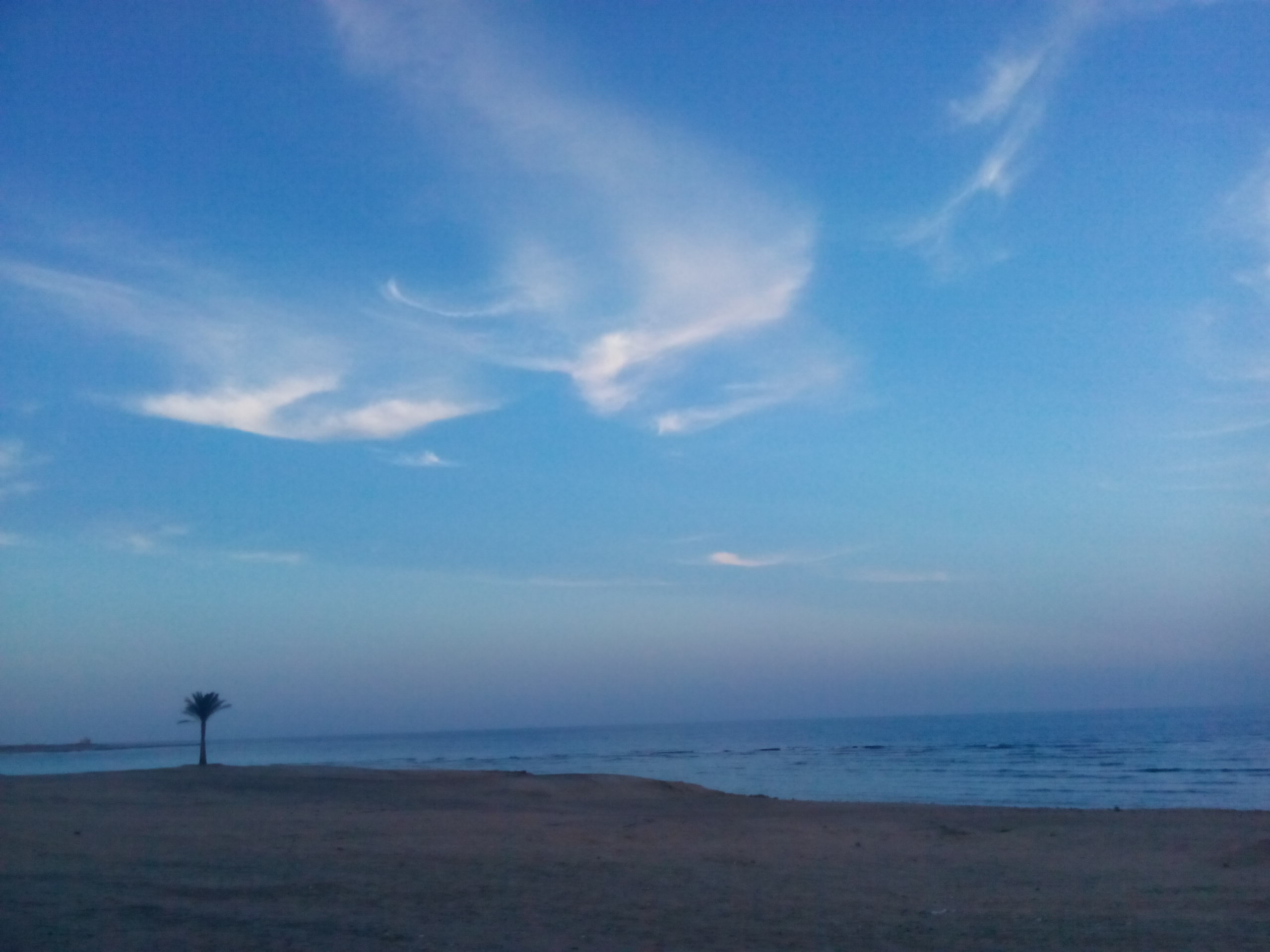
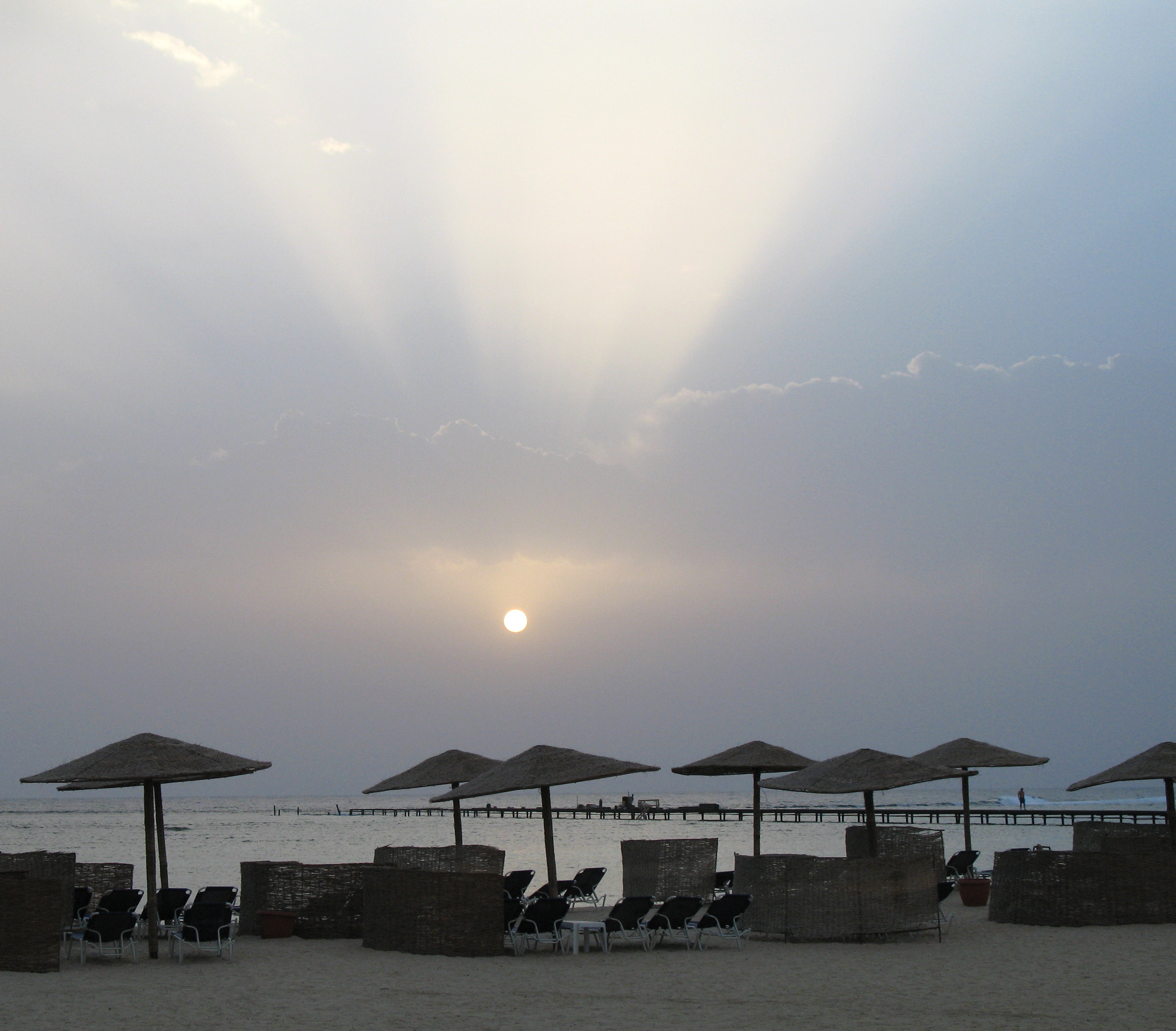
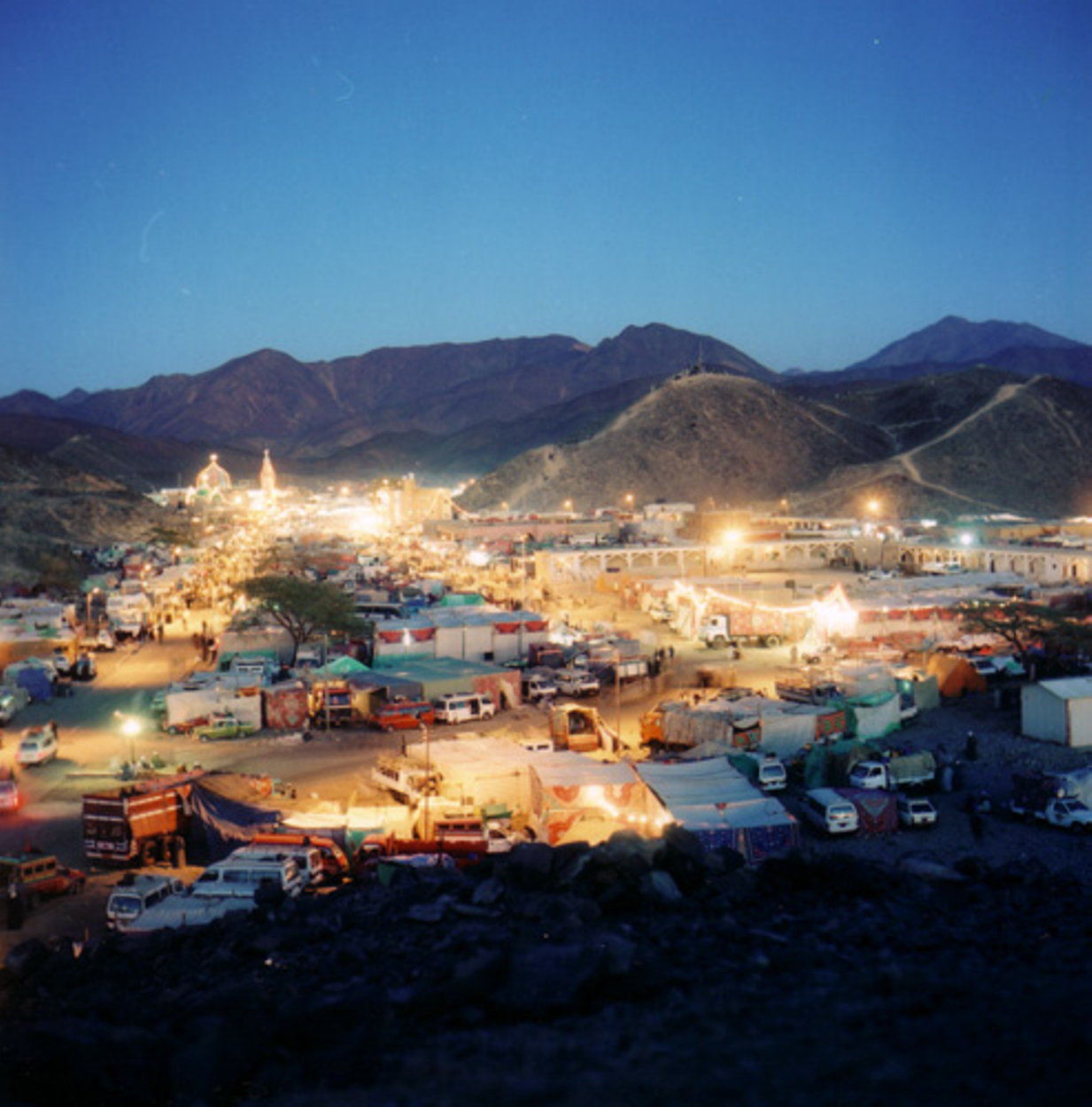
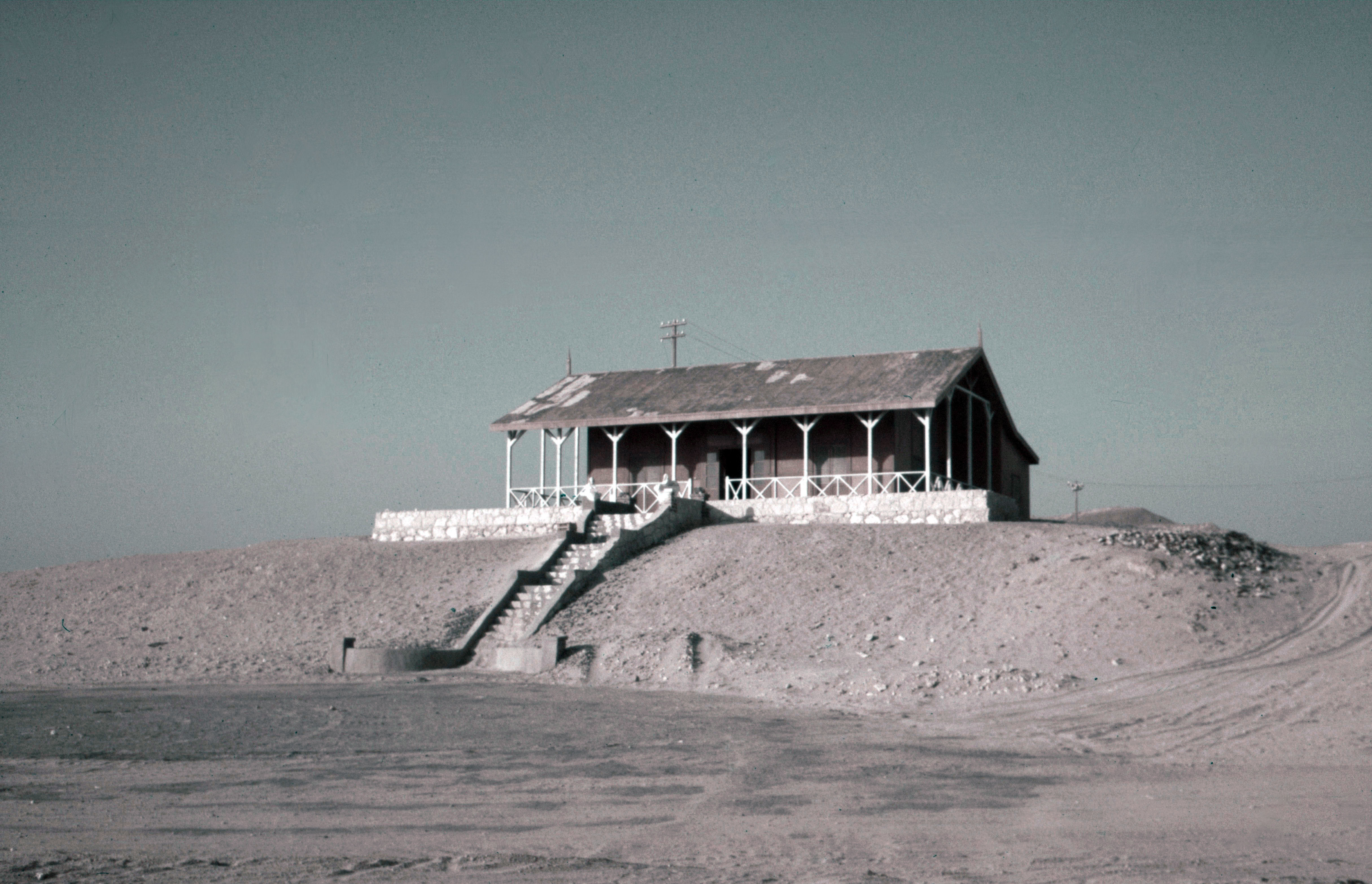
1960
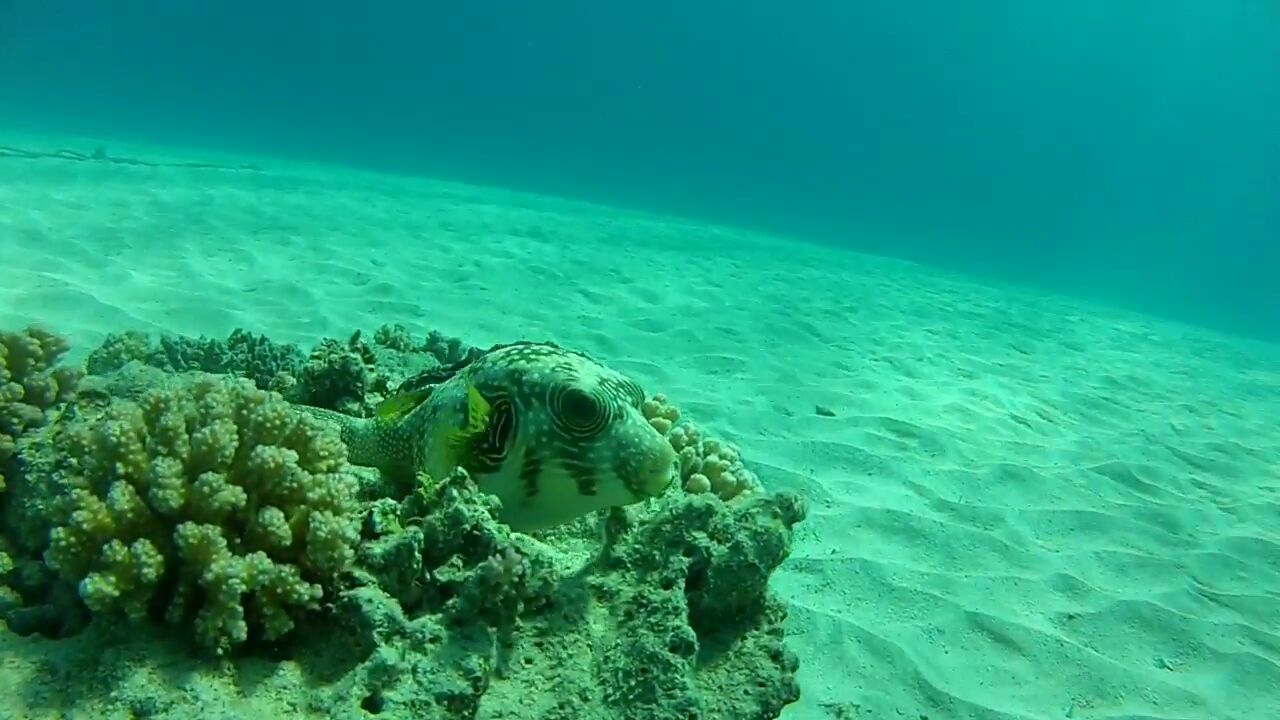
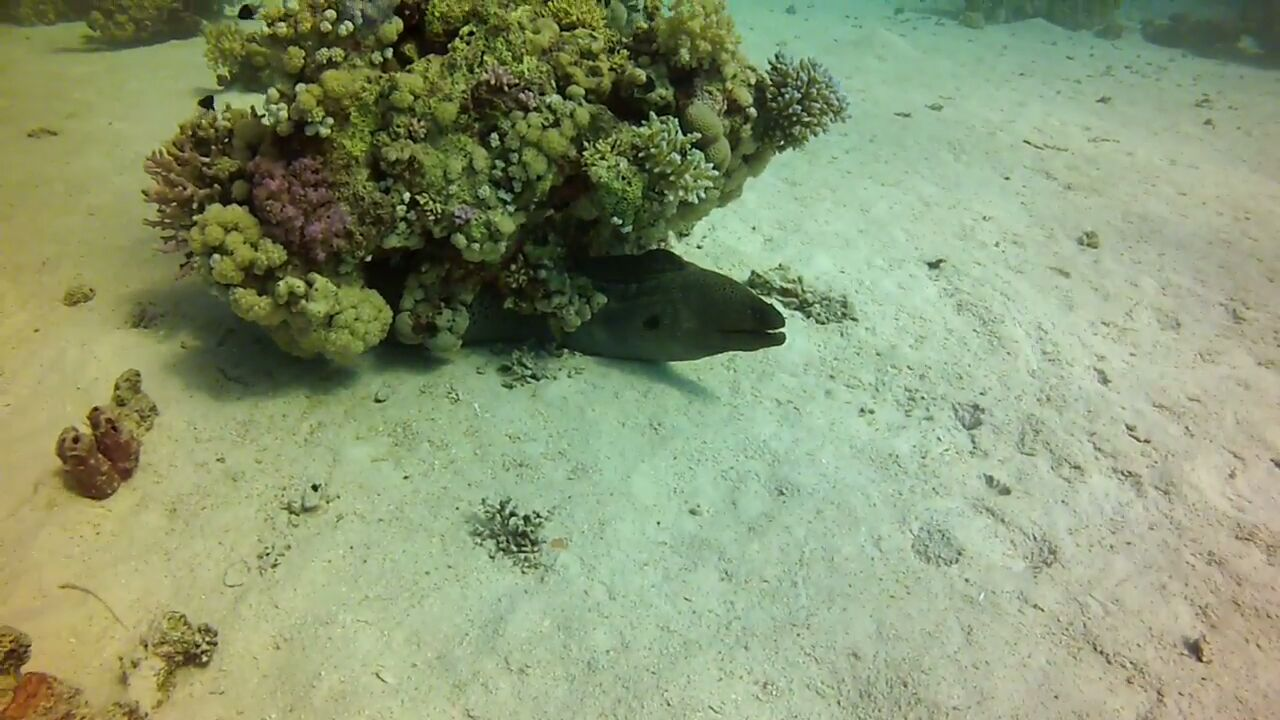
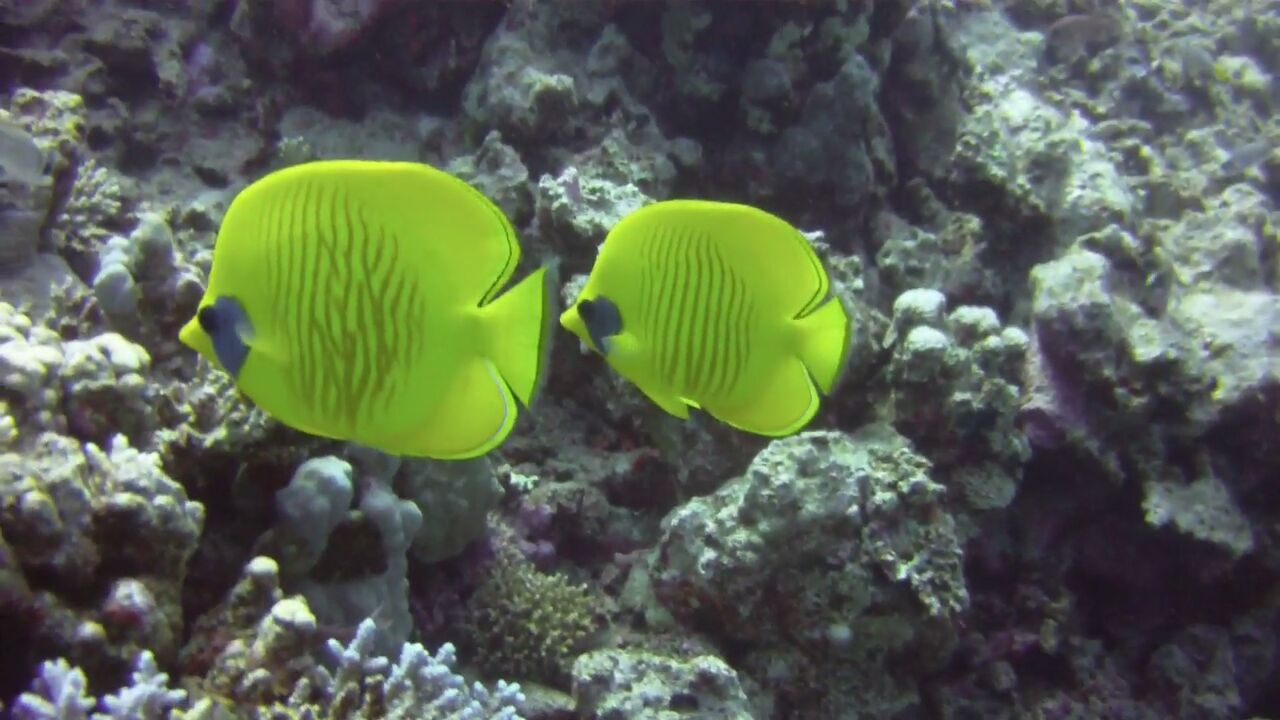
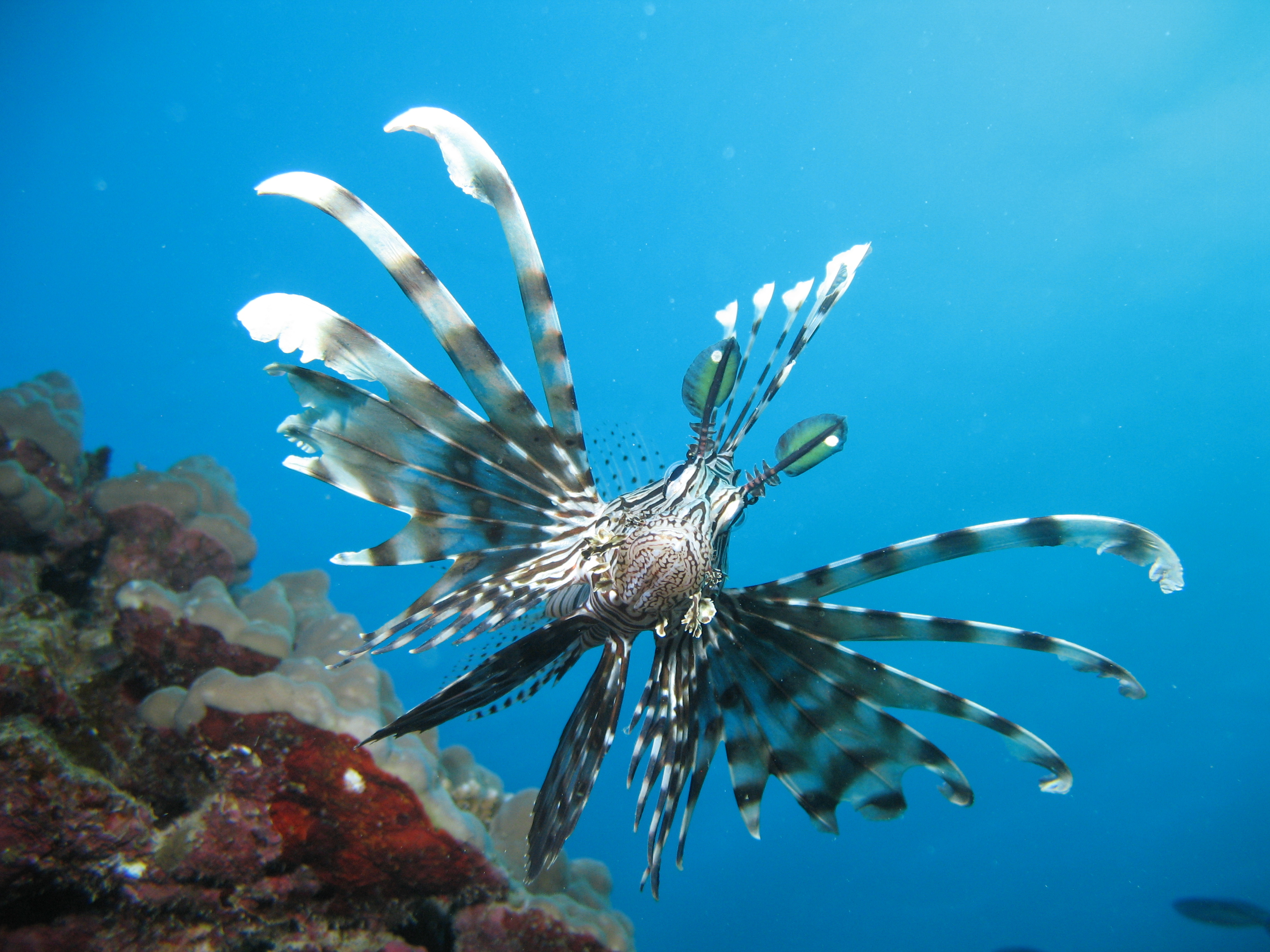
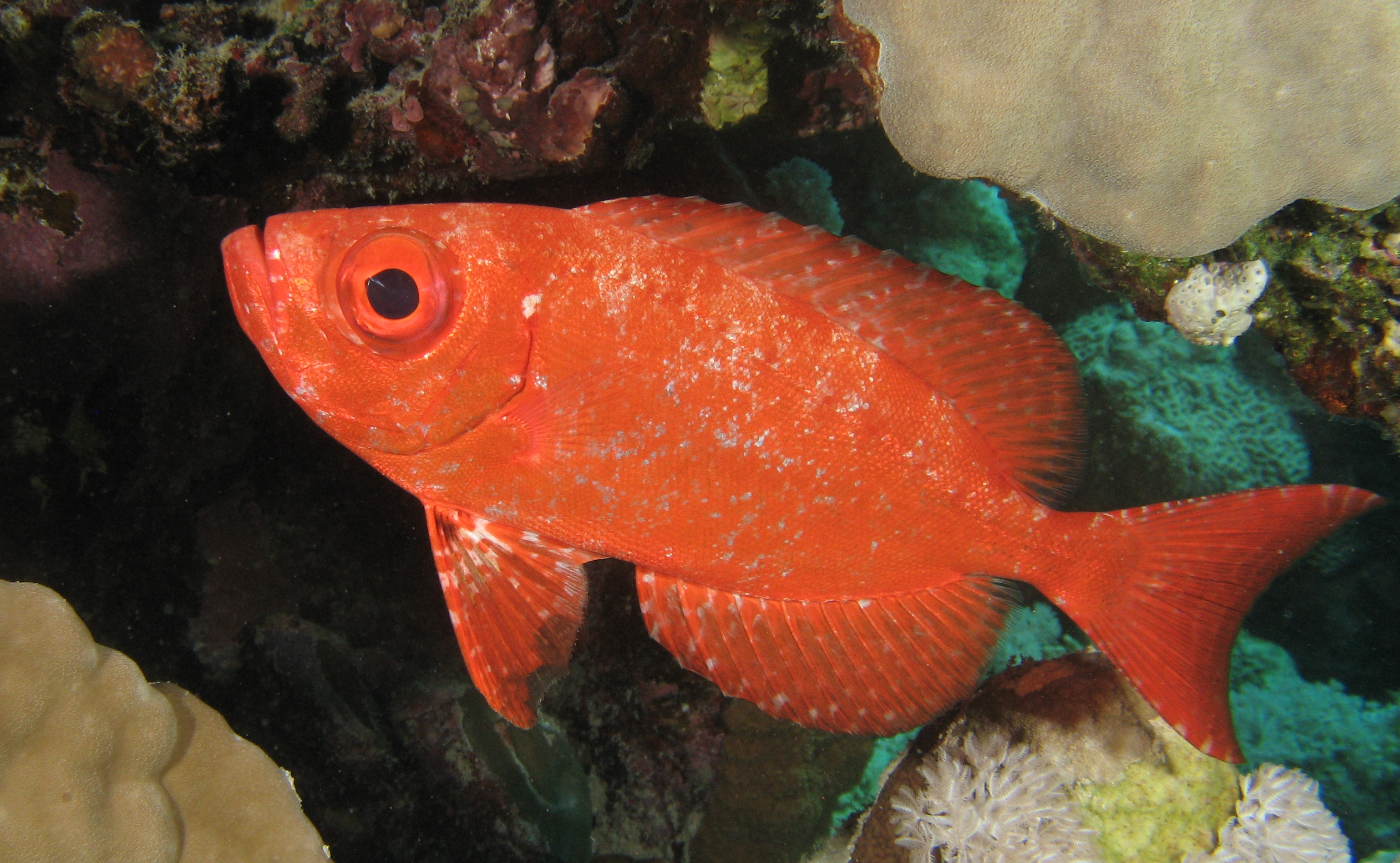
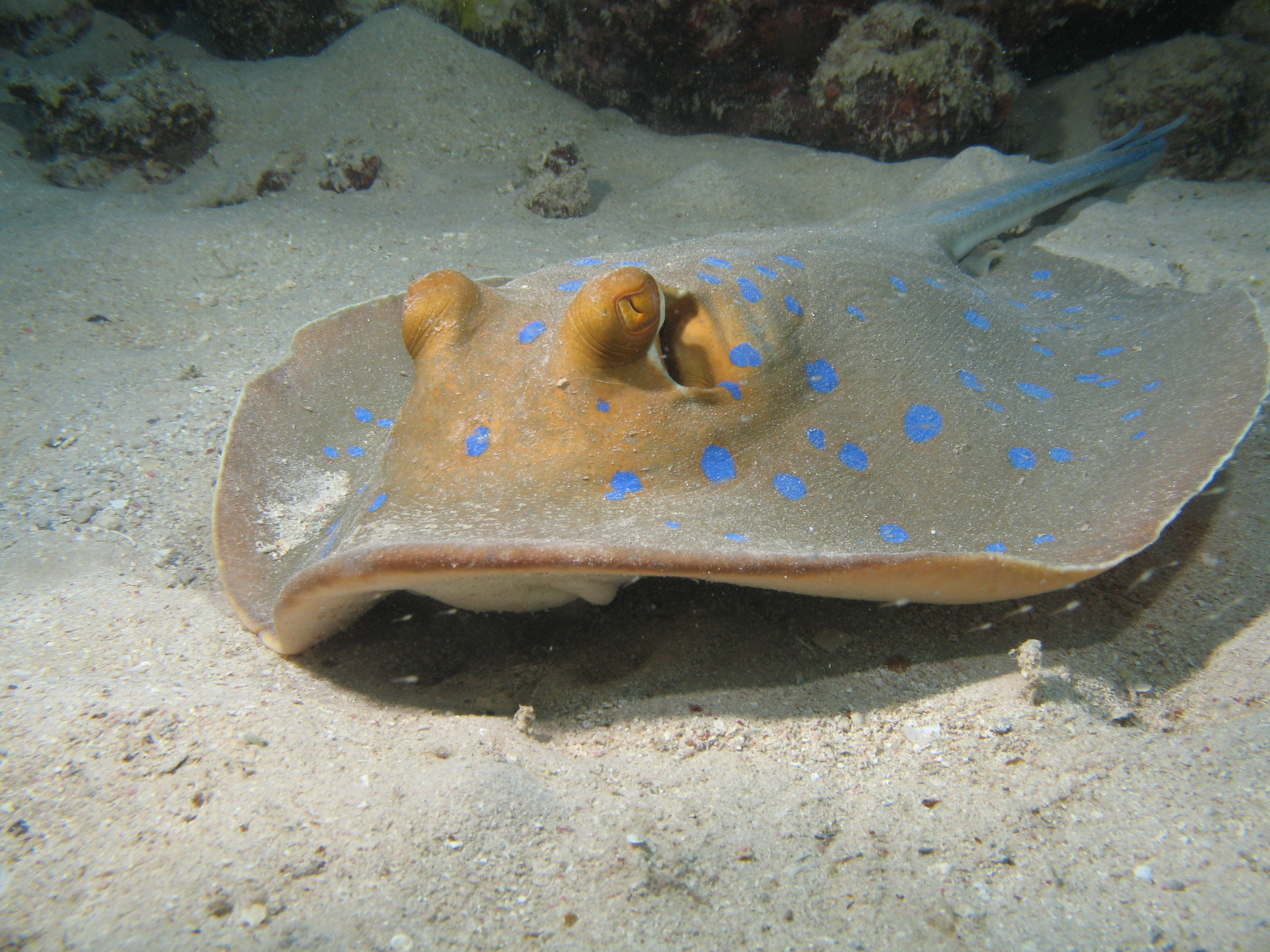
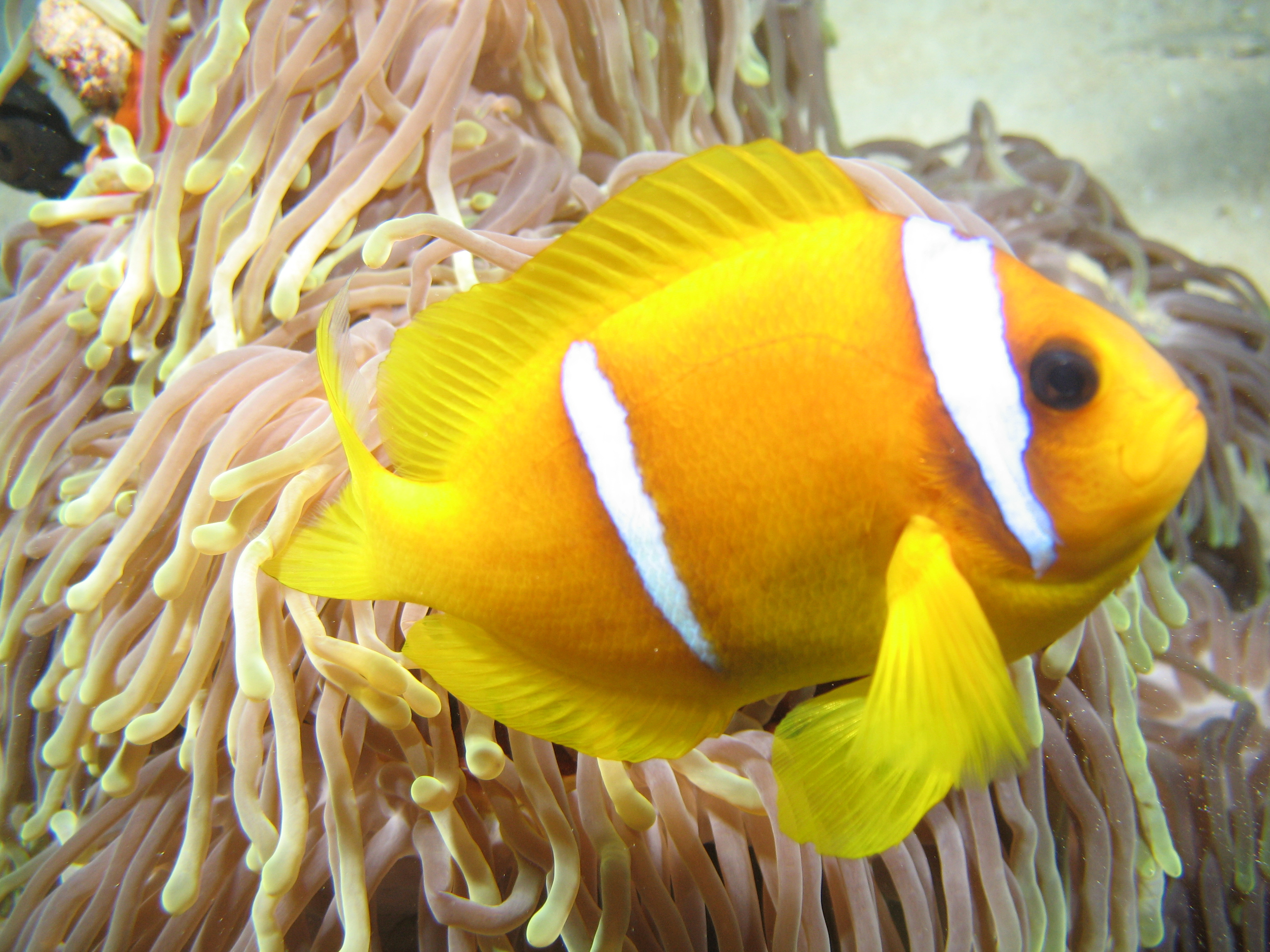
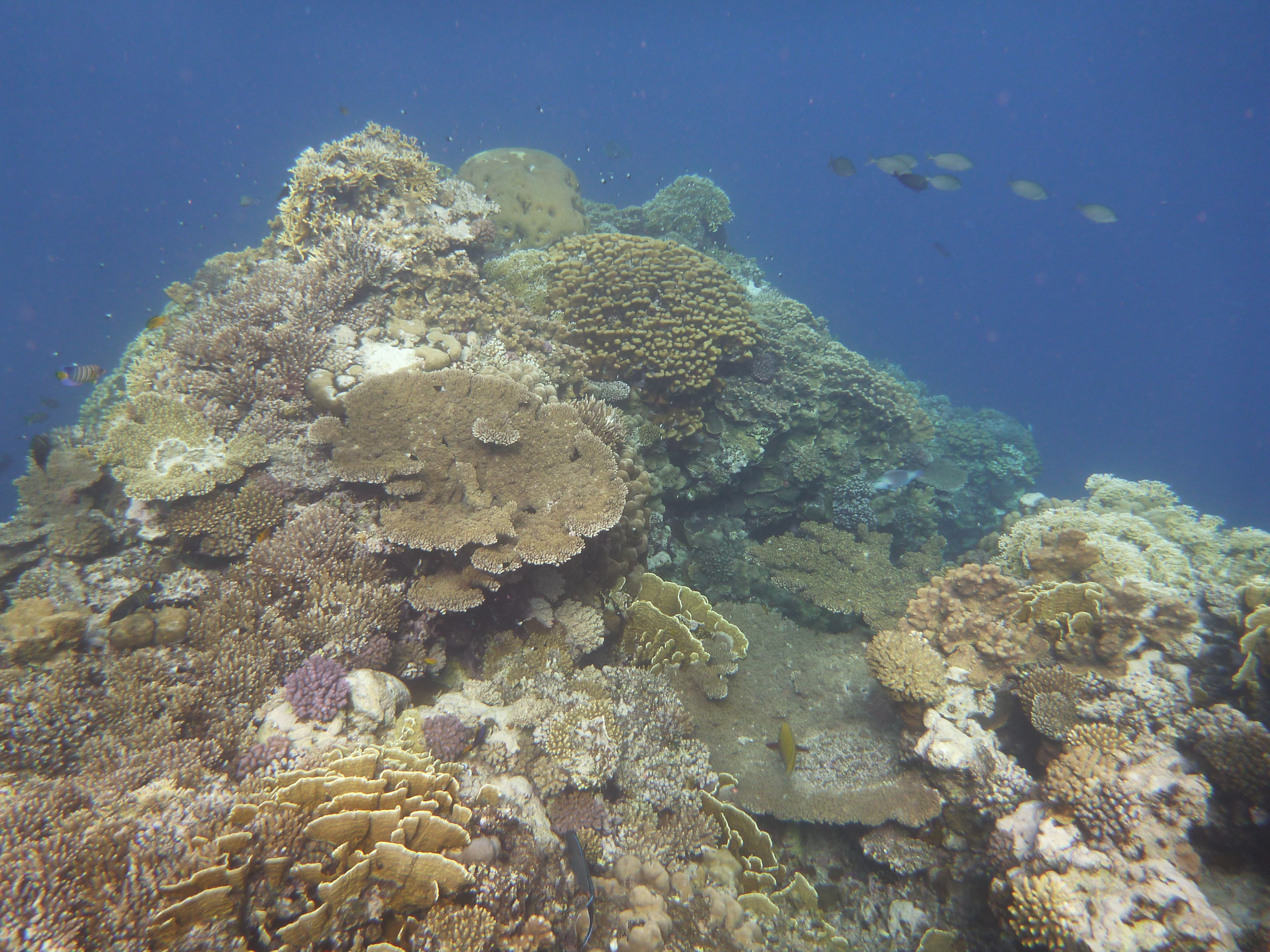
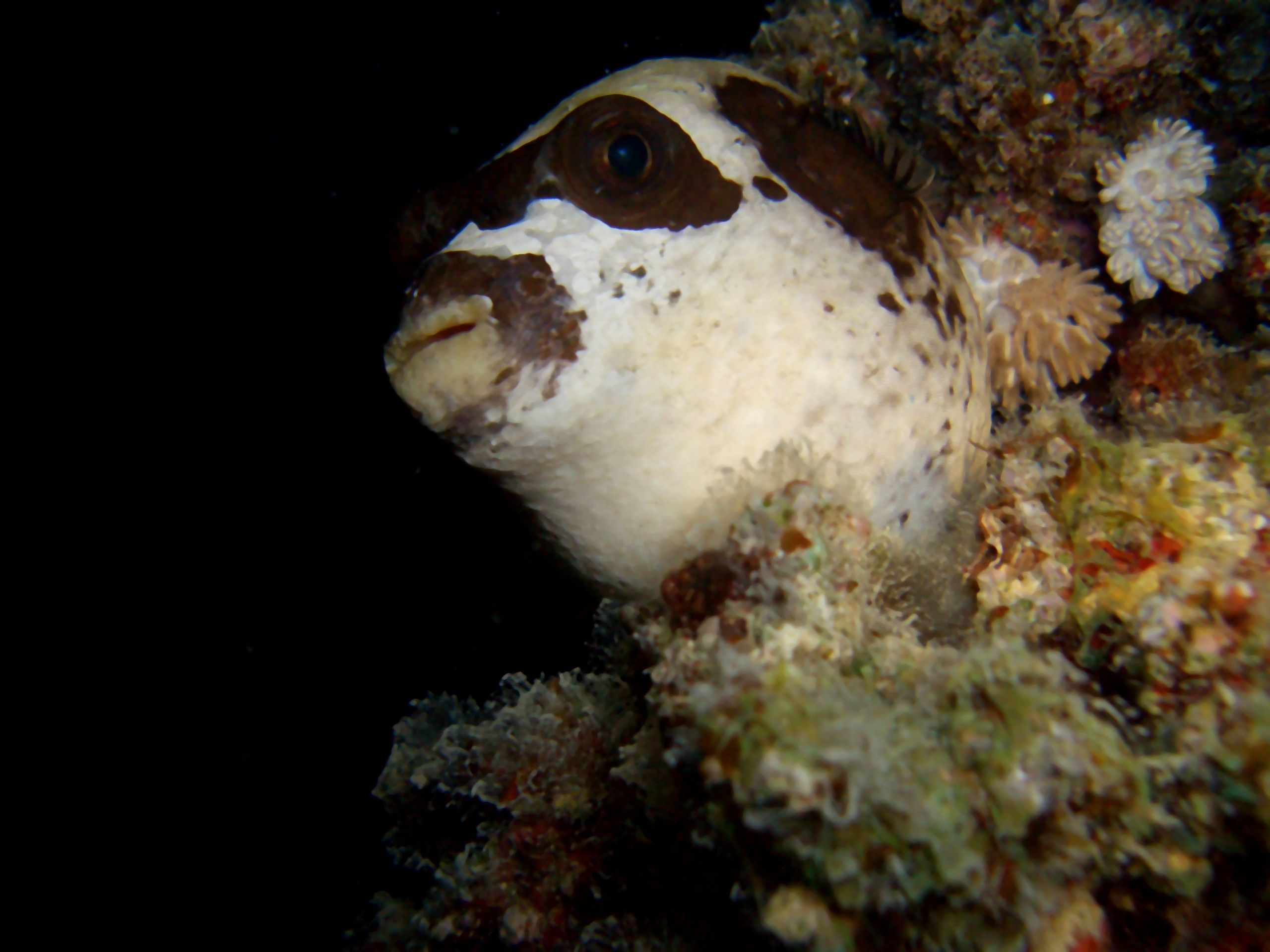
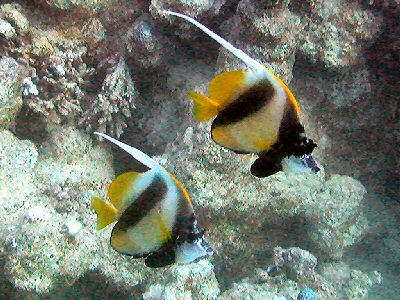
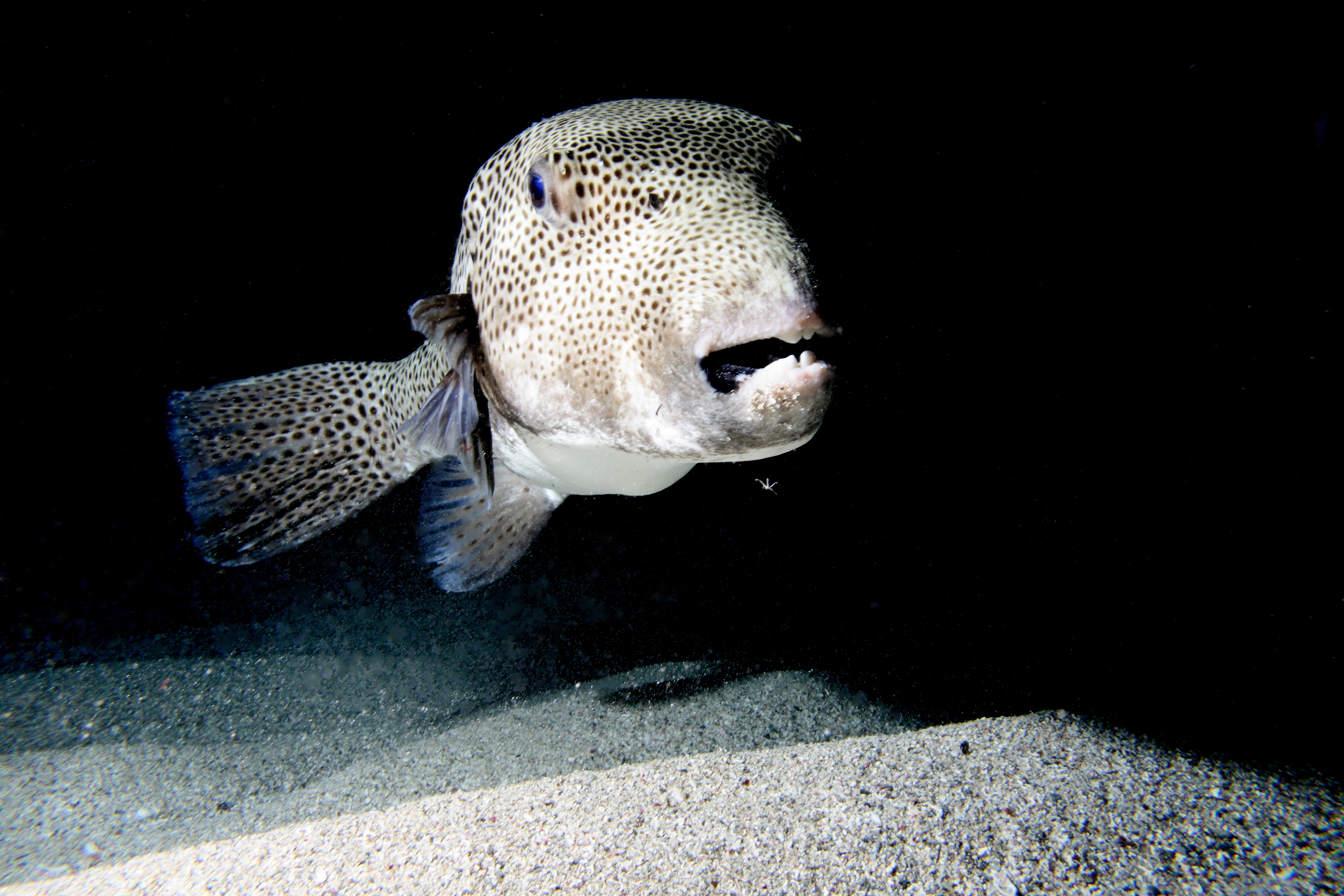
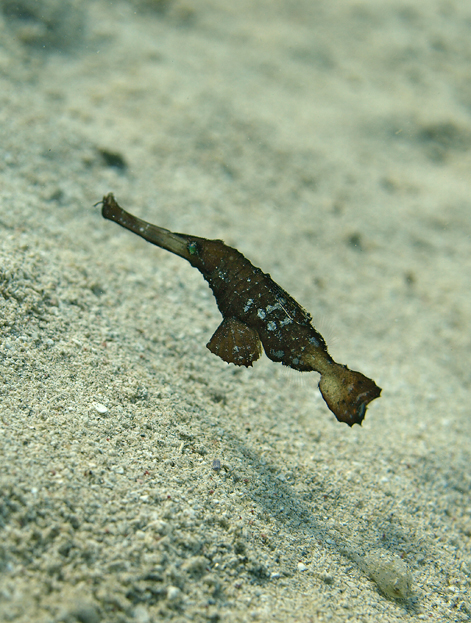
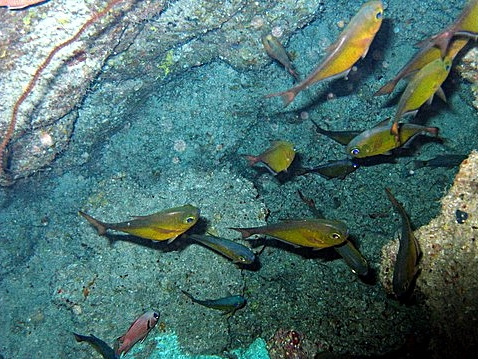
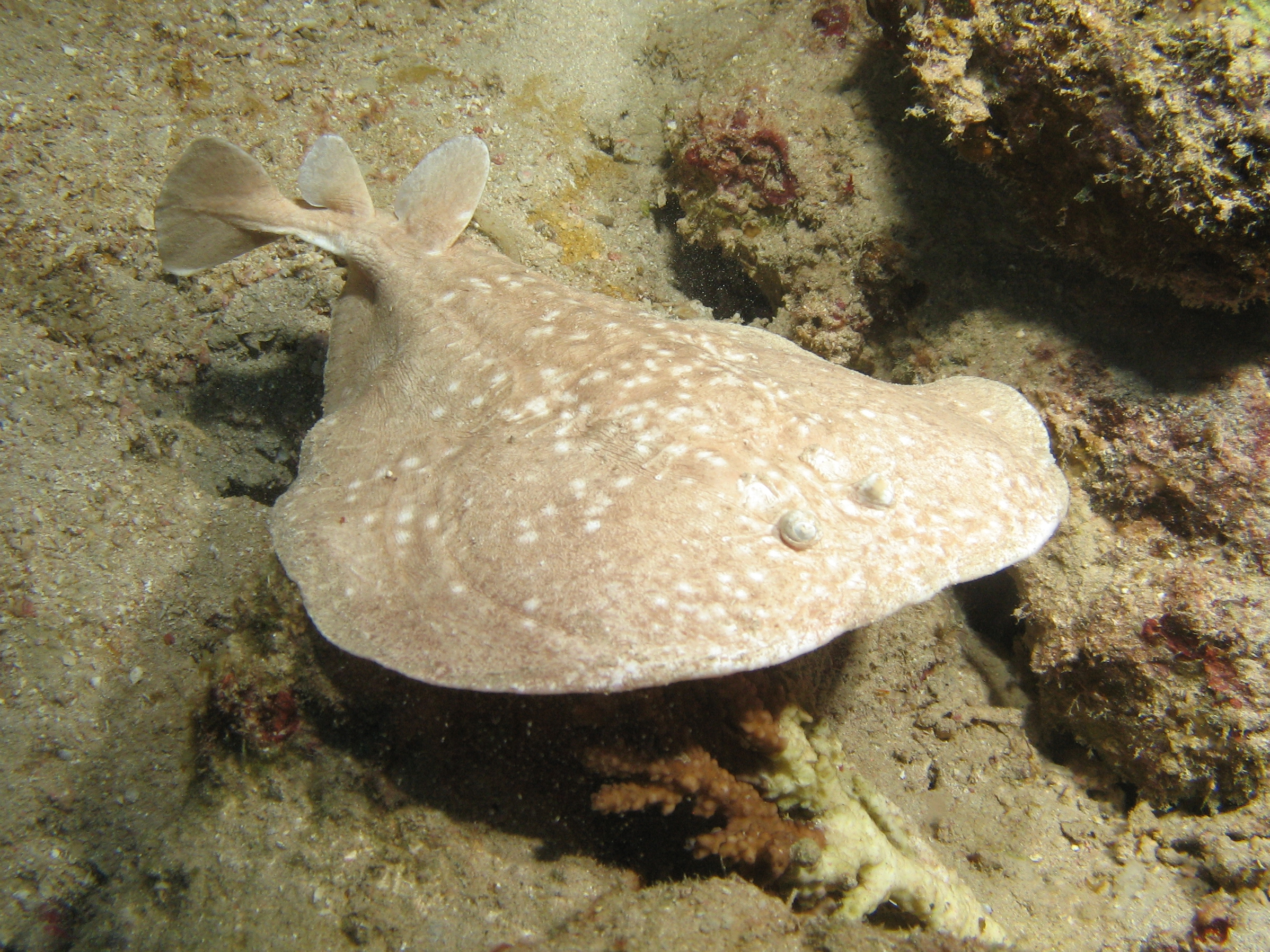
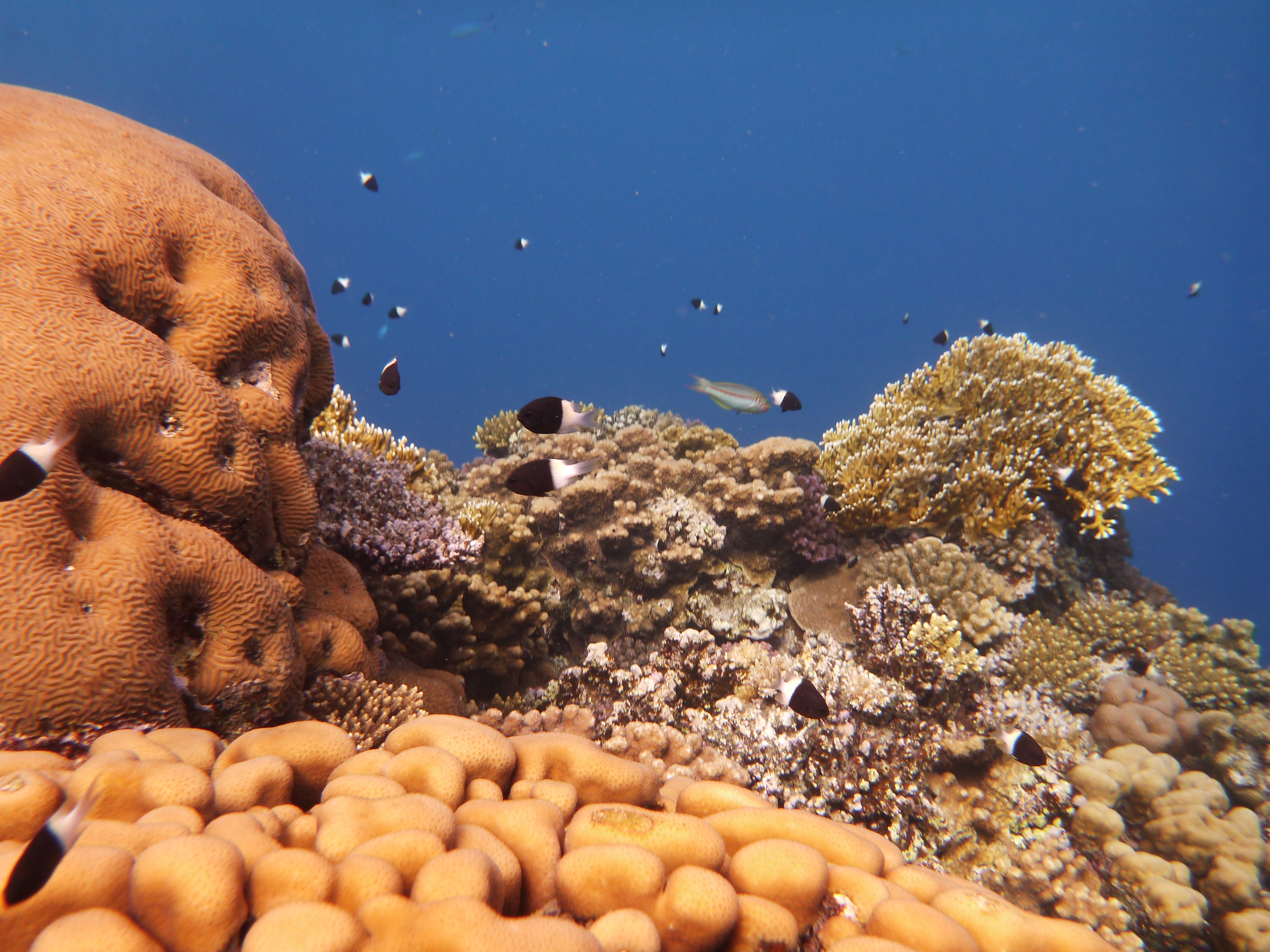
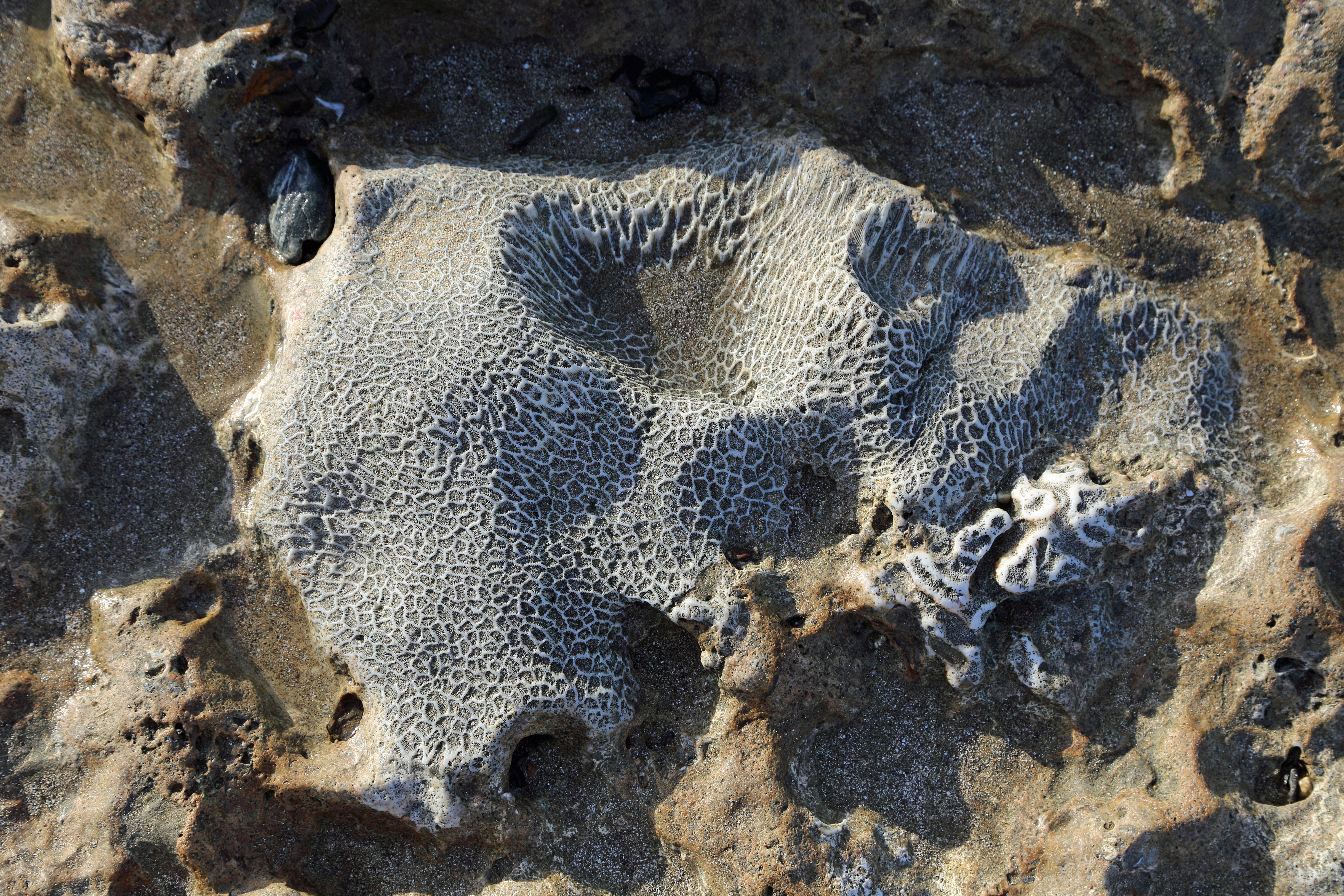
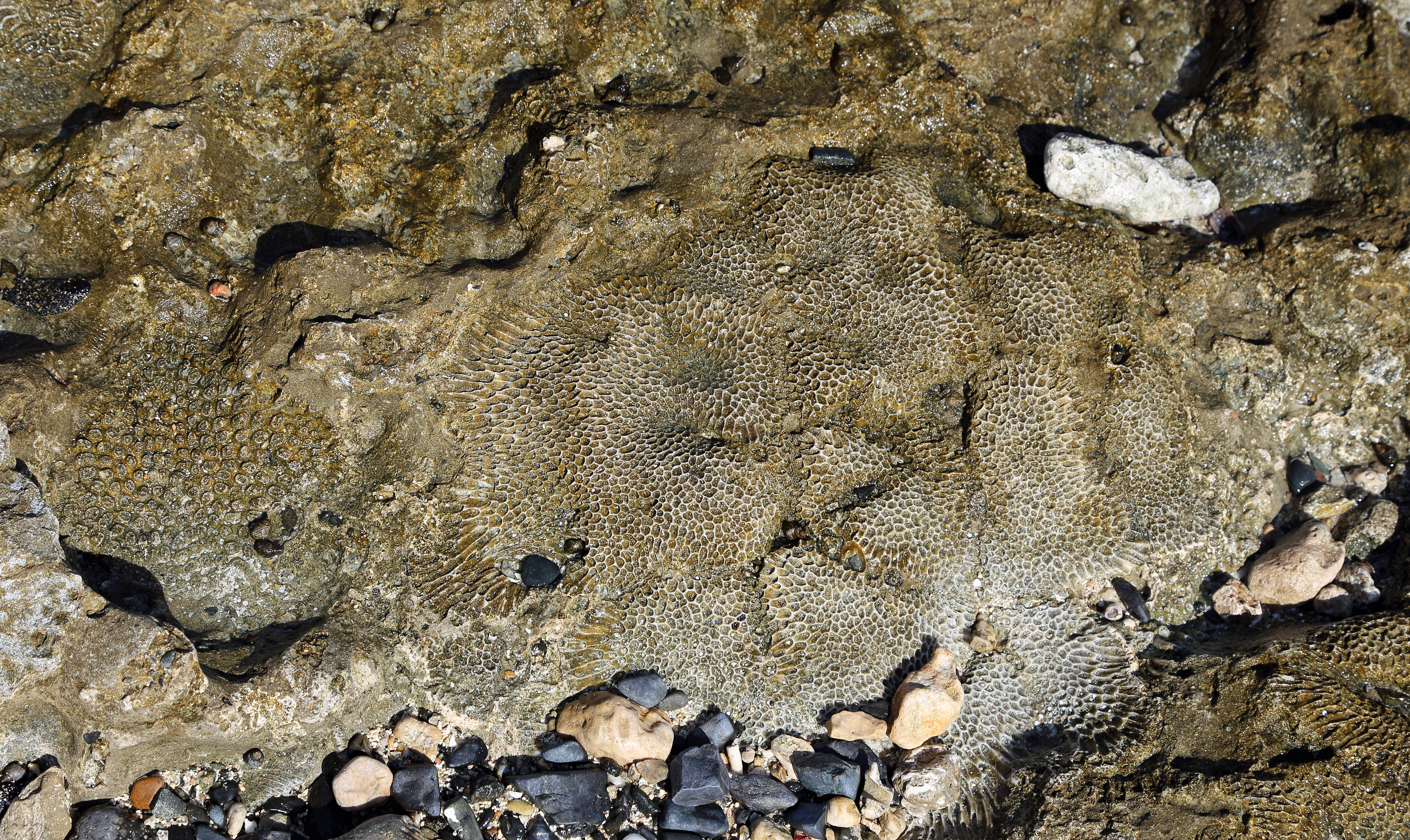
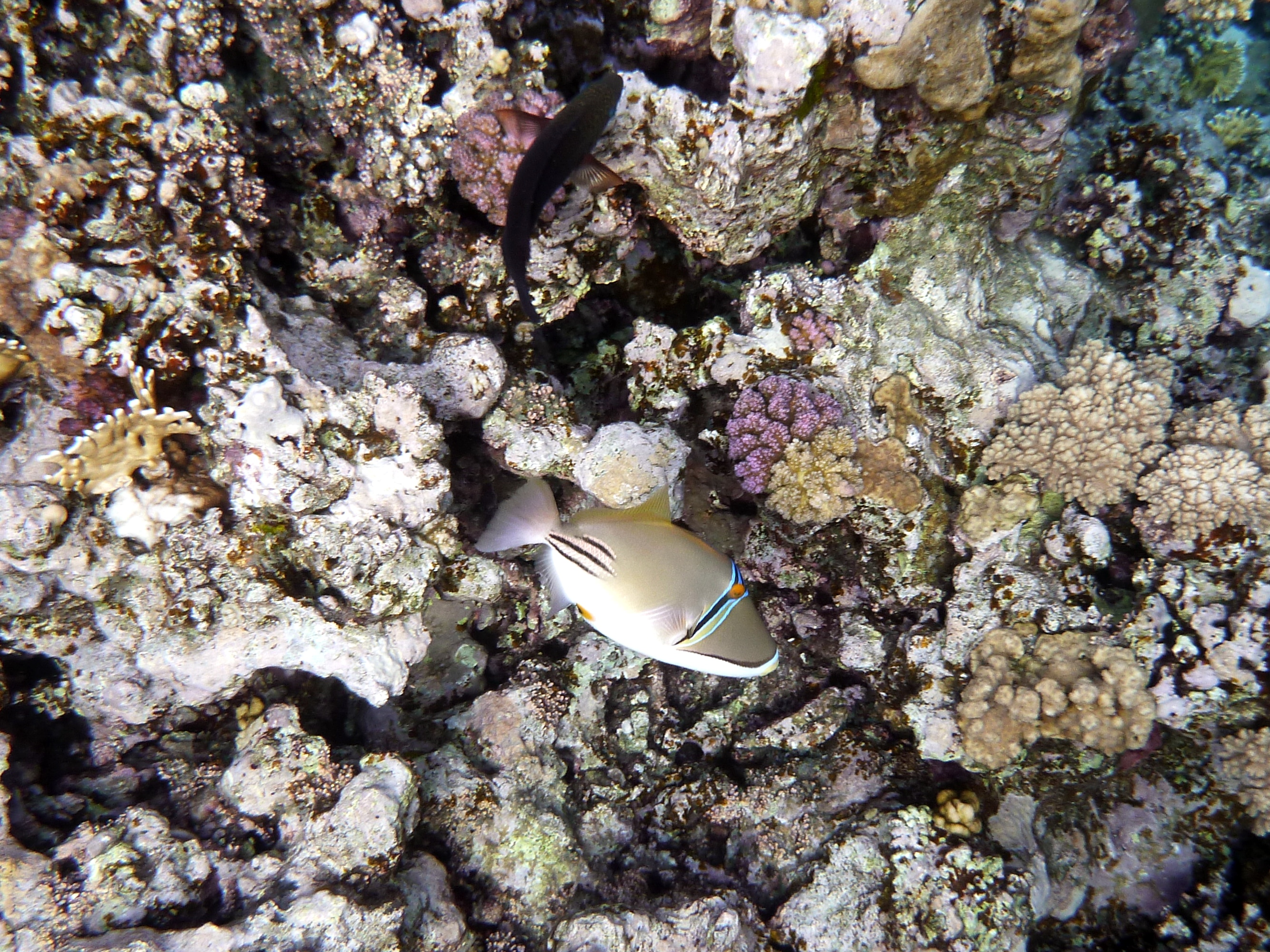
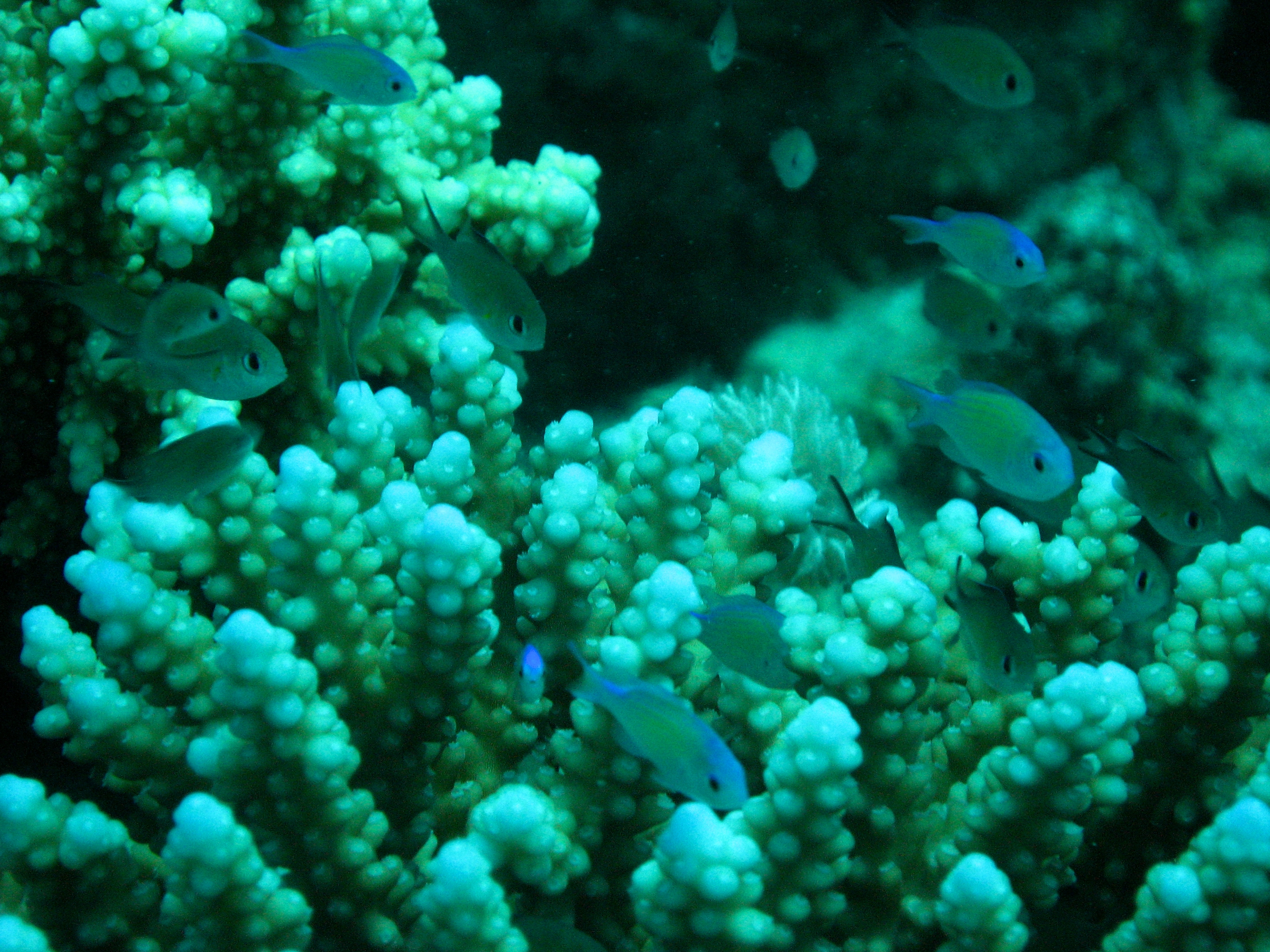
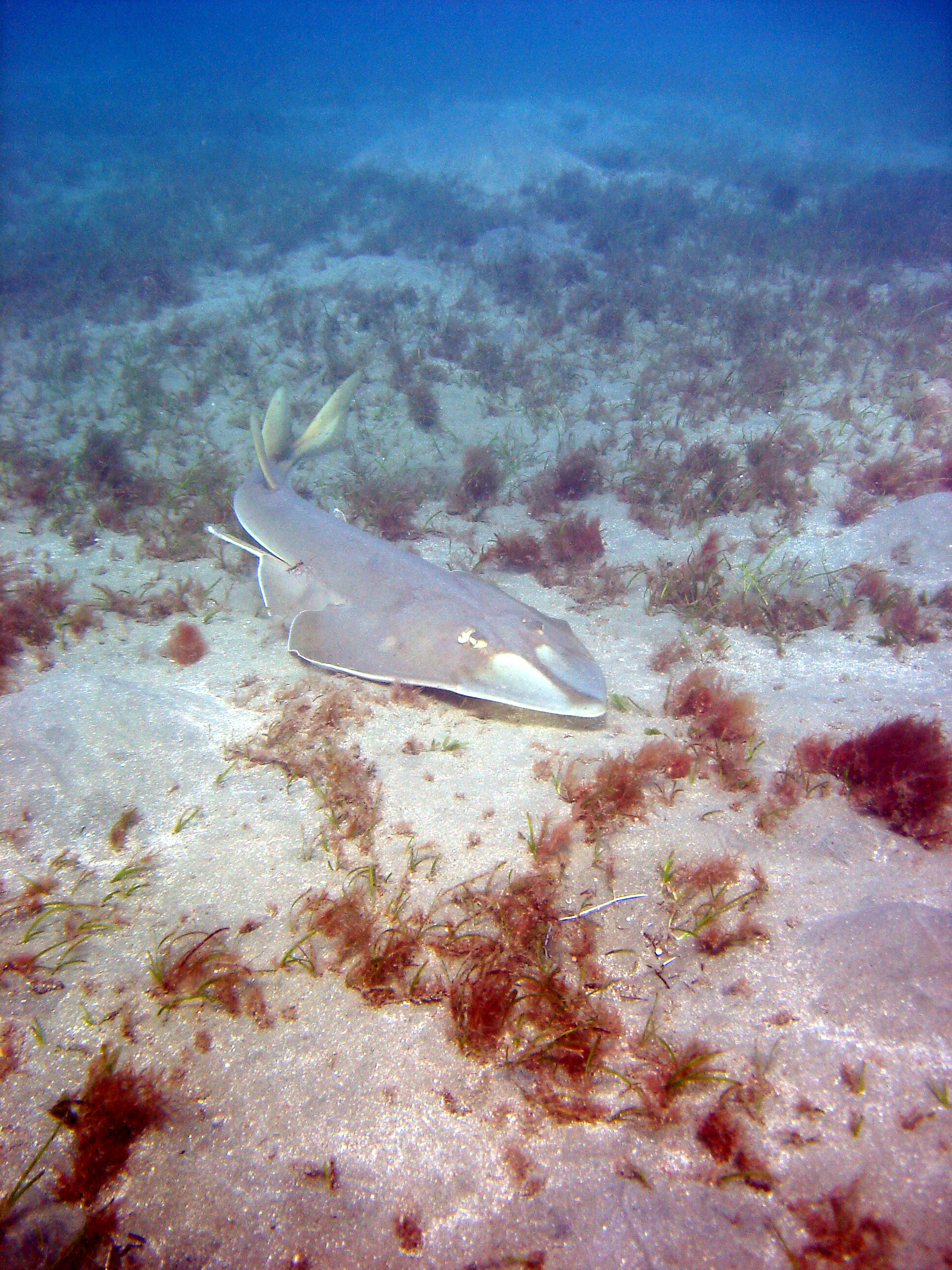
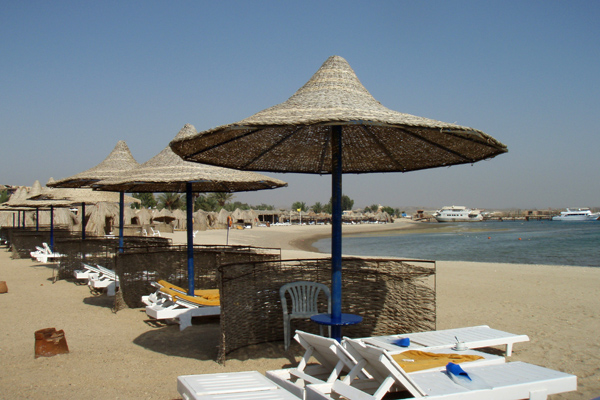
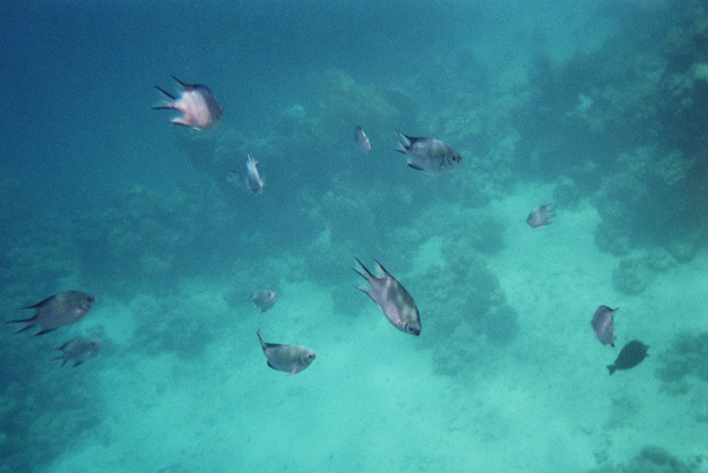
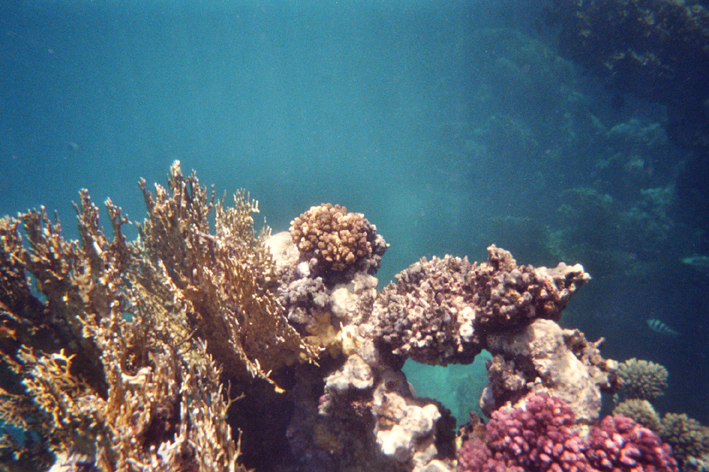
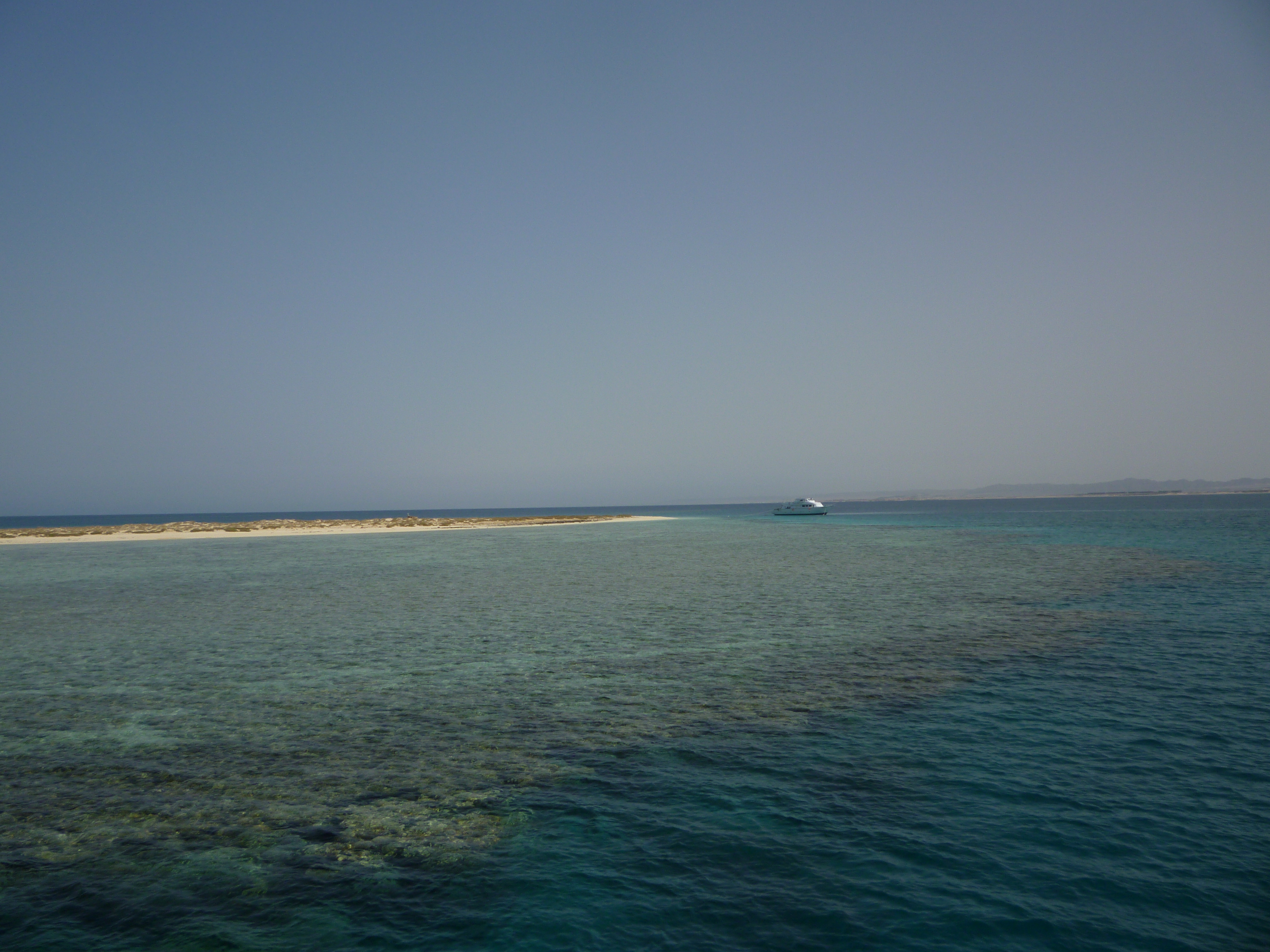
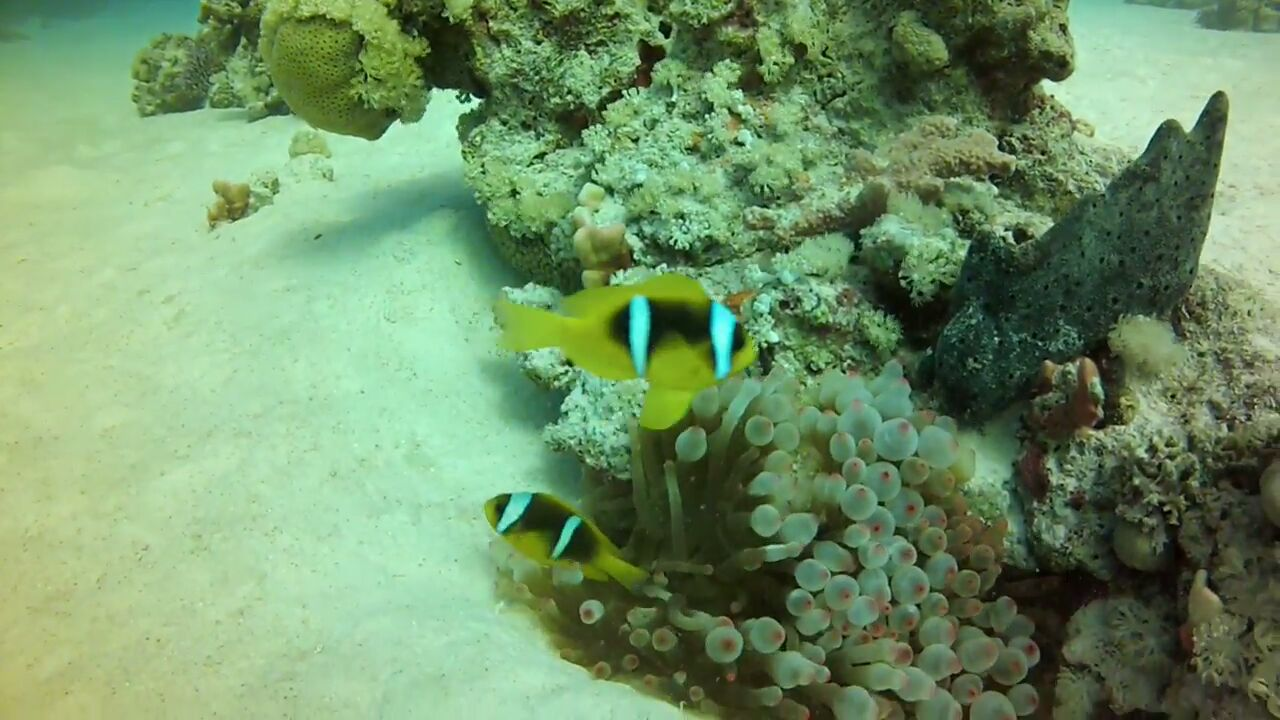
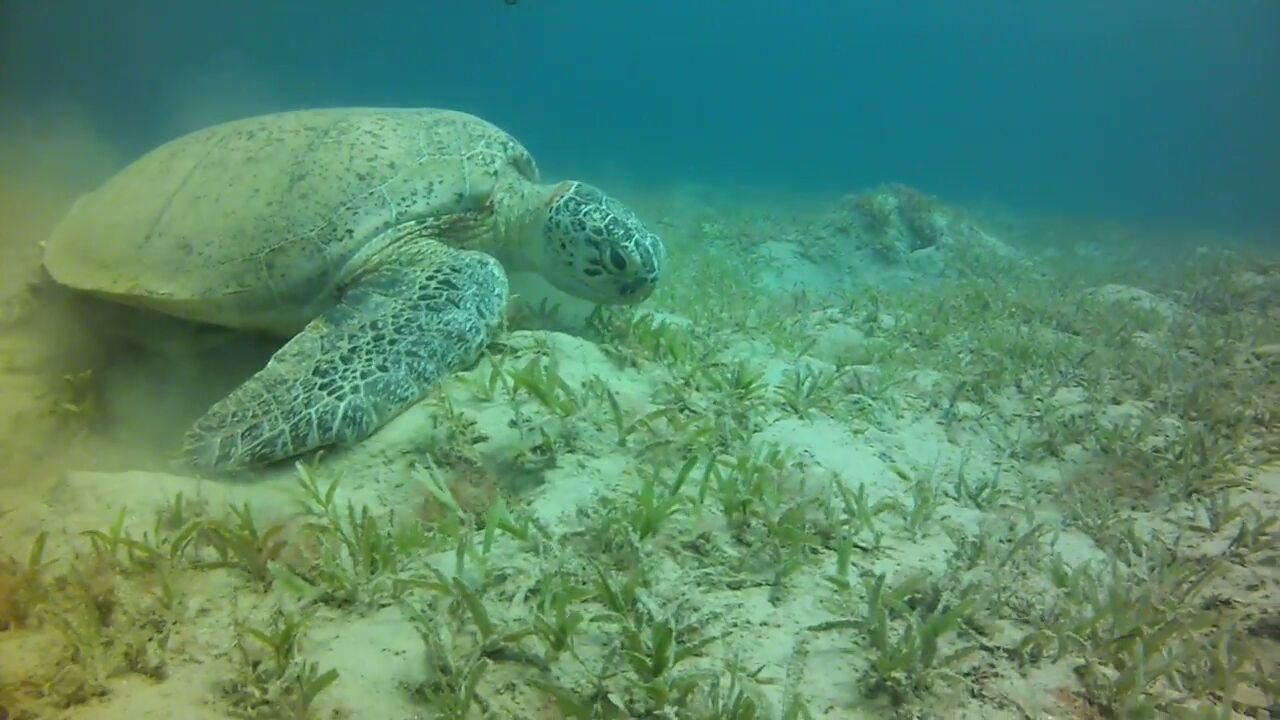
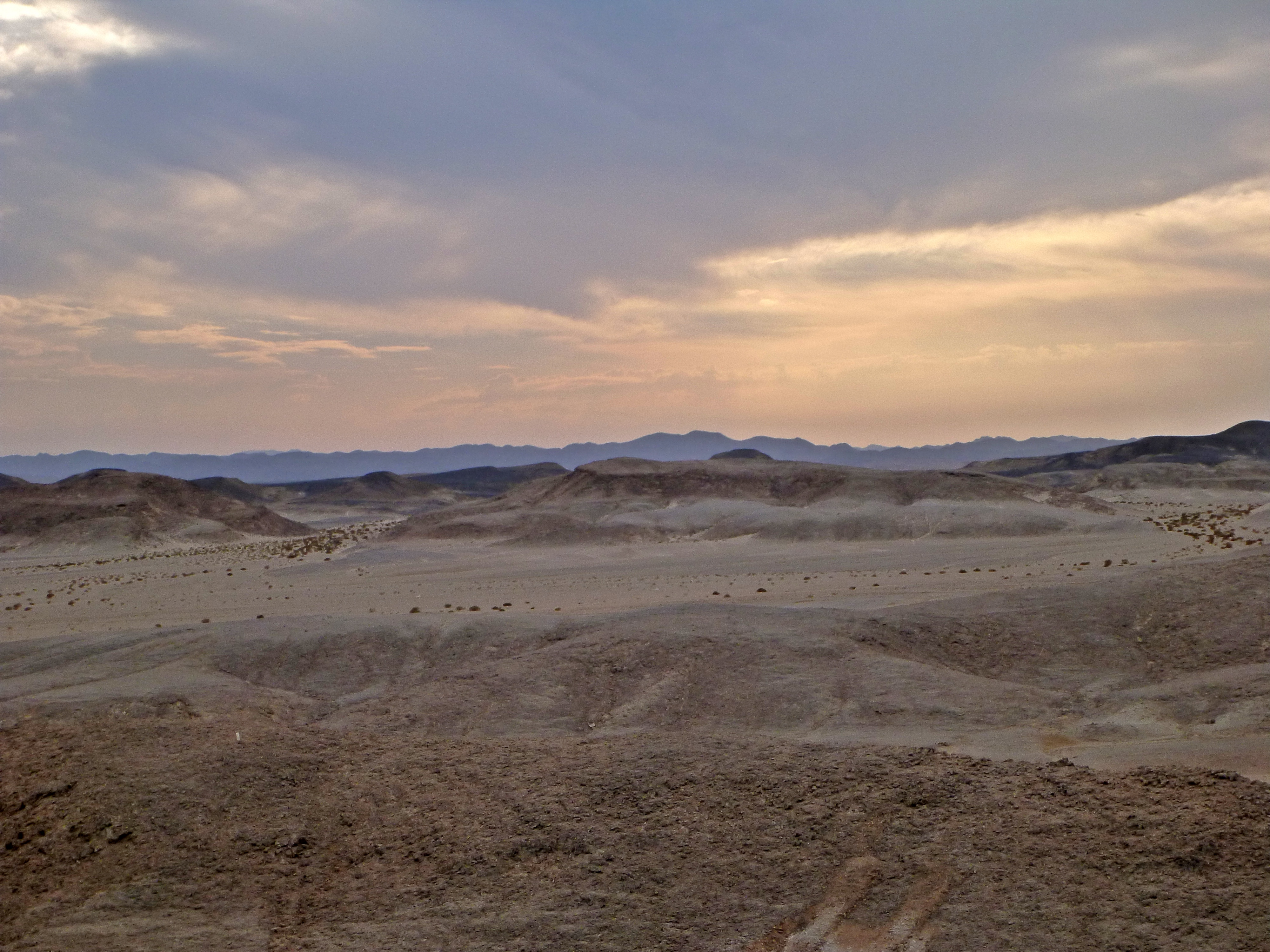
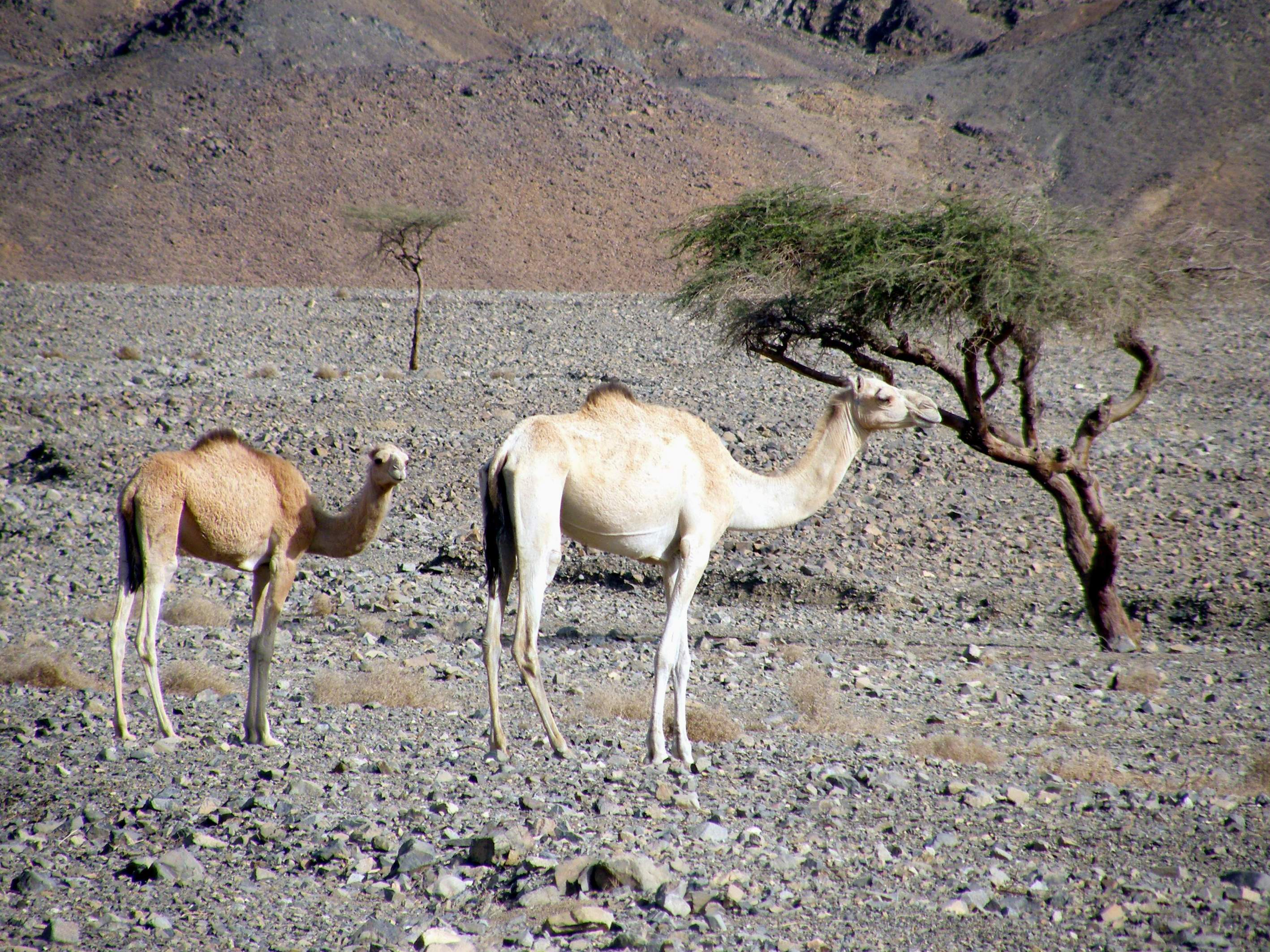
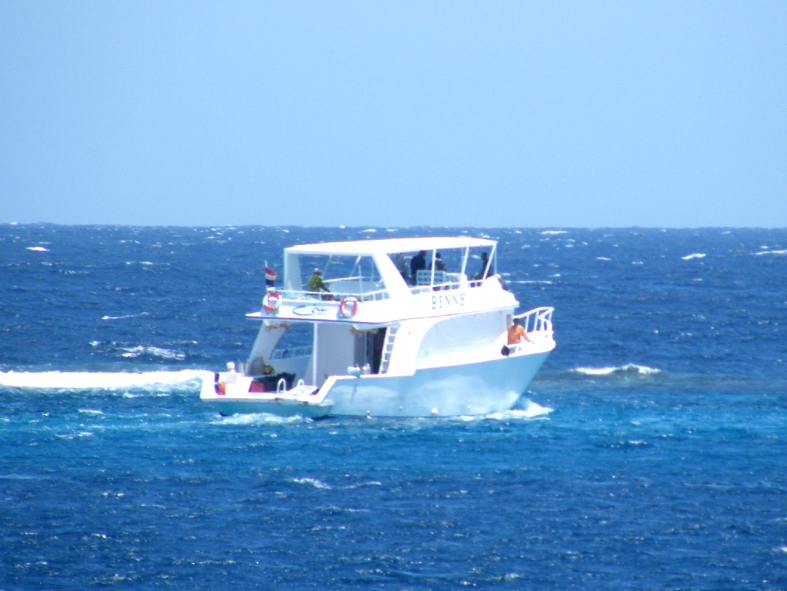
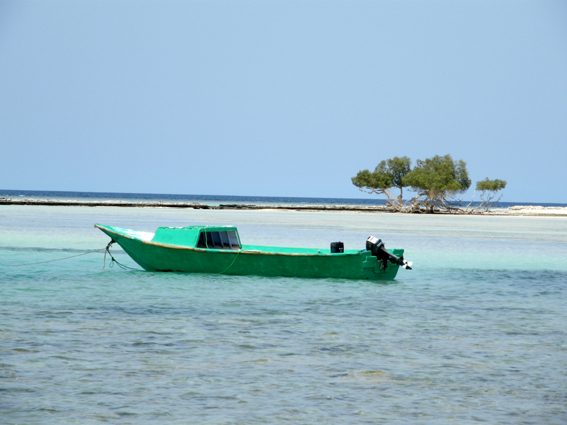
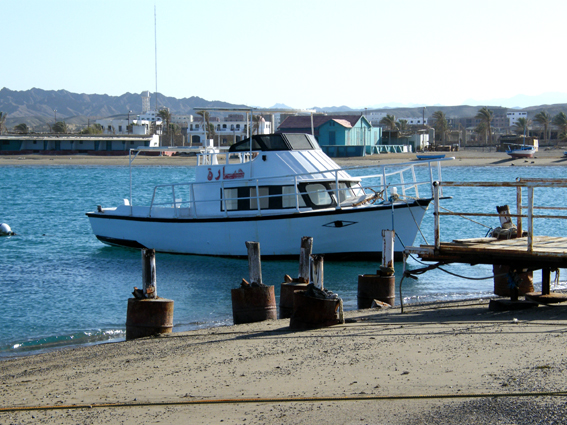
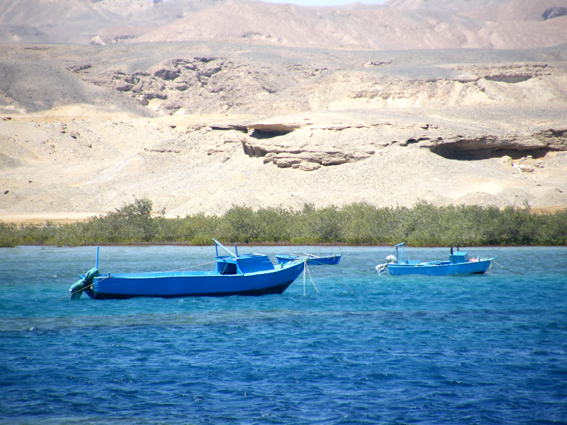
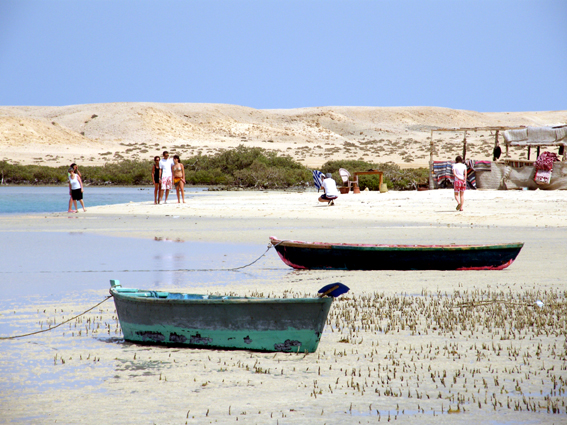
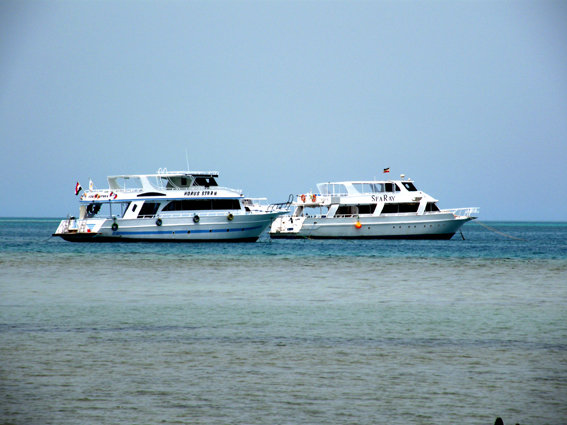
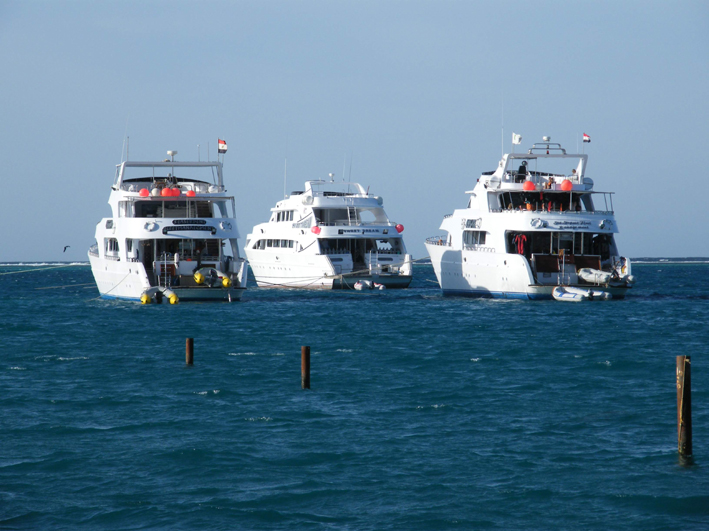
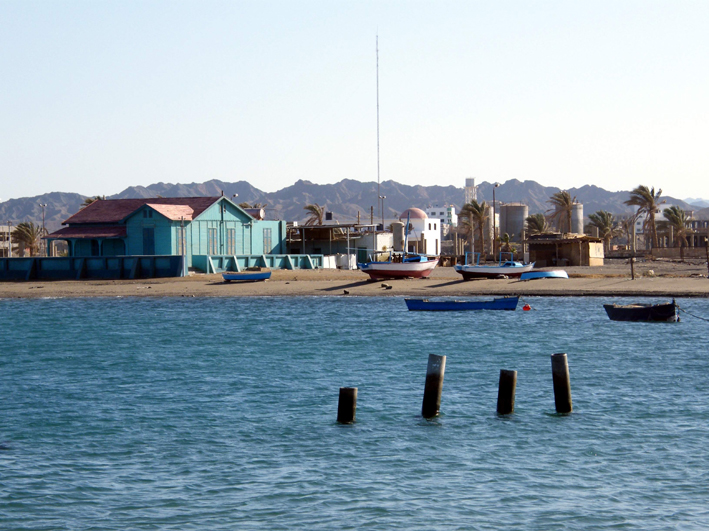
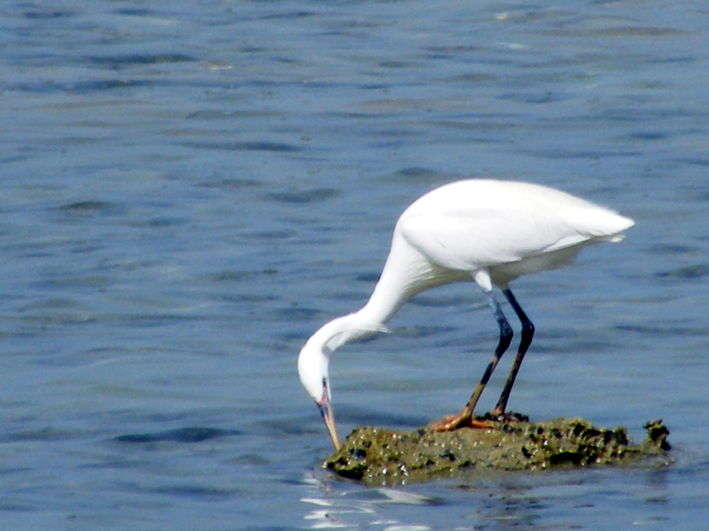
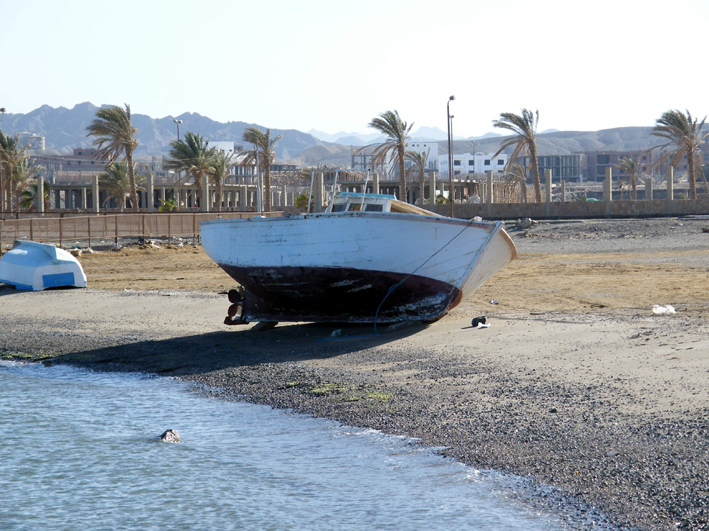
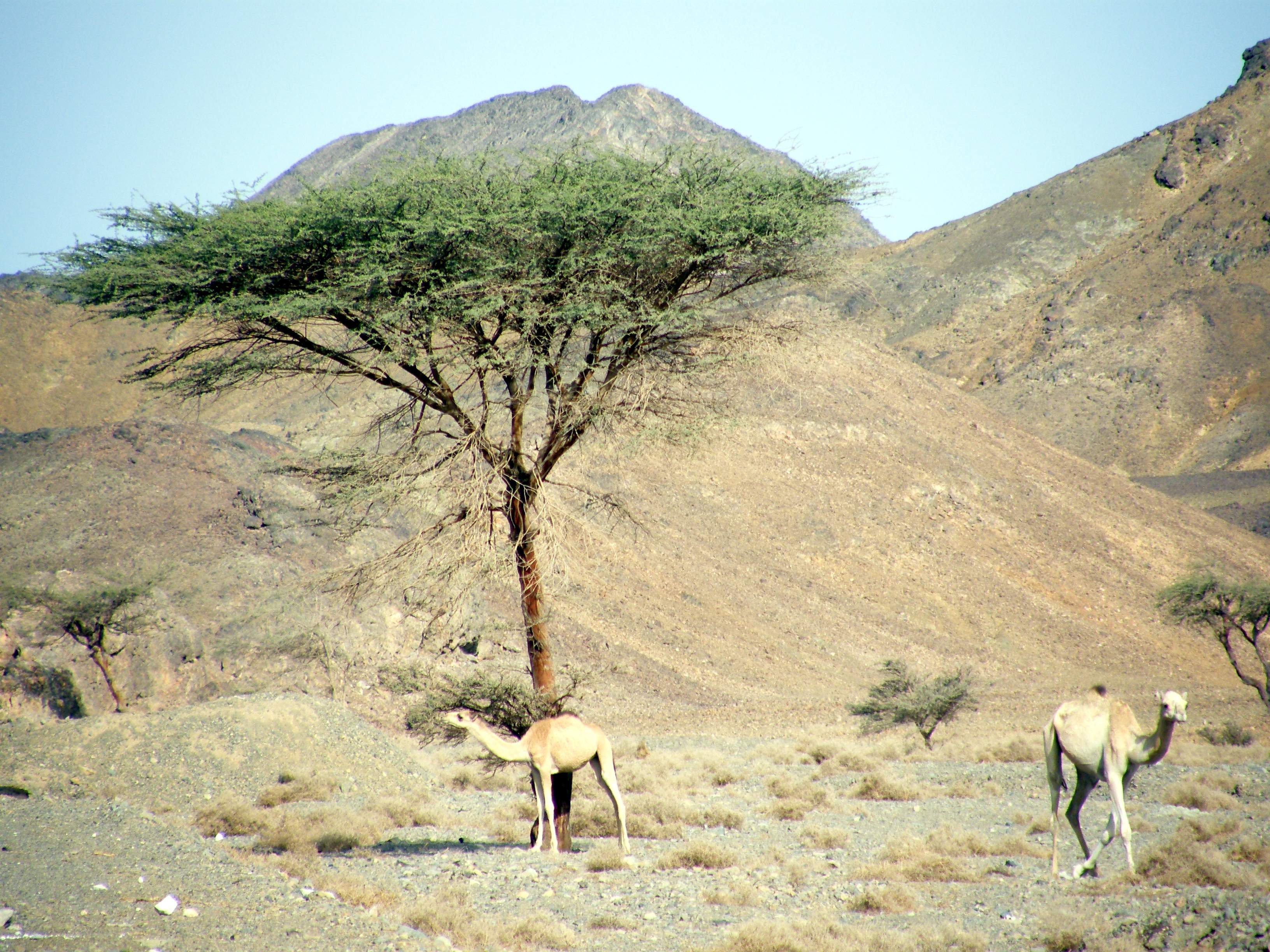
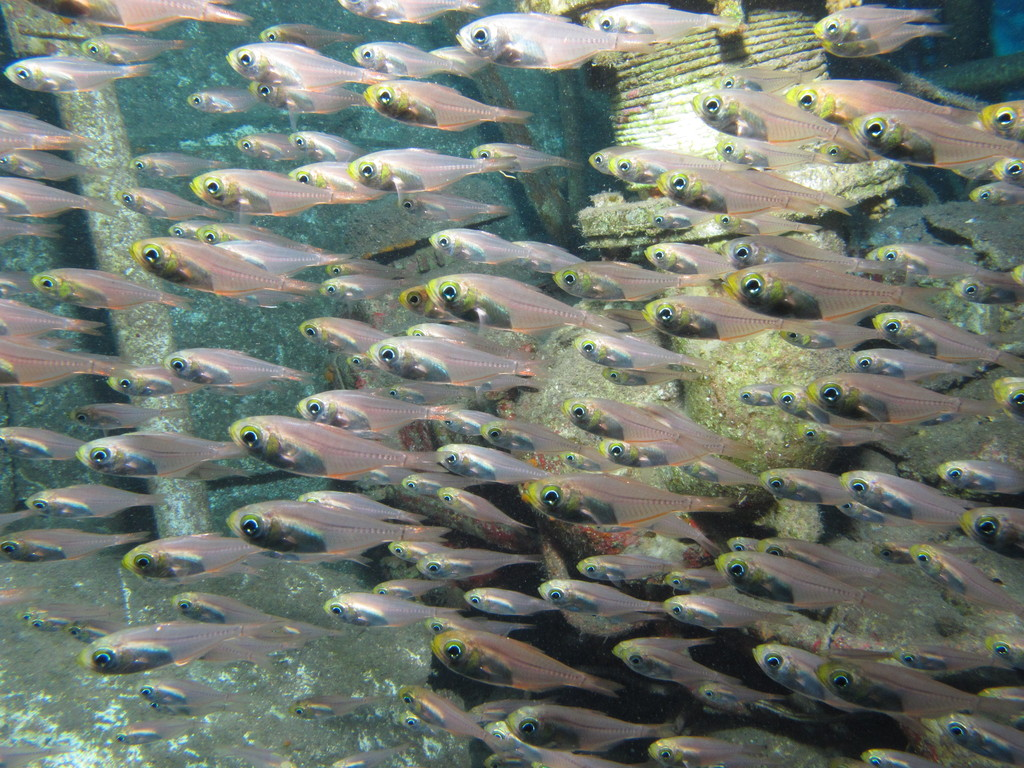
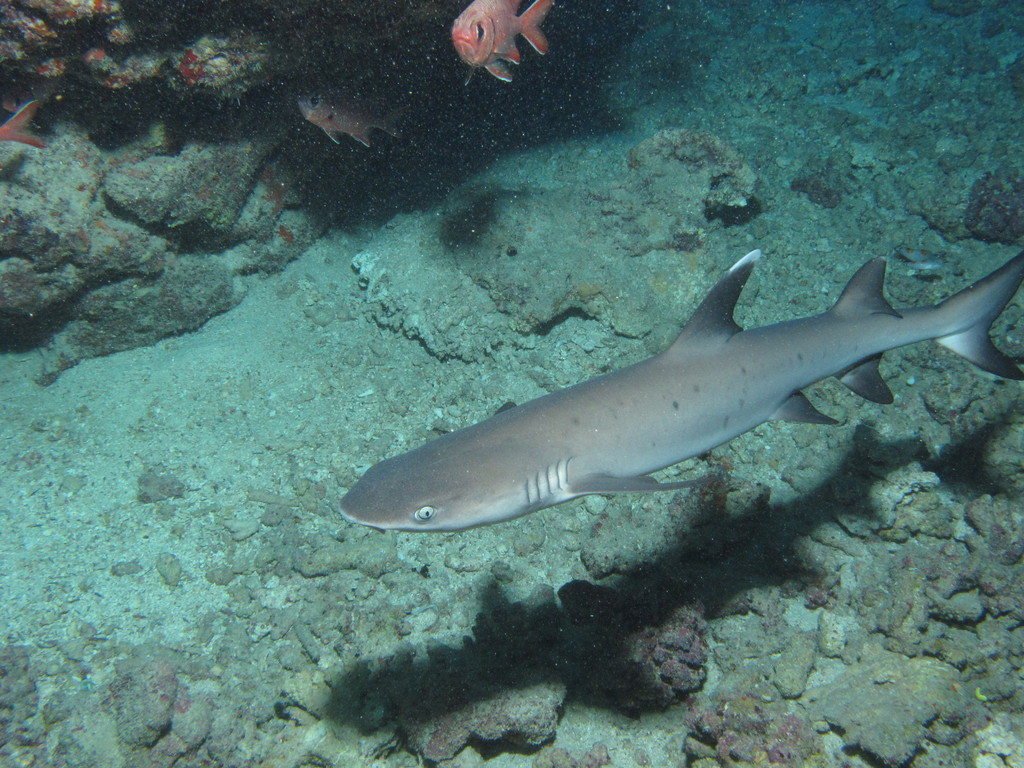
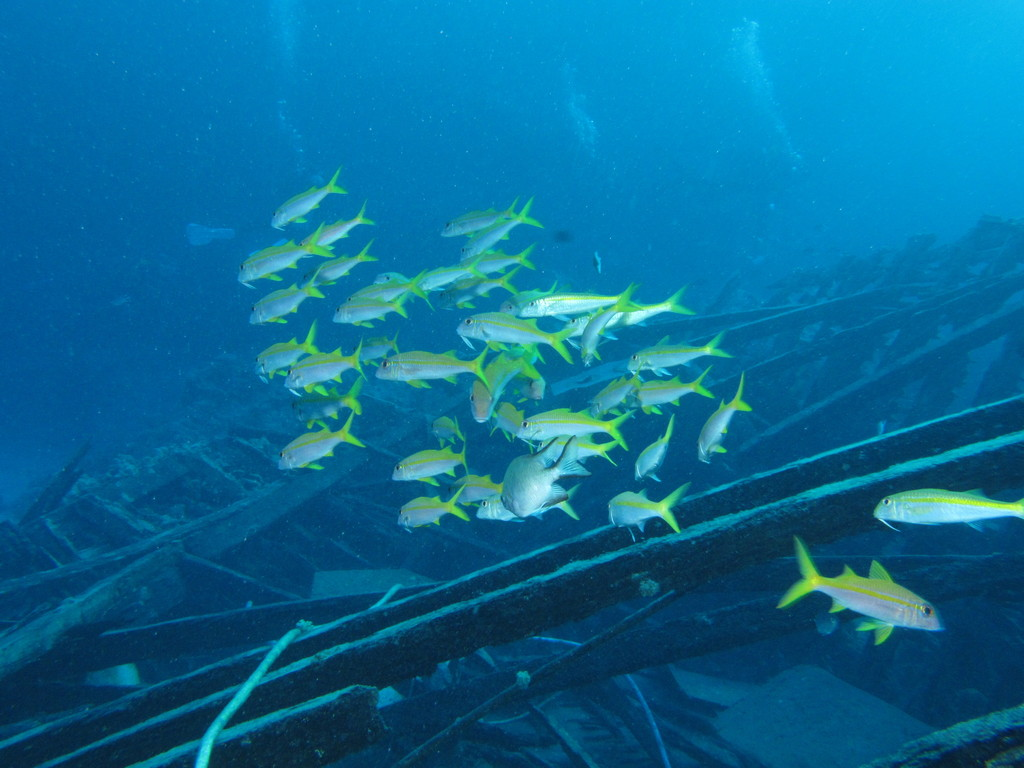
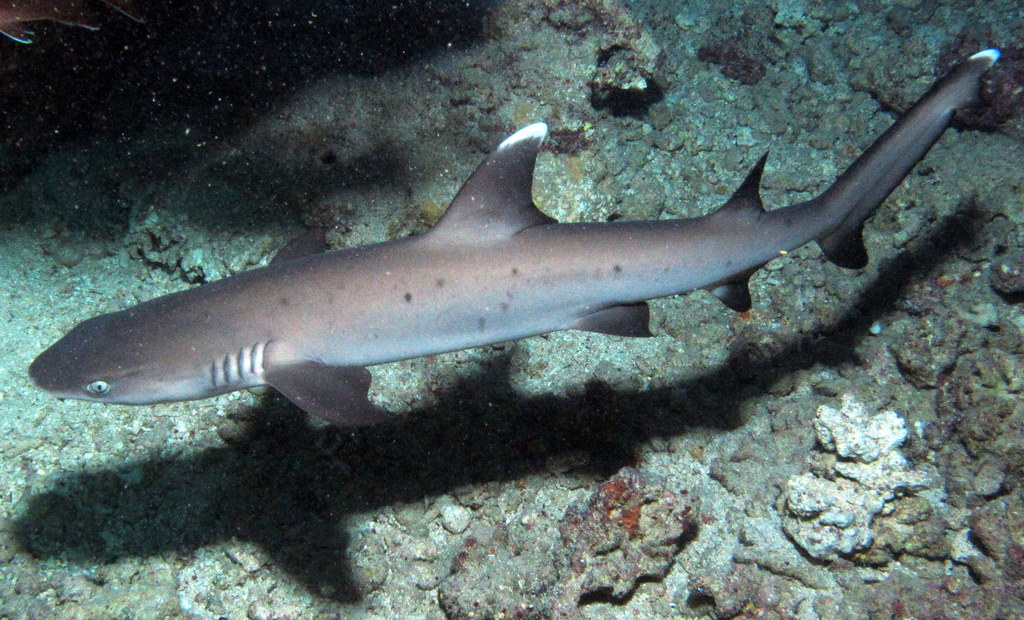
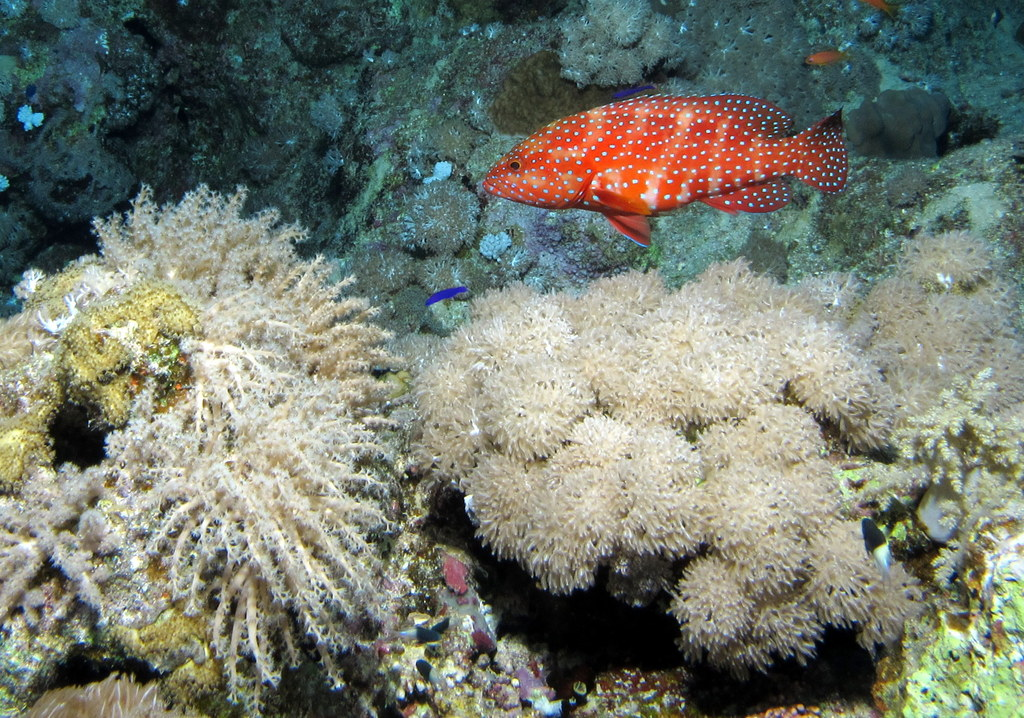
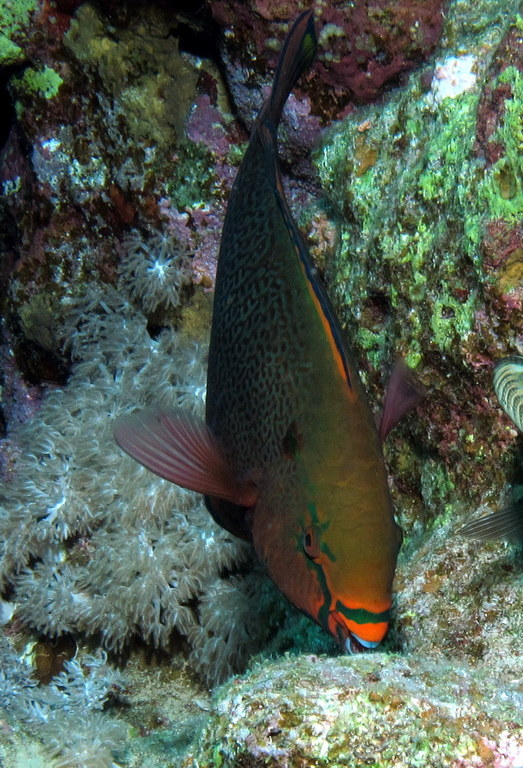
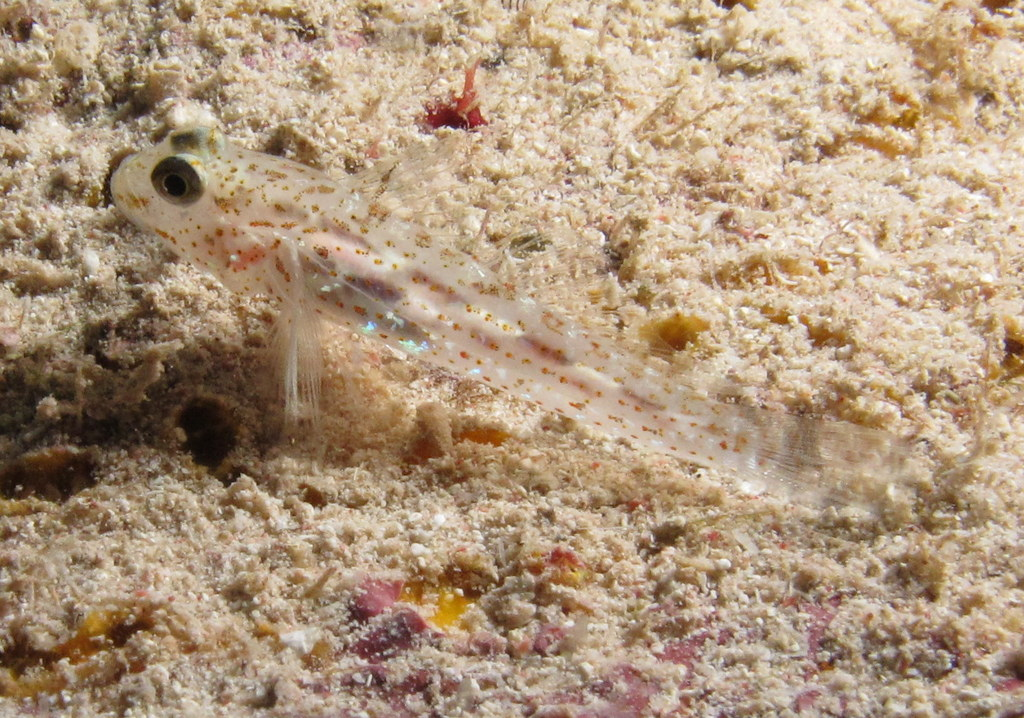
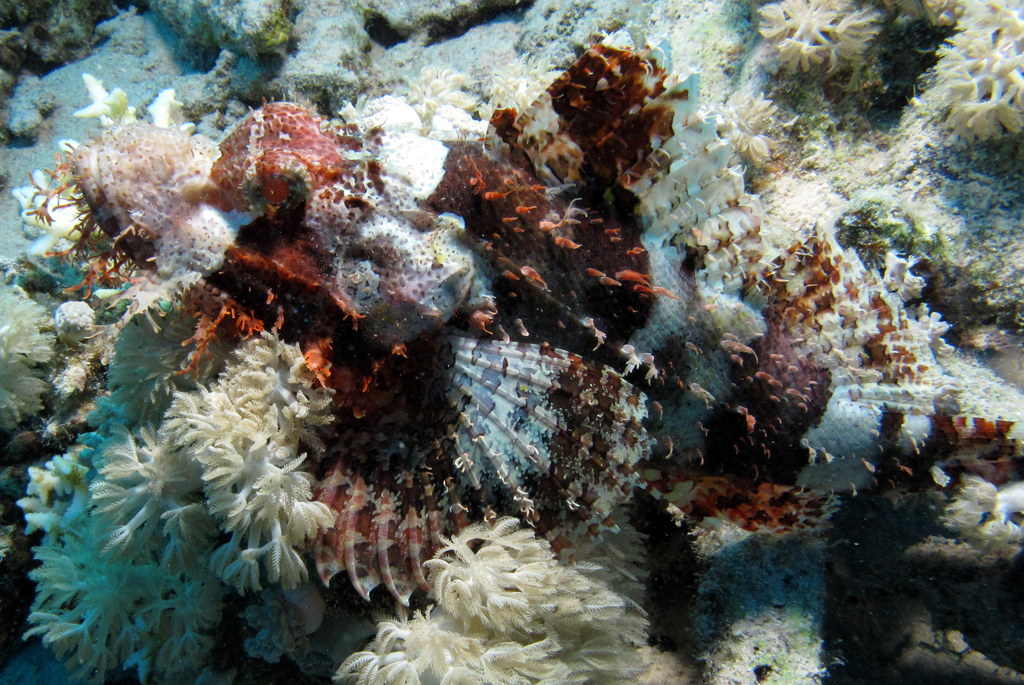
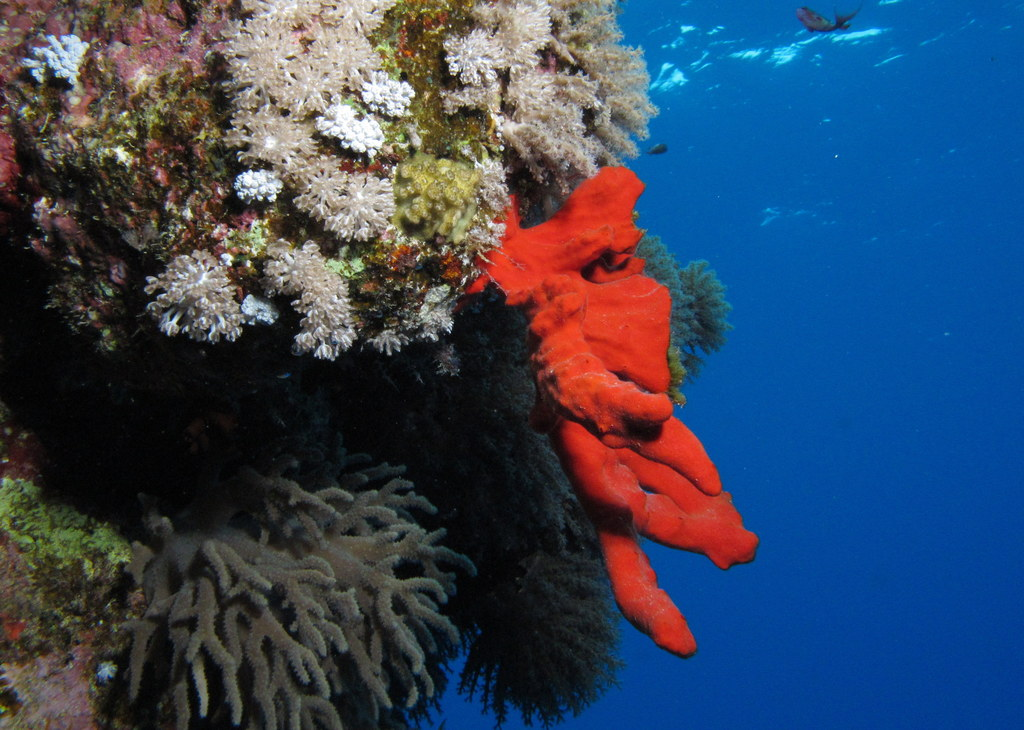
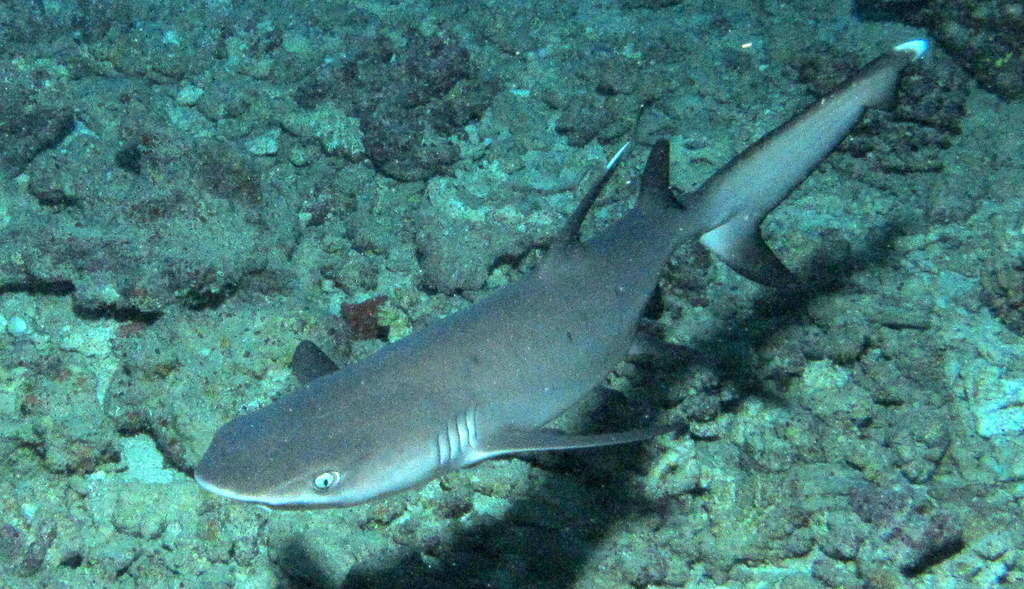
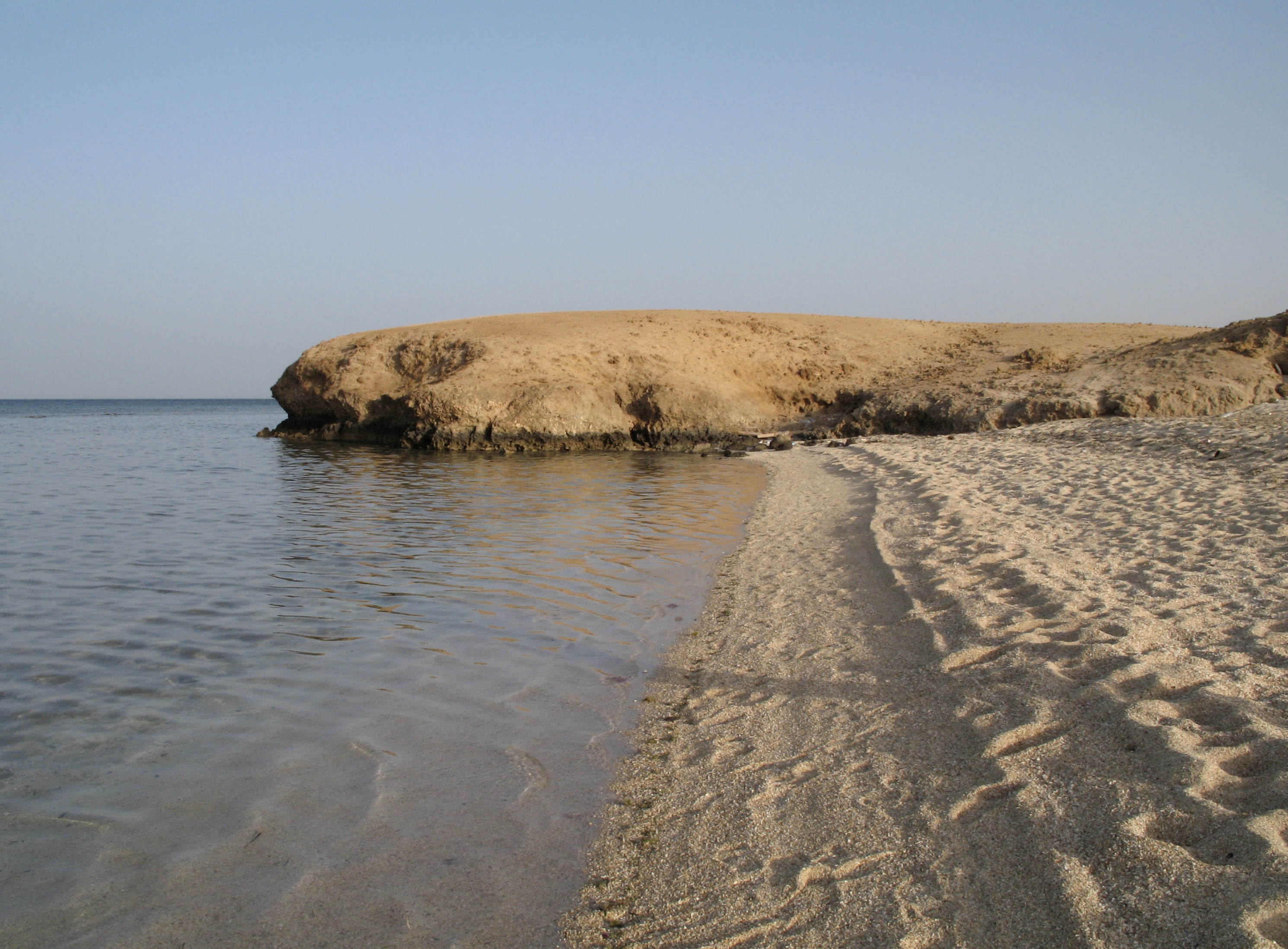
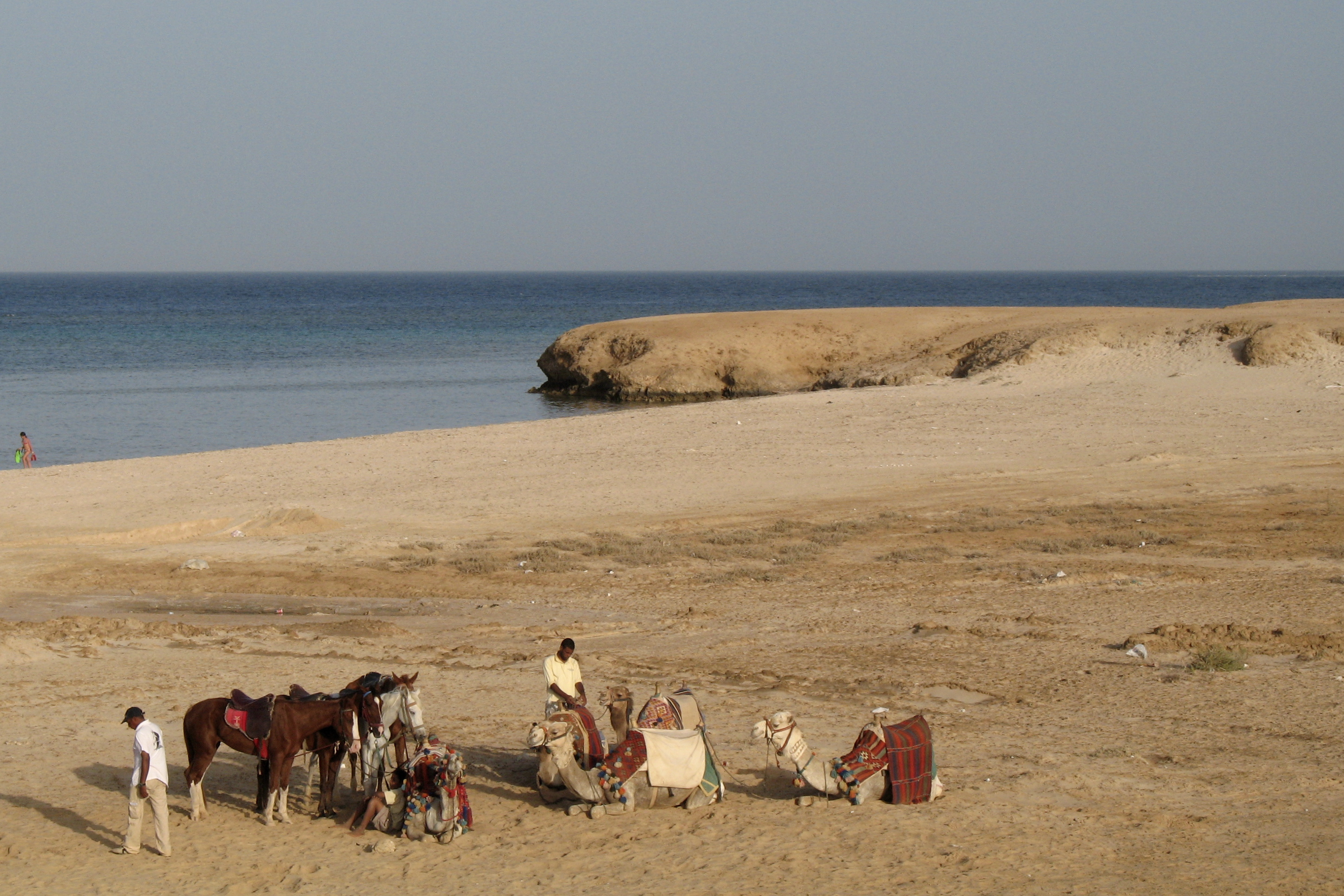
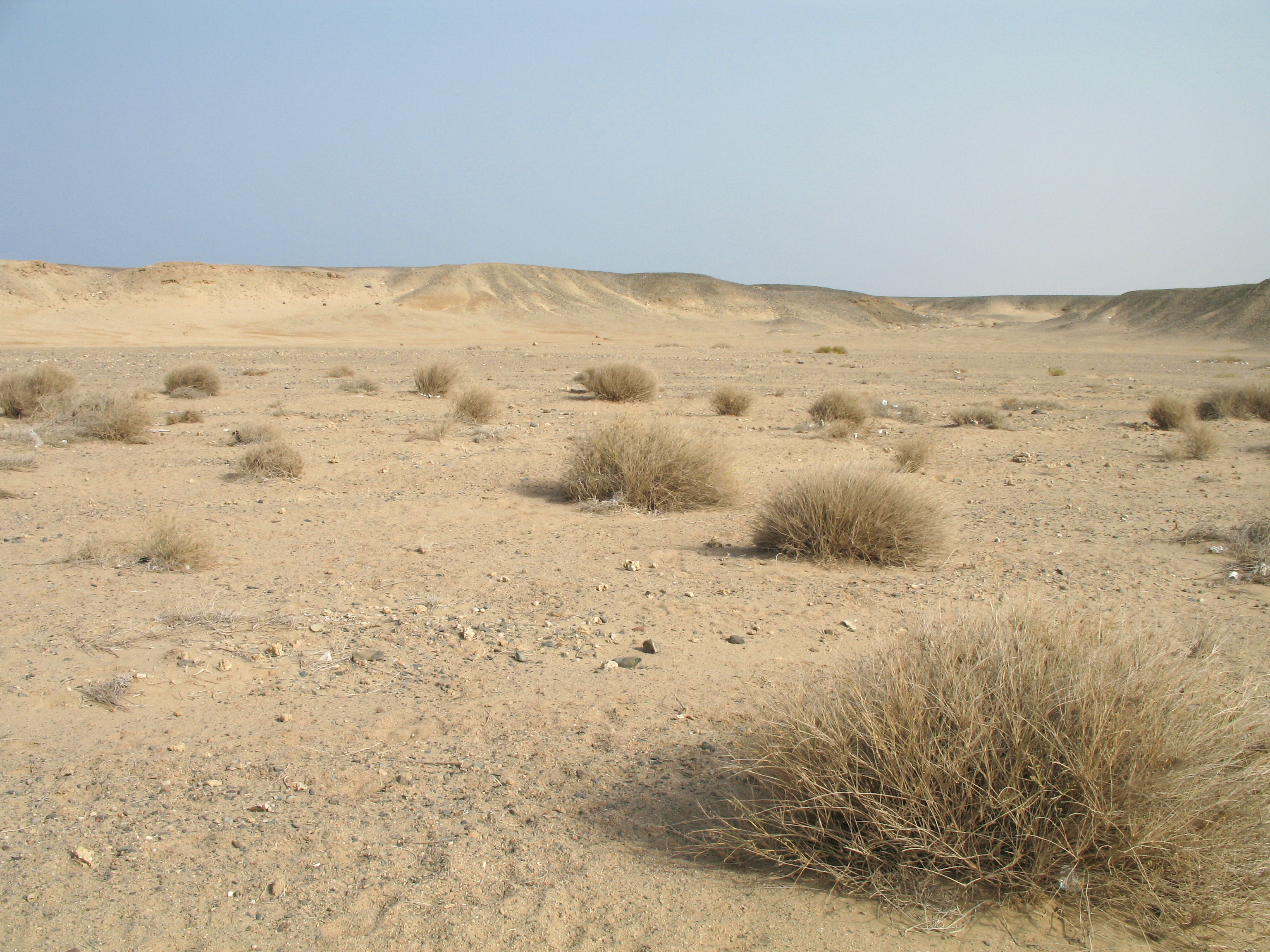
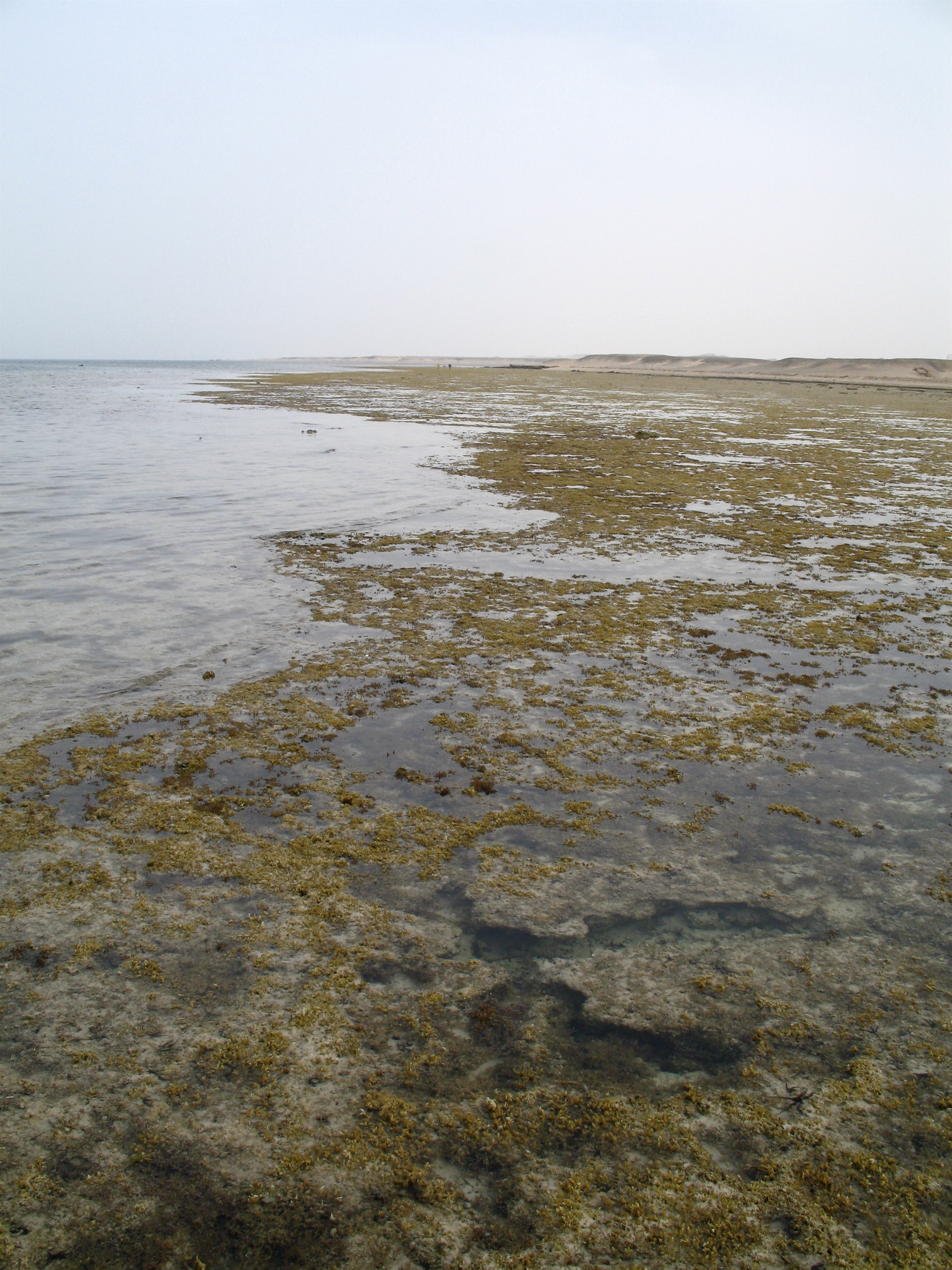
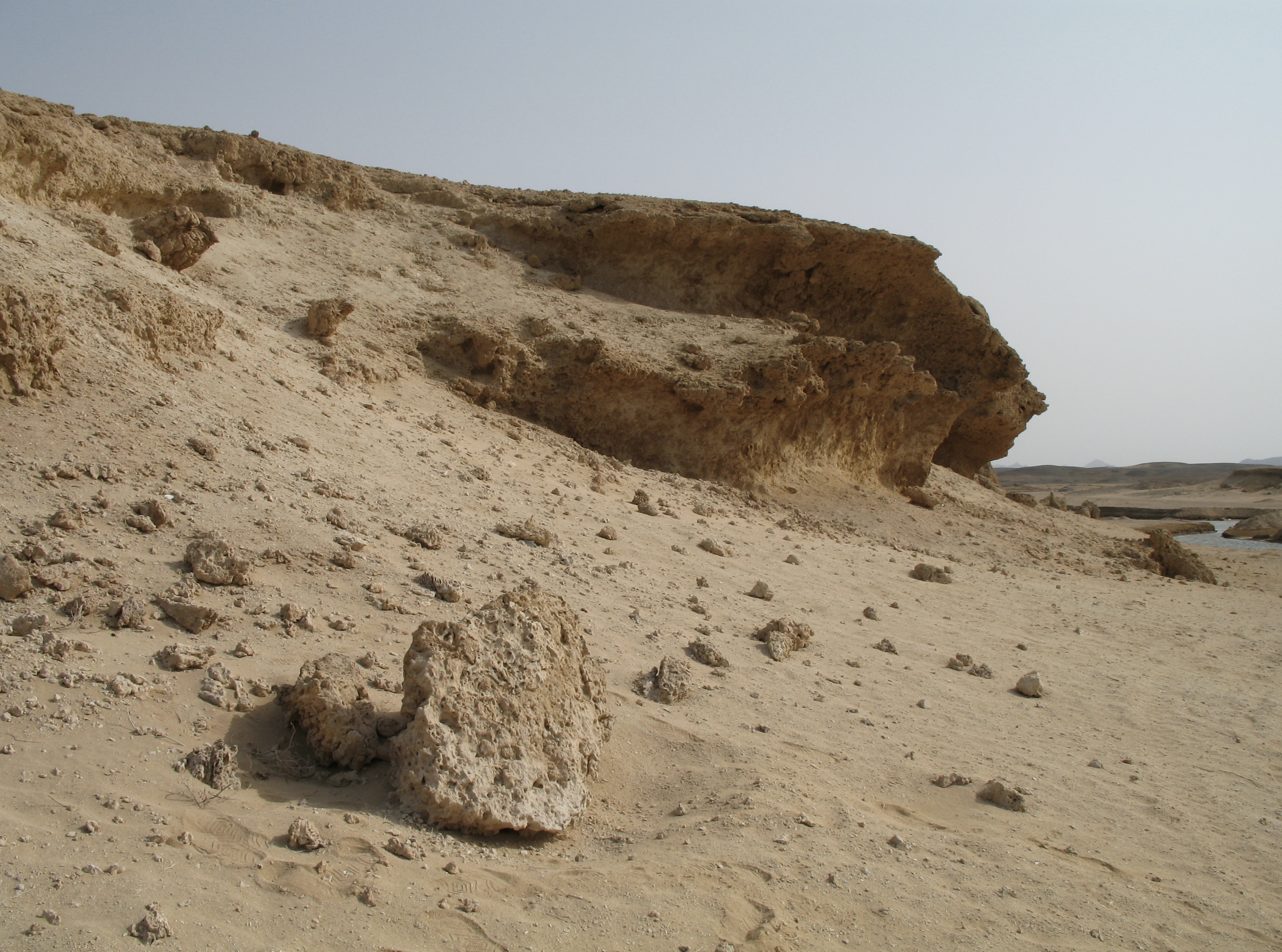
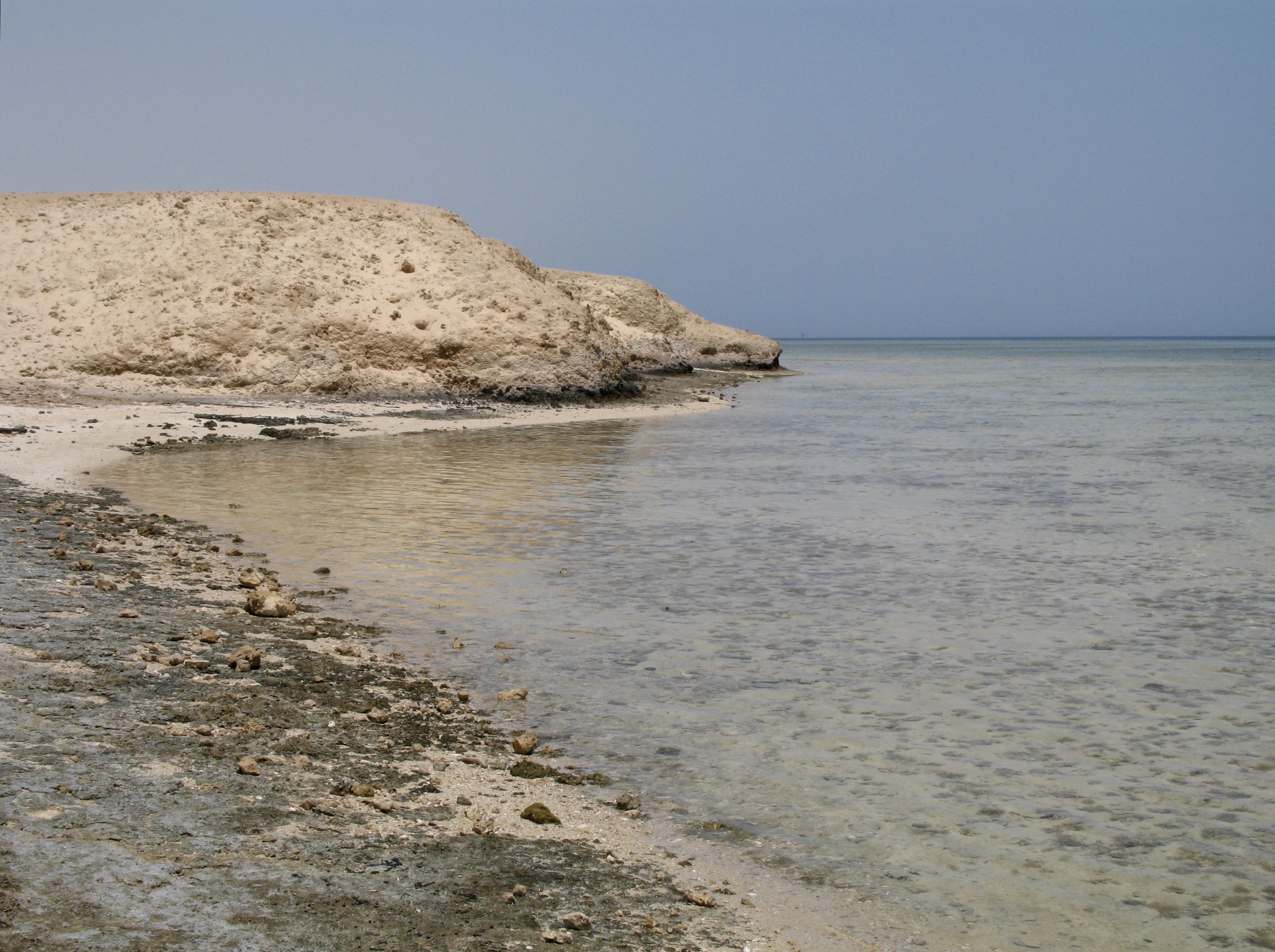
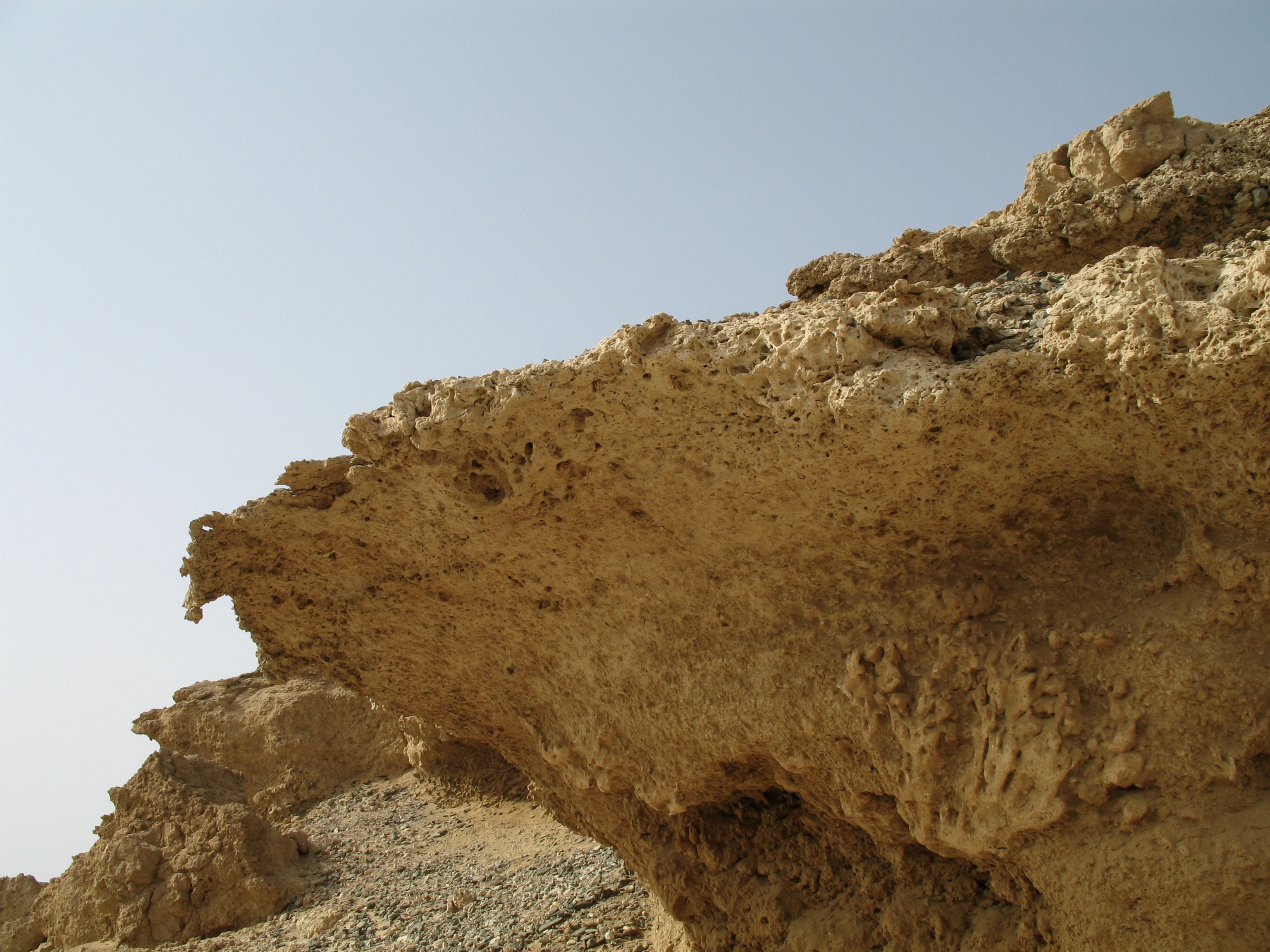
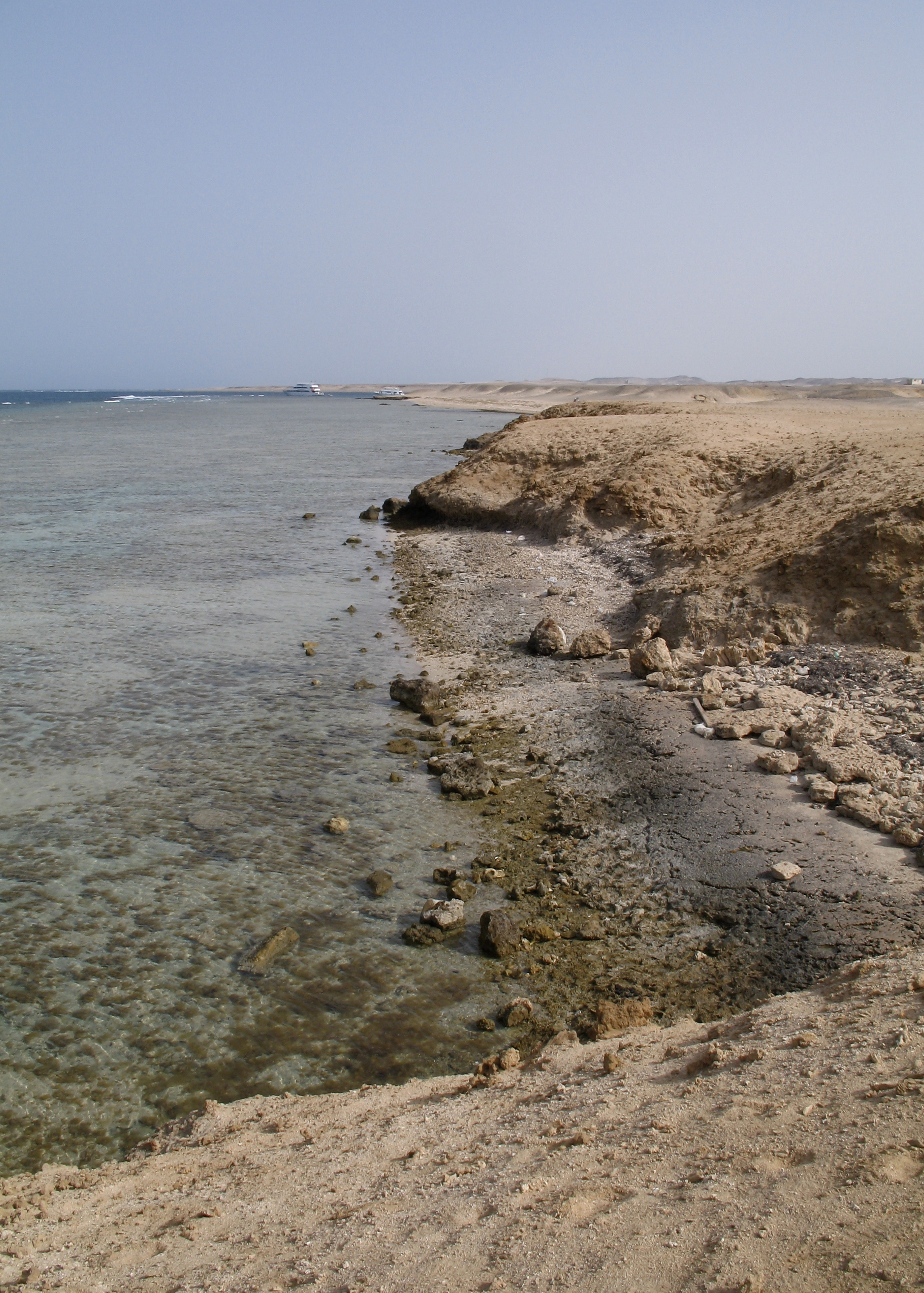
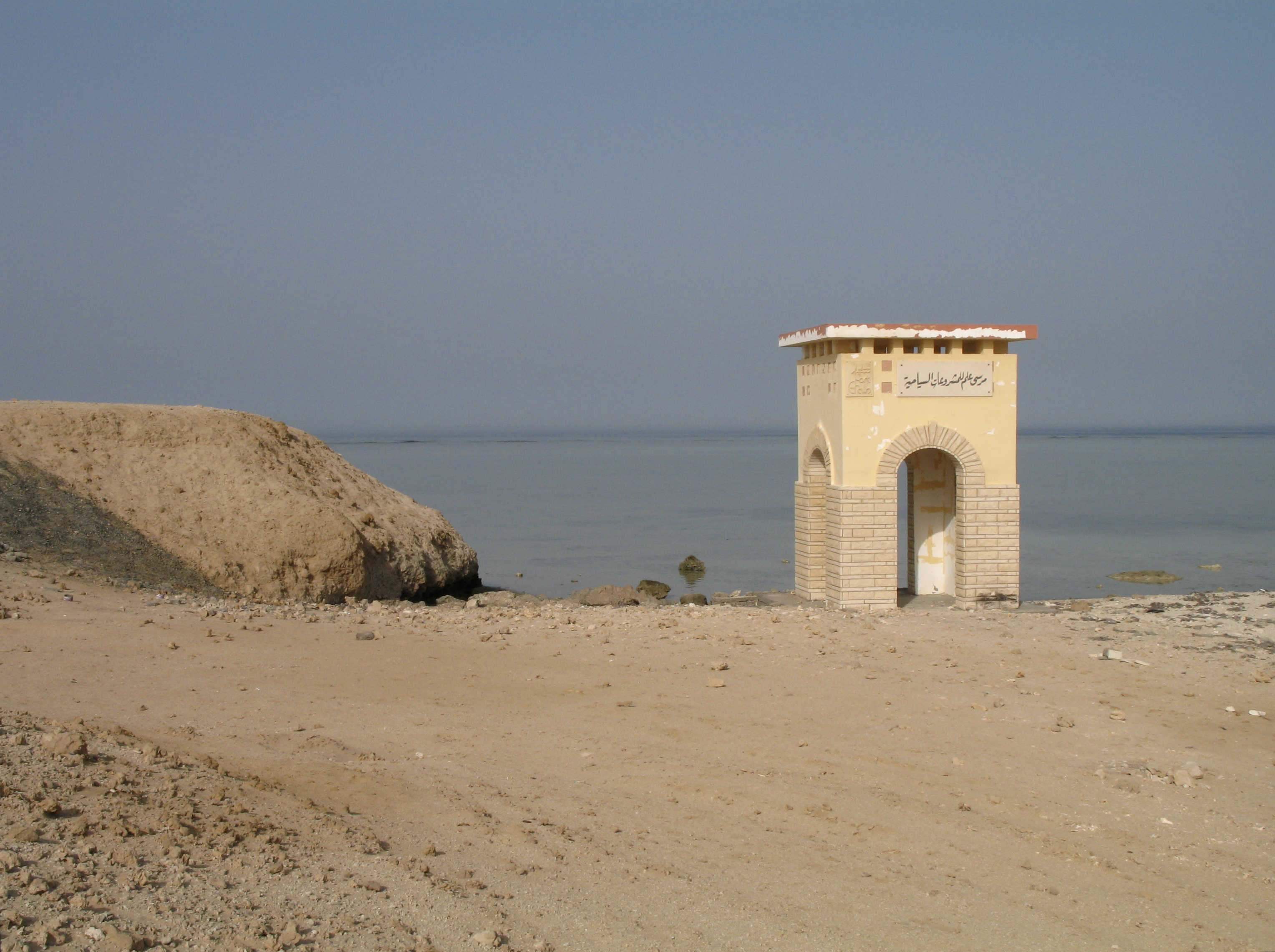

## Napadení žralokem
V pátek 3. srpna 2018 byl v tomto letovisku smrtelně napaden žralokem neuvedeného druhu dvaačtyřicetiletý Čech Petr D. Tragédie se měla odehrát před jeho manželkou Andreou i jejich dcerou. Egypťané tvrdí, že ze zkušenosti nechodí do vody mezi polednem a 14. hodinou. Andrea uvádí, že je nikdo před rizikem nevaroval. Starosta Marsá Alamu Atef Wagda uvedl, že v okolí letoviska se nenachází žádné lokality, které by měly být pro turisty nebezpečné.